# ایالات متحده آمریکا
ایالات متحدهٔ آمریکا (به انگلیسی: United States of America) (مخفف انگلیسی: USA) یا (مخفف انگلیسی: U.S.A) که به‌صورت خلاصه ایالات متحده یا آمریکا خوانده می‌شود، یک کشور مستقل است که عمدتاً در آمریکای شمالی واقع شده است. این کشور میان کشورهای کانادا و مکزیک و اقیانوس اطلس و آرام است. آمریکا به‌جز سرزمین اصلی؛ با شیوهٔ حکومت جمهوری فدرال متشکل از ۵۰ ایالت، یک حوزهٔ فدرال، ۳۲۶ منطقه اختصاصی سرخپوستی، پنج سرزمین خودمختار و مجموعه‌ای از جزایر پراکنده که مجموعاً دارای مساحتی معادل ۳٫۸ میلیون مایل مربع (۹٫۸ میلیون کیلومتر مربع)؛ سومین کشور پهناور جهان محسوب می‌شود و با جمعیتی بیش از ۳۴۰ میلیون نفر (آمار سال ۲۰۲۳) سومین کشور پرجمعیت جهان است. پایتخت آمریکا واشینگتن، دی.سی. و پرجمعیت‌ترین شهر آن نیویورک سیتی در ایالت نیویورک است.
چهل و هشت ایالت آمریکا و منطقهٔ فدرال پایتخت در سرزمین اصلی ایالات متحدهٔ آمریکا واقع در آمریکای شمالی میان کانادا از شمال و مکزیک از جنوب، میان اقیانوس اطلس از شرق و اقیانوس آرام از غرب قرار دارند. ایالت آلاسکا یک برون‌بوم در گوشهٔ شمال غربی آمریکای شمالی میان کانادا از شرق و تنگهٔ برینگ و روسیه از غرب جای گرفته است. ایالت هاوایی نیز یک برون‌بوم که به صورت مجمع‌الجزایری می‌باشد، در میانه اقیانوس آرام واقع شده است. قلمروهای ایالات متحدهٔ آمریکا که در دریای کارائیب و اقیانوس آرام پراکنده هستند، نُه منطقهٔ زمانی را شامل می‌شوند. جغرافیا، آب و هوا و حیات وحش فوق‌العاده متنوع و گوناگون آمریکا، این کشور را در زمرهٔ ۱۷ کشور دارای تنوع زیستی فراوان قرار داده است. سرخ‌پوستان دیرین و رنگین پوستان، ۱۵٬۰۰۰ سال پیش از سیبری از تنگه برینگ به قاره آمریکا مهاجرت کردند. استعمار قاره آمریکا توسط اروپایی‌ها از سده شانزدهم میلادی آغاز شد. در آغاز ایالات متحدهٔ آمریکا با ورود امپراتوری بریتانیا در ویرجینیا و برمودا، امپراتوری هلند در نیو هلند، امپراتوری فرانسه در شمال و غرب و امپراتوری اسپانیا در تصرف رود می‌سی‌سی‌پی و جنوب غربی همراه بود. ۱۳ مستعمره بریتانیایی توسط امپراتوری بریتانیا در ساحل شرقی پدیدار گردید. درگیری‌های متعدد بر سر قانون مالیات و نبود نماینده از میان مردم، پیرو جنگ انقلاب آمریکا (سال ۱۷۷۵–۱۷۸۳)، منجر به تشکیل نخستین کشور مستقل از یک امپراتوری خصوصاً بزرگ‌ترین امپراتوری جهان، آغاز انقلاب آمریکا (سال ۱۷۷۵) و نهایتاً اعلامیه استقلال ایالات متحده آمریکا گردید.
قانون اساسی آمریکا در سال ۱۷۸۸ با اصلاحات دهگانه که مجموعاً با نام منشور حقوق ایالات متحده آمریکا می‌باشد، پی‌ریزی گردید. در سال ۱۷۹۱ قانون اساسی که تضمین‌کننده حقوق طبیعی و قانونی بود، تصویب گردید. در خلال سده نوزدهم میلادی ایالات متحدهٔ آمریکا به شکلی قاطعانه، به توسعه ارضی آمریکای شمالی مشغول شد.
همچنین در خلال این سده پس از جنگ‌های سرخپوستان؛ نهایتاً منجر به توافق شد و ایالات جدید به شکلی تدریجی تأسیس گردیدند. در سال ۱۸۴۴ توسعهٔ سرزمین‌های آمریکا در سراسر قارهٔ آمریکای شمالی به پایان رسید. در نیمه دوم سده نوزدهم میلادی، جنگ داخلی آمریکا منجر به منسوخ شدن برده‌داری در این کشور شد. در سال‌های پایانی سده نوزدهم، آمریکا به جزایر و آب‌های اقیانوس آرام مسلط شد و اقتصاد این کشور نیز در نتیجه انقلاب صنعتی فراگیر در دنیا، رشد بی‌سابقه‌ای کرد. جنگ آمریکا و اسپانیا و جنگ جهانی اول، موقعیت آمریکا را به شکل یک ابرقدرت نظامی جهانی تثبیت کرد. ایالات متحده در جنگ جهانی دوم به شکل یک ابرقدرت، نخستین کشور تولیدکننده و تنها کشور استفاده‌کنندهٔ بمب‌های اتمی در جنگ و به‌عنوان اعضای دائم شورای امنیت سازمان ملل متحد ظاهر گردید. در خلال جنگ سرد ایالت متحده و اتحاد جماهیر شوروی سوسیالیستی رقابت فضایی قابل توجهی داشتند که این رقابت در پروژهٔ آپولو ۱۱ به اوج خود رسید. بعد از پایان جنگ سرد در سال ۱۹۹۱ و فروپاشی اتحاد جماهیر شوروی، ایالات متحده تبدیل به تنها ابرقدرت جهان شد.
ایالات متحده از اعضاء بنیان‌گذار سازمان ملل متحد، صندوق میان‌جهانی پول، بانک جهانی، سازمان کشورهای آمریکایی (OAS) و تعدادی دیگر از سازمان‌های میان‌جهانی است. ایالات متحده کشوری فوق پیشرفته بر پایهٔ تولید ناخالص داخلی و دومین کشور دنیا بر پایه تولید ناخالص داخلی (برابری قدرت خرید) تقریباً یک‌چهارم تولید ناخالص داخلی کل کشورهای جهان می‌باشد. اقتصاد ایالات متحده یک اقتصاد فراصنعتی و عظیم است که در فعالیت‌های خدماتی به شکلی عالی عمل کرده و در زمینهٔ اقتصاد دانش‌بنیان جزو سرآمدهای جهان محسوب می‌شود. از لحاظ تولید ایالات متحده دارندهٔ رتبهٔ دوم در جهان است. ایالات متحده اولین کشور واردکننده و دومین کشور صادرکننده جهان است. با وجود این‌که جمعیت آمریکا فقط ۴٫۳٪ جمعیت جهان است، این کشور مالک ۲۹٫۴٪ ثروت جهان است. ایالات متحده دارای بیشترین سهم ثروت جهانی در میان کشورهای دنیاست. آمریکا از لحاظ چندین شاخص اجتماعی ـ اقتصادی مثل دستمزد متوسط، شاخص توسعهٔ انسانی سرانهٔ تولید ناخالص داخلی و سوددهی سرانه جزء رتبه‌های بالا در میان کشورهای جهان به‌شمار می‌رود. ایالات متحده دارندهٔ قدرتمندترین نیروی مسلح جهان است. بودجه و هزینه‌کرد نظامی آمریکا، بیش از یک سوم کل بودجهٔ نظامی دنیا است. ایالات متحده یک قدرت پیشرو و راهبر در زمینه سیاست، فرهنگ و دانش در جهان به‌شمار می‌رود.

## نام
نام آمریکا نخستین بار در یک نقشه جهان مربوط به سال ۱۵۰۷ میلادی که توسط مارتین والدسیمولر نقشه‌نگار و کشیش اهل فرایبورگ آلمان تهیه شده بود، دیده شده است. در این نقشه، آمریکای جنوب به افتخار جهانگرد ایتالیایی آمریگو وسپوچی، «آمریکا» خوانده شده است. وسپوچی پس از بازگشت از سفر خود، متذکر شد که هند غربی در واقع، برخلاف گفته کلمب، شرق آسیا نیست؛ بلکه یک خشکی جداگانه است که تا آن زمان برای اروپایی‌ها ناشناخته مانده بود. در ۱۵۳۸، گراردوس مرکاتور نام «آمریکا» را در نقشه جهان خود به تمام نیم‌کره غربی اطلاق کرد.
«ایالات متحده آمریکا» نخستین بار در دوم ژانویه ۱۷۷۶ در نامه‌ای از استیون مویلان به جوزف رید، از نزدیکان جورج واشینگتن، به چشم می‌خورد. مویلان امیدوار بود که با «قدرت تمام از ایالات متحده آمریکا به اسپانیا برود» تا برای جنگ‌های انقلابی، حامی پیدا کند. اولین مرتبه‌ای که این اسم در یک نوشته چاپی مورد استفاده قرار گرفت، مربوط است به مقاله‌ای ناشناس که در ۶ آوریل ۱۷۷۶ در روزنامه «گازت ویرجینیا»، نشریه‌ای در ویلیامزبرگِ ویرجینیا، منتشر شد.
در دومین پیش‌نویس اصول کنفدراسیون که در ۱۷ ژوئن ۱۷۷۶ توسط جان دیکنسون نوشته شد، آمده که «نام این کنفدراسیون «ایالات متحده آمریکا» خواهد بود.» در نسخه نهایی که در اواخر ۱۷۷۷ برای تأیید به ایالات فرستاده شد، آمده بود که «عنوان این فدراسیون ایالات متحده آمریکا خواهد بود.» توماس جفرسون در ژوئن ۱۷۷۶ در پیش‌نویس اعلامیه استقلال، آن را با حروف تمام بزرگ به شکل UNITED STATES OF AMERICA نوشت. مشخص نیست که جفرسون این پیش‌نویس را قبل از استفاده از این عنوان توسط دیکنسون نوشت، یا پس از آن.
مخفف رایج نام این کشور، «ایالات متحده» است؛ اما آن را U.S یا USA یا آمریکا هم می‌گویند. در حالت محاوره‌ای U.S. of A. یا به صورت بین‌المللی، «ایالات» می‌گویند. عبارت «ایالات متحده» در ابتدا به صورت جمع کار می‌رفت؛ یعنی عنوانی برای مجموعه‌ای از دولت‌های مستقل بود — «ایالات متحده اعلام می‌دارند…» حالت مفرد آن پس از جنگ داخلی آمریکا باب شد — «ایالات متحده اعلام می‌دارد…» حالت مفرد امروزه حالت استاندارد نام کشور مذکور است و زمانی که بخواهند آن را به صورت جمع استفاده کنند، به صورت «این ایالات متحده…» به کار می‌برند. تفاوت موجود، بیش از یک موضوع گرامری است، چرا که فرق میان یک واحد و مجموعه‌ای از دولت‌ها را می‌رساند. یک شهروند ایالات متحده آمریکا، «آمریکایی» خطاب می‌شود.
سابقاً در فارسی به این کشور در گفتگوی عامیانه ینگه دنیا و در نوشته‌ها، اتازونی (برگرفته از États-Unis، نام فرانسوی ایالات متحده) می‌گفتند. «ینگی دنیا» برگرفته از ترکی عثمانی و به‌معنی «دنیای جدید» است.
در زبان فارسی آمریکا و اِمریکا هر دو به یک منظور بیان می‌شوند.

## تاریخ

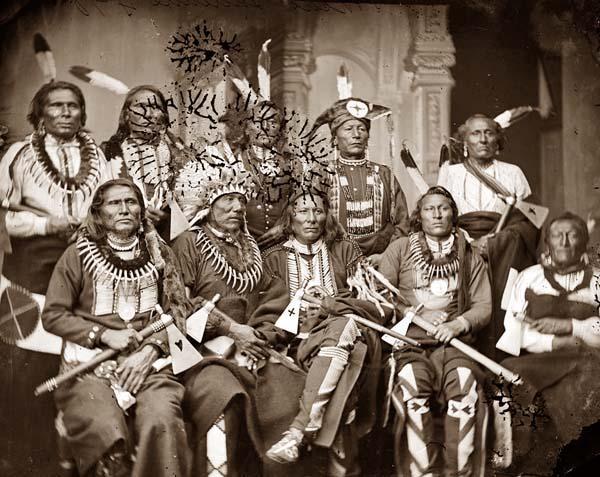
نخستین ساکنان این قاره را اقوام سرخ‌پوستان آمریکایی تشکیل می‌داده‌اند.

### بومی‌ها و آمریکای پیش از کلمب
نظر پذیرفته‌شده این است که نخستین ساکنان آمریکای شمالی از راه برینجیا حدود ۱۲٬۰۰۰ سال پیش از سیبری به این ناحیه نقل مکان کرده‌اند؛ اما شواهد جدید نشان می‌دهد که سابقه حضور انسان در این منطقه بیش از این است. پس از عبور از راه زمینی، نخستین آمریکایی‌ها در کنار سواحل اقیانوس آرام مسیر جنوب در پیش گرفتند. در ابتدا تصور می‌شد تمدن کلویس که ۱۱٬۰۰۰ پیش از مسیح به وجود آمد، نشانگر نخستین موج سکونت انسانی در قاره آمریکا است. اما جدیداً شواهدی از تمدن‌های «پیشا-کلویسی» هم پیدا شده که در یکی از آن‌ها ابزارهایی متعلق به ۱۵٬۵۵۰ سال پیش یافت شده است. این محتمل است که این یافته‌ها مربوط به نخستین موج از سه موج بزرگ مهاجرت انسانی به آمریکای شمالی است.
با گذر زمان، تمدن‌های بومی آمریکای شمالی رشد پیدا کردند و برخی، مانند تمدن می‌سی‌سی‌پی، در کشاورزی پیشرفت کردند، بناهای بزرگ به جا گذاشتند و برای خود دولت تشکیل دادند. تمدن می‌سی‌سی‌پی که از مرز مکزیک تا فلوریدا گسترده بود، در سال‌های ۸۰۰ تا ۱۶۰۰ میلادی به اوج خود رسید. دولت-شهر کاهوکیا که در این تمدن واقع بود، مهم‌ترین سایت باستان‌شناسی پیشاکلمبی در مرزهای امروز ایالات متحده است. در منطقه چهار گوشه، تمدن پوئبلو قرار داشت که در نتیجه قرن‌ها آزمایش در کشاورزی به وجود آمده بود.
۳ مورد از میراث‌های جهانی یونسکو در ایالات متحده متعلق به تمدن پوئبلو است: پارک ملی میزا ورده، پارک ملی تاریخی فرهنگ چاکو و تائوس پوئبلو. همچنین کنده‌کاری‌های زمینی متعلق به بومیان آمریکا در پوتری پوینت هم توسط یونسکو به عنوان میراث جهانی به رسمیت شناخته شده است. در منطقه دریاچه‌های بزرگ، اتحادیه ایروکوا وجود داشت که مابین قرون دوازدهم تا پانزدهم میلادی به وجود آمده بود. قبایل الگونکیان که به شکار، تله‌گذاری و تا حدی زراعت می‌پرداختند هم مهم‌ترین قبایل سواحل اقیانوس اطلس بودند.

### تأثیر بر بومیان

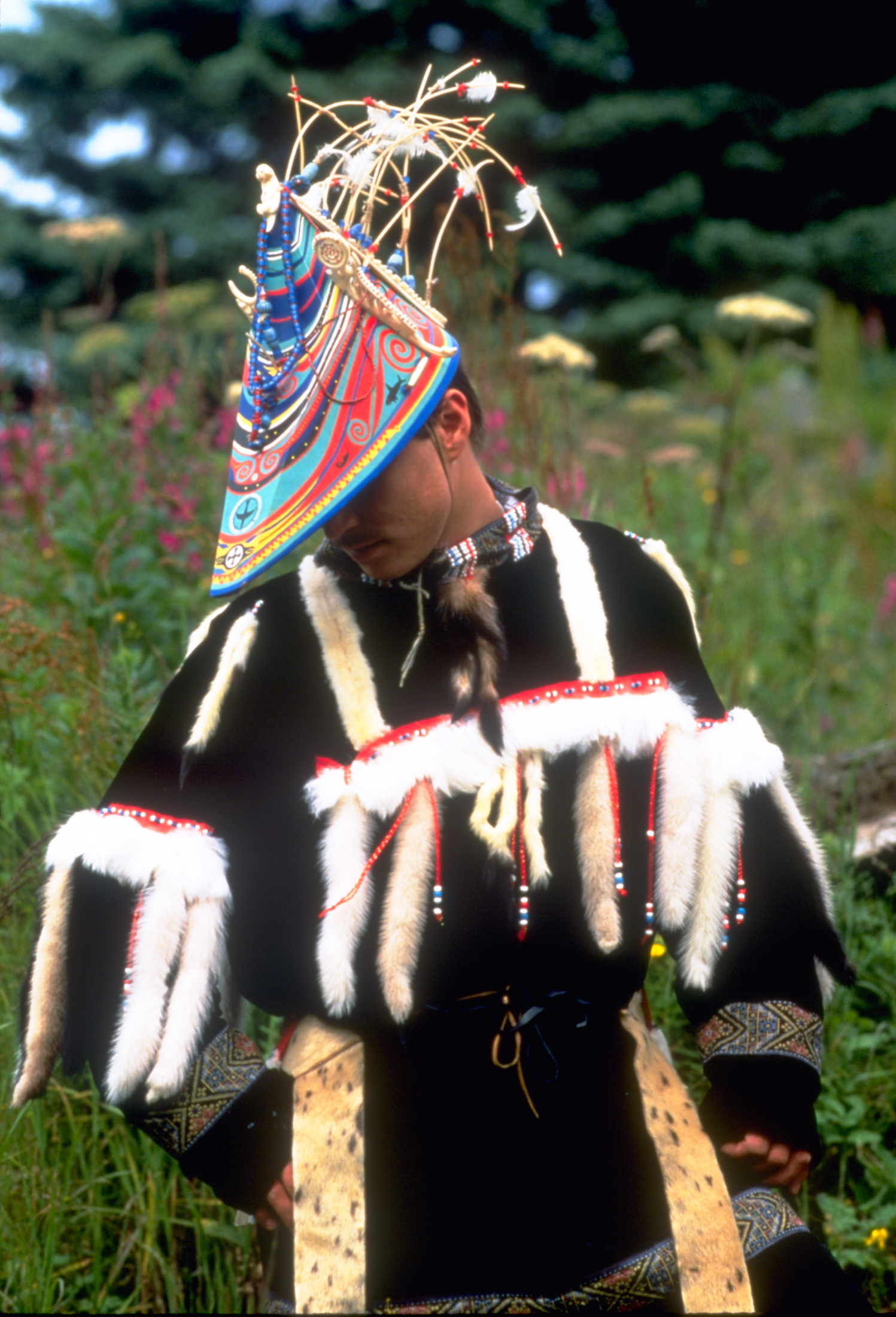
یک رقاص آلوتیق آلاسکایی در لباس محلی

با پیشروی استعمارگران اروپایی در قلمروی امروز ایالات متحده، زمین‌های بومیان معمولاً فتح می‌شد یا آنان از سرزمین‌هایشان رانده می‌شدند. جمعیت سرخ‌پوستان پس از ورود اروپایی‌ها به قاره آمریکا به شدت کاهش پیدا کرد که دلایل مختلفی داشت؛ از جمله آن شایع شدن بیماری‌هایی چون آبله و سرخک در میانشان بود.
برآورد جمعیت بومیان آمریکای شمالی در زمان ورود اروپاییان دشوار است. داگلاس اچ. اوبلیکر از مؤسسه اسمیتسونین معتقد است که ۹۲٬۹۱۶ نفر در ایالت‌های جنوبی مجاور اقیانوس اطلس زندگی می‌کردند و ۴۷۳٬۶۱۶ نفر در ایالات‌های خلیجی، اما بیشتر محققان دانشگاهی این تخمین را خیلی کم می‌دانند. هنری اف. دوبینز، انسان‌شناس، معتقد است که جمعیت سرخ‌پوستان بسیار بیشتر بوده است؛ او می‌گوید در سواحل خلیج مکزیک ۱٬۱۰۰٬۰۰۰ نفر زندگی می‌کردند، ۲٬۲۱۱٬۰۰۰ نفر بین فلوریدا و ماساچوست، ۵٬۲۵۰٬۰۰۰ نفر در دره می‌سی‌سی‌پی و ۶۹۷٬۰۰۰ نفر در شبه‌جزیره فلوریدا.
در نخستین روزهای استعمار، بسیاری از اروپاییان با کمبود غذا، بیماری و حملات سرخ‌پوستان روبرو شدند. همچنین سرخ‌پوستان معمولاً با دیگر قبایل بومی در جنگ بودند و با اروپایی‌ها در جنگ‌های استعماریشان متحد می‌شدند. در بسیاری از موارد، مهاجران و بومیان به یکدیگر نیاز داشتند. اروپایی‌ها غذا و پوست حیوان خریداری می‌کردند و سرخ‌پوستان اسلحه، مهمات و دیگر محصولات اروپایی را. بومیان به بسیاری از مهاجران یاد دادند که ذرت، لوبیا و کدو را پرورش دهند و میسیونرهای اروپایی «متمدن» کردن سرخ‌پوست‌ها را مهم می‌دانستند و سبک زندگی و شیوه‌های کشاورزی اروپایی را در میانشان تبلیغ می‌کردند.

### مهاجرت اروپایی‌ها
اولین گروهی که به صورت پیوسته به ایالات متحده امروزی رسیدند، کنکیستادورهای اسپانیایی مانند خوان پونسه د لئون که در ۱۵۱۳ از فلوریدا بازدید کرد، بودند. پیش از او، کریستف کلمب به سفری در سال ۱۴۹۳ در پورتوریکو پیاده شده بود. اسپانیایی‌ها نخستین سکونت‌گاه‌ها را در فلوریدا و نیومکزیکو در مناطقی چون سنت آگوستین و سانتافه به پا کردند. فرانسوی‌ها در کرانه رود می‌سی‌سی‌پی ساکن شدند. حضور انگلیسی‌ها در آمریکای شمالی با سکونت در ویرجینیا در ساحل شرقی ایالات متحده در جیمزتاون در ۱۶۰۷ و حضور زائران در پلیموت در ۱۶۲۰ آغاز شد. بسیاری از مهاجران مسیحی‌هایی بودند که به برای فرار از آزارهای مذهبی به دنیای جدید مهاجرت کرده بودند. نخستین مجمع منتخب قانون‌گذار قاره آمریکا، مجلس بورگس‌ها بود که در ۱۶۱۹ تأسیس شد. زائران پیش از پیاده شدن پیمان می‌فلاور را امضا کردند و دستورهای بنیادین کنتیکت برقرار گردید که به الگویی برای خودمختاری و حاکمیت قانون در سراسر مستعمرات آمریکایی تبدیل شد.
بیشتر کسانی که در همه مستعمرات ساکن شدند، کشاورزان خرده‌زمین‌دار بودند، هرچند برخی صنایع نیز در آنجا شکل گرفتند. کشاورزی نقدی شامل تنباکو، برنج و گندم می‌شد و صنایعی چون ماهی‌گیری، خز و الوار رشد کردند. تولیدکنندگان به ساخت نیشکر و کشتی هم پرداختند و تا اواخر دوران استعماری، آمریکایی‌ها یک هفتم صادرات آهن دنیا را در دست داشتند. شهرها در کنار سواحل ساخته شدند تا اقتصادهای محلی را حمایت کنند و نقش مرکز تجارت را داشته باشند. مدتی بعد مهاجران اسکاتلندی-ایرلندی و دیگران هم به مهاجران انگلیسی پیوستند و چون زمین‌های کنار ساحل گران شد، آنانی که از بیگاری آزاد شده بودند، زمین‌های مناطق غربی‌تر را تصاحب کردند.
موج بزرگی از خرید برده توسط تجار خصوصی انگلیسی آغاز شد. از آنجا که بیماری‌های کمتری بود و غدا و رفتار صاحبان هم بهتر بود، امید به زندگی بردگان در آمریکای شمالی بسیار بالاتر از مناطق جنوبی‌تر بود که منجر به افزایش شدید شمار بردگان شد. دیدگاه جامعه مستعمراتی در ربط با پیامدهای دینی و اخلاقی برده‌داری متفاوت بود و مستعمرات قوانینی له یا علیه این عمل صادر کردند. اما در آغاز سده هجدهم میلادی، استفاده از برده‌های آفریقایی جایگزین بیگاری شده بود، به خصوص در جنوب.
با ایجاد استان جورجیا در ۱۷۳۲، مستعمرات سیزده‌گانه که در آینده به ایالات متحده آمریکا تبدیل شدند، کامل شده و توسط بریتانیا به عنوان متعلقات فرادریایی اداره می‌شدند. همه مستعمرات دولت‌های محلی خودشان را داشتند، با انتخاباتی که بیشتر مردان آزاد می‌توانستند در آن شرکت کنند. با نرخ باروری شدیداً بالا، نرخ مرگ پایین و مهاجرت گسترده، جمعیت مستعمرات به شدت افزایش پیدا می‌کرد و سرخ‌پوستان تقریباً کم جمعیت در اقلیت قرار گرفتند. جنبشی برای احیای ارزش‌های مسیحی موسوم به بیداری بزرگ در دهه‌های ۱۷۳۰ و ۱۷۴۰ به راه افتاد که علاقه به دین و البته آزادی دینی را افزایش داد.
در جریان جنگ هفت‌ساله (معروف به جنگ فرانسویان و سرخپوستان در ایالات متحده) بریتانیا موفق شد کانادا را از فرانسه فتح کند اما جمعیت فرانسوی‌زبان آن به لحاظ سیاسی نسبت به مستعمرات جنوبی‌تر در انزوا باقی ماندند. در ۱۷۷۰، مستعمرات سیزده‌گانه ۲٫۱ میلیون جمعیت داشتند (صرف نظر از سرخ‌پوستان) که حدود یک سوم جمعیت بریتانیا بود. با وجود اینکه مهاجرت ادامه‌دار بود، اما در دهه ۱۷۷۰ تنها بخش اندکی از آمریکایی‌ها خارج از خود آمریکا متولد شده بودند. فاصله زیاد میان مستعمرات و بریتانیا منجر به خودمختاری آنان شد اما به دلیل موفقیت‌های زیادشان، پادشاهان بریتانیا به دفعات تلاش کردند قدرت خود را در آنجا برقرار سازند.
در ۱۷۷۴، یک کشتی نیروی دریایی اسپانیا به نام سانتیاگو تحت هدایت خوان پرز در یکی از ورودی‌های ونکوور لنگر گرفت. با وجود اینکه اسپانیایی‌ها از کشتی خود پیاده نشدند، سرخ‌پوستان در ازای آبالون کالیفرنیایی، به تجارت خز با آنان پرداختند. در آن زمان، اسپانیا انحصار تجارت آمریکای شمالی و آسیا را در دست داشت و امتیازات محدودی به پرتغال می‌داد. زمانی که روسیه تلاش کرد در آلاسکا تجارت خز راه اندازد، اسپانیایی‌ها آن‌ها را به چالش کشیدند و سفر پرز از سفرهای پرشمار آنان به مناطق شمال غربی اقیانوس آرام بود.
کاپیتان جیمز کوک در سومین و آخرین سفر خود، به نخستین اروپایی که با هاوایی ارتباط برقرار کرد، تبدیل شد. سفر آخر کاپیتان کوک همچنین شامل سفر در کرانه‌های آمریکای شمالی و آلاسکا درپی یافتن گذرگاهی در شمال غربی هم بود که حدود ۹ ماه به طول انجامید.

### استقلال و گسترش ارضی
جنگ انقلاب آمریکا نخستین جنگی استعماری بود که به صورت موفقیت‌آمیز منجر به استقلال یک مستعمره از یک قدرت اروپایی شد. جمهوری‌خواهی در میان آمریکایی‌ها رشد پیدا کرده بود و بر آن بودند که دولت باید بر پایه خواسته مردم که از طریق مراجع قانون‌گذار محلی بیان می‌شد، برپا شود. آن‌ها «حقوق مردان انگلیسی» را می‌خواستند و شعار «بدون نمایندگی، مالیاتی در کار نیست» سر می‌دادند. اما بریتانیایی‌ها اصرار داشتند که امپراتوری را از طریق پارلمان اداره کنند و مناقشه در نهایت منجر به جنگ شد.

اعلامیه استقلال آمریکا که فحوای آن «عدم محافظت از حقوق اساسی آمریکایی‌ها توسط بریتانیای کبیر» بود توسط دومین کنگره قاره‌ای به اتفاق آرا تصویب شد. از آن زمان تاکنون، چهارم ژوئیه به‌صورت سالانه به عنوان روز استقلال ایالات متحده جشن گرفته می‌شود. در ۱۷۷۷، دولتی غیرمتمرکز بر پایه اصول کنفدراسیون تشکیل شد که تا ۱۷۸۹ بر سر کار بود.

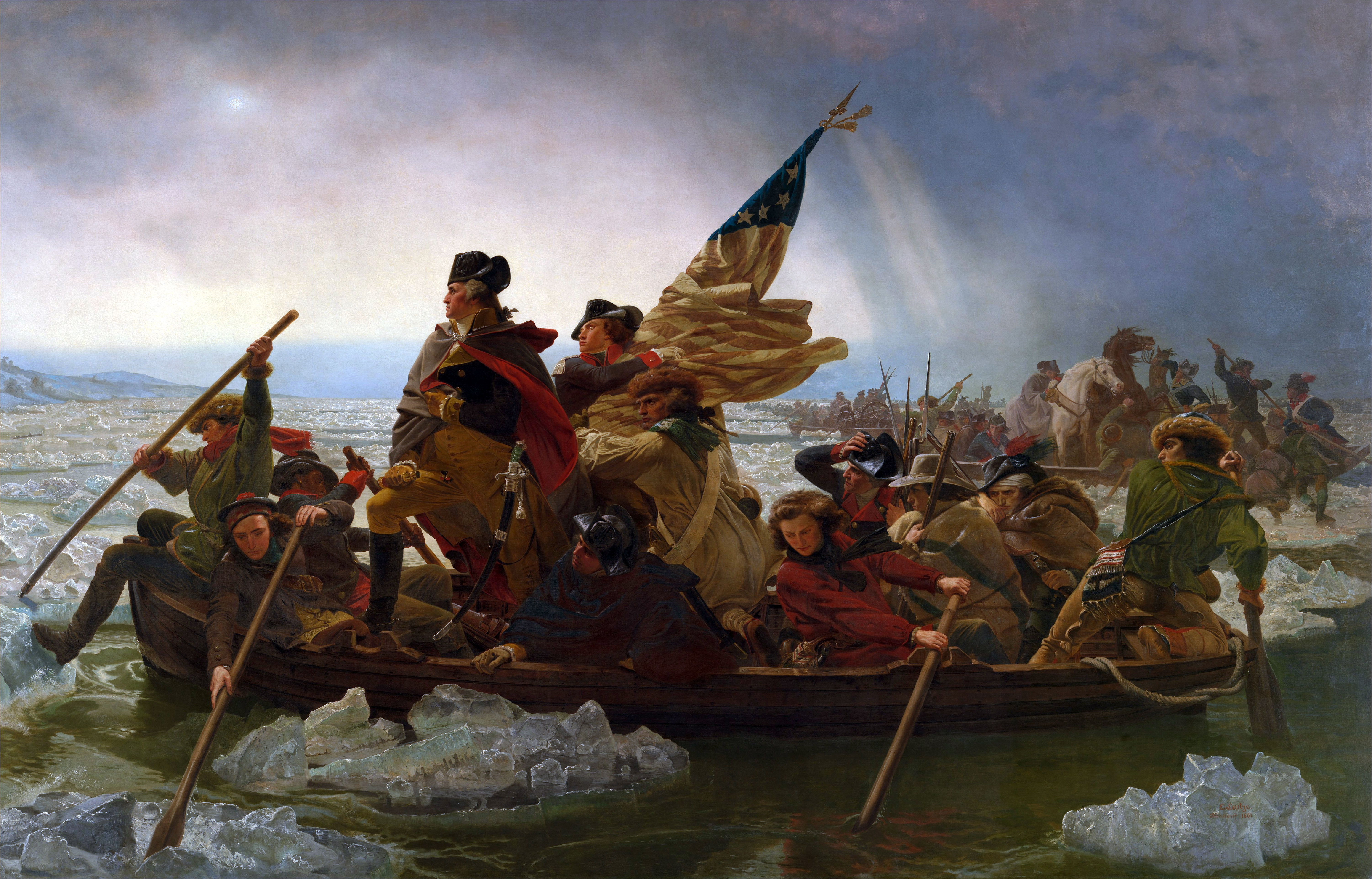
نگاره‌ای از جرج واشینگتن در مبارزه با بریتانیا، هنگام عبور از رود دلاویر

پس از پیروزی قطعی آمریکایی-فرانسوی در نبرد یورکتاون در ۱۷۸۱، بریتانیا پیمان صلح ۱۷۸۳ را اعلام کرد؛ استقلال آمریکا توسط جامعه بین‌الملل به رسمیت شناخته شد و تمام سرزمین‌های شرق رود می‌سی‌سی‌پی به این کشور واگذار شد. قانون اساسی ایالات متحده آمریکا در سال ۱۷۸۷ تدوین شد و تا ۱۷۸۸ توسط ایالات‌ها مورد پذیرش قرار گرفت. دولت فدرال به سال ۱۷۸۹ در ۳ شاخه مجزا به وجود آمد تا از طریق چک و بالانس، از تمرکز قدرت جلوگیری شود. جرج واشینگتن که ارتش قاره‌ای را در جنگ‌های استقلال رهبری کرده بود، تحت قانون اساسی جدید به عنوان اولین رئیس‌جمهور ایالات متحده انتخاب شد. حقوق طبیعی و قانونی که مانع از محدودیت‌های شخصی توسط دولت فدرال می‌شد و برخی محافظت‌های قانونی را ضمانت می‌کرد، در ۱۷۹۱ به جریان افتاد.
با وجود اینکه تجارت جهانی برده از ۱۸۰۸ توسط دولت فدرال ممنوع اعلام شده بود، زراعت پرسود پنبه در جنوب عمیق پس از ۱۸۲۰ رشد شدیدی داشت و در پی آن جمعیت بردگان هم افزایش پیدا کرد. در جریان بیداری بزرگ دوم طی سال‌های ۱۸۰۰–۱۸۴۰، میلیون‌ها نفر در آمریکا به مسیحیت پروتستان انجیلی درآمدند. در شمال، این موضوع منجر به جنبش‌های اصلاحات اجتماعی شامل لغو برده‌داری شد. در جنوب، متدیست‌ها و باپتیست‌ها میان برده‌ها به تبلیغ مسیحیت پرداختند.

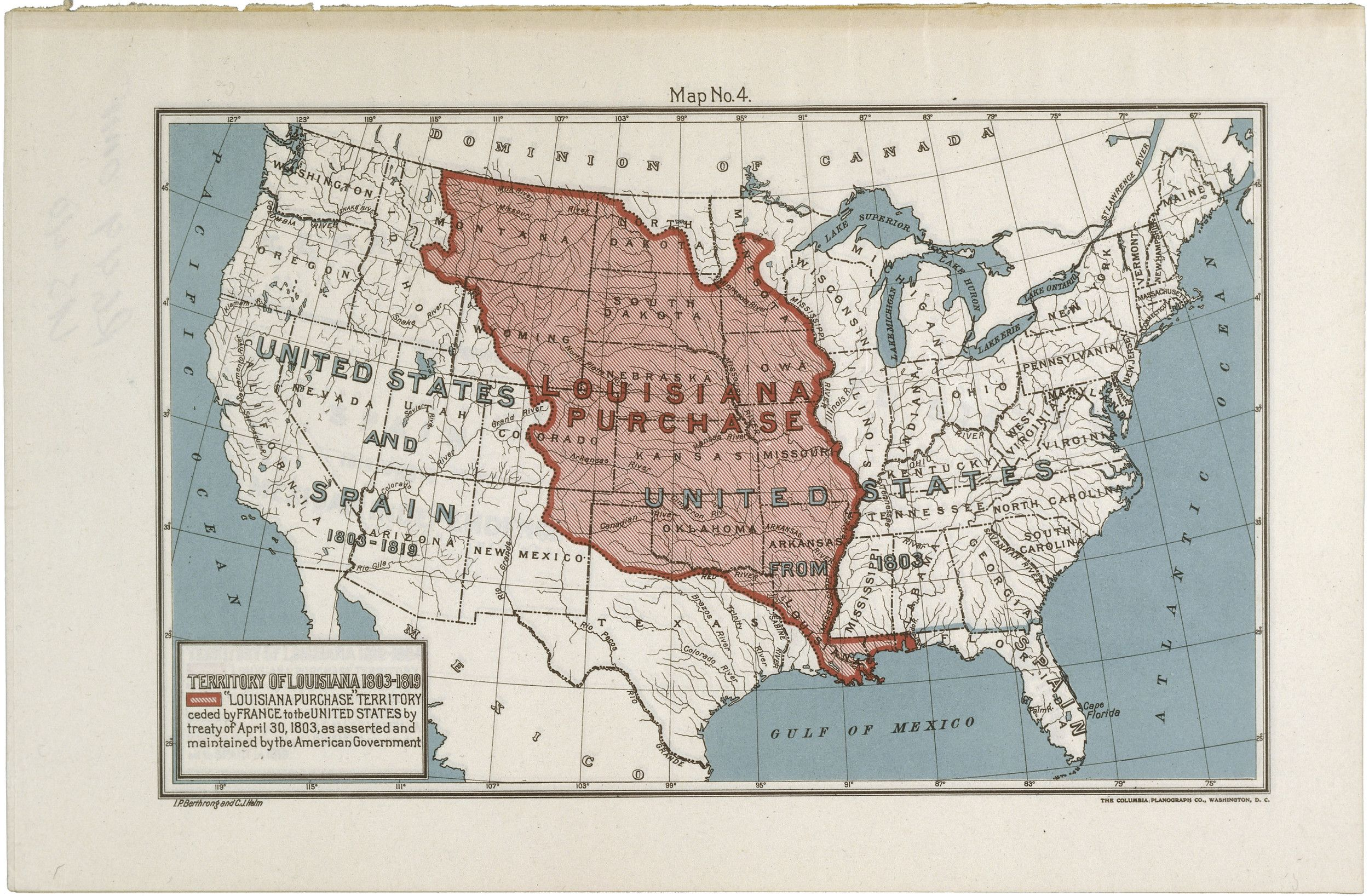
خرید لوئیزیانا از فرانسه

تمایل ایالات متحده برای فتح مناطق غربی قاره منجر به شروع جنگ‌هایی طولانی به نام جنگ‌های سرخ‌پوستان شد. خرید لوئیزیانا از فرانسه در ۱۸۰۳ مساحت کشور را تقریباً دو برابر کرد. جنگ ۱۸۱۲ که در پی برخی مسائل روی داد و با پیروزی هیچ‌کدام از طرفین به پایان نرسید، باعث تقویت ملی‌گرایی آمریکایی شد. برخی برخوردهای نظامی در ۱۸۱۹ اسپانیا را مجبور به امضای پیمان فلوریدا کرد که این منطقه و سایر قلمروهای خلیجی خود را به ایالات متحده ضمیمه کرد. نیروی بخار نیز به گسترش قلمروی ایالات متحده یاری رساند، زمانی که کشتی‌های بخاری شروع به کشتیرانی در راه‌های آبی بزرگ آمریکا کردند. مدتی بعد راه‌های ریلی در سراسر کشور ایجاد شد.

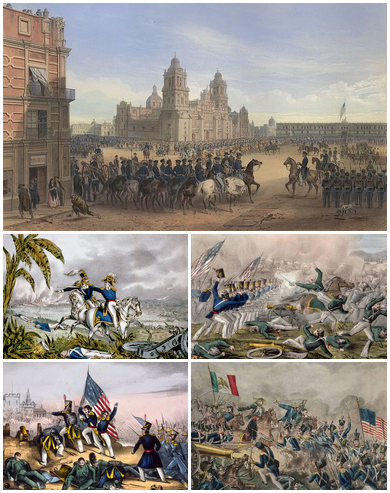
جنگ آمریکا و مکزیک

در میان سال‌های ۱۸۲۰ تا ۱۸۵۰، اصلاحاتی موسوم به دموکراسی جکسونی انجام پذیرفت که باعث شد تا حق رای به بیشتر مردان سفیدپوست بالای ۲۱ سال داده شود؛ این موضوع باعث به وجود آمدن «نظام حزب دوم» شد که در طی آن دموکرات‌ها و ویگ‌ها میان سال‌های ۱۸۲۸ تا ۱۸۵۴ احزاب حاکم بر سیاست این کشور شوند. «گذر اشک‌ها» در دهه ۱۸۳۰ نمونه‌ای از پیامدهای قانون جابه‌جایی سرخ‌پوستان و جابه‌جایی اجباری سرخ‌پوستان و اسکان داده شدن آن‌ها در منطقه اختصاصی سرخپوستی بود. ایالات متحده در ۱۸۴۵ جمهوری تگزاس را ضمیمه کرد؛ این اتفاق در دوره گسترش‌طلبی تحت تأثیر عقیده «مانیفست سرنوشت» روی داد. پیمان ارژون با بریتانیا در ۱۸۴۶ باعث شد که ایالات متحده سرزمین‌های شمال غربی کنونی‌اش را تحت کنترل گیرد. پیروزی در جنگ آمریکا و مکزیک منجر شد که مکزیک مجبور شود کالیفرنیا و ایالت‌های کنونی جنوب غربی آمریکا را به این کشور واگذار کند. تب طلا در کالیفرنیا در ۱۸۴۸–۴۹ منجر به موجی از مهاجرت‌ها به سواحل اقیانوس آرام شد که نتیجه آن نسل‌کشی سرخ‌پوستان در کالیفرنیا و ایجاد ایالات‌های غربی بود. پس از جنگ داخلی، راه‌های ریلی سراسرقاره‌ای نقل‌مکان را برای مهاجران ساده‌تر کرد، تجارت داخلی را رونق بخشید و درگیری با سرخ‌پوست‌ها را افزایش داد. در ۱۸۶۹، «سیاست صلح» به سرخ‌پوست‌ها وعده داد که به آزار آن‌ها پایان داده شود، از جنگ جدید اجتناب، و به آن‌ها شهروندی ایالات متحده داده شود. با این حال درگیری‌های گسترده با سرخ‌پوست‌ها تا آغاز سده بیستم میلادی در غرب این کشور ادامه داشت.

### جنگ داخلی و دوره بازسازی

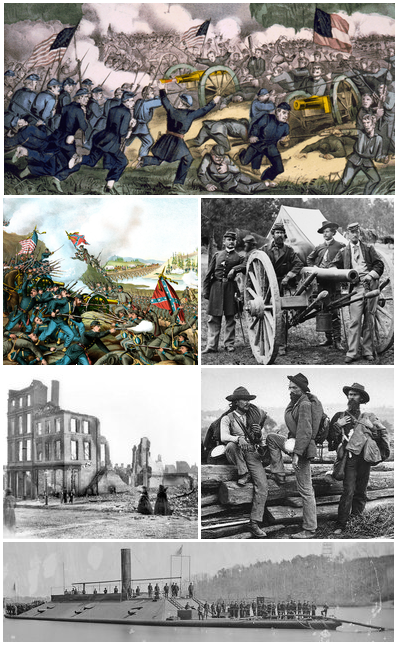
جنگ داخلی آمریکا

اختلافات حل نشدنی بر سر برده‌داری سرانجام منجر به جنگی داخلی آمریکا شد. در ابتدا، ایالات‌ها به دو گروه ایالات برده‌دار و ایالات آزاد تقسیم می‌شدند و هر دو گروه در سنا قدرت متوازنی داشتند اما به دلیل جمعیت بیشترشان، ایالات آزاد در کنگره از نمایندگان بیشتری برخوردار بودند. اما با اضافه شدن قلمروهای جدیدی در غرب که ایالات آزاد بیشتری را به این کشور اضافه کرد، تنش میان ایالات برده‌دار و ایالات آزاد بر سر فدرالیسم و مواردی مانند گسترش دادن یا محدود کردن برده‌داری بالا گرفت.
با انتخابات ۱۸۶۰ ریاست‌جمهوری ایالات متحده آمریکا و انتخاب شدن نامزد جمهوری‌خواه، آبراهام لینکلن، ایالات برده‌داری بالاخره اعلام جدایی کردند و ایالات مؤتلفه آمریکا («جنوب») را تشکیل دادند، درحالی که دولت فدرال این جدایی را غیرقانونی می‌دانست. برای به انجام رساندن جدایی، ایالات جدا شده دست به اقدام نظامی زدند و پاسخ مشابهی از سوی دولت فدرال روبرو گردیدند. جنگی درگرفت که نتیجه آن خونین‌ترین درگیری تاریخ ایالات متحده آمریکا بود؛ با ۶۱۸٬۰۰۰ سرباز کشته شده و تعداد زیادی قربانی غیرنظامی. هدف اولیه دولت فدرال تنها این بود که ایالات متحده را یکپارچه نگه دارد. اما پس از اینکه تلفات پس از ۱۸۶۳ بالا گرفت، اعلامیه آزادی بردگان توسط آبراهام لینکلن صادر شد و از آن پس، الغای برده‌داری به هدف دولت از این جنگ تبدیل گردید. این جنگ با پیروزی دولت فدرال در آوریل ۱۸۶۳ به پایان رسید و تک‌تک ایالات شکست خورده جنوب مجبور شدند متمم سیزدهم قانون اساسی ایالات متحده آمریکا را بپذیرند.
۳ متمم دیگر به قانون اساسی ایالات متحده پس از جنگ اضافه شد: متمم سیزدهم که در بالا ذکر شده، متمم چهاردهم که به حدود ۴ میلیون آمریکایی آفریقایی حق شهروندای ایالات متحده اعطا کرد و متمم پانزدهم که بر روی کاغذ به آن‌ها حق رای داد. جنگ داخلی و قوانین وضع شده پس از آن باعث افزایش قدرت دولت فدرال گردید؛ زیرا نیاز بود که برای بازسازی جنوب اعطای حقوق به سیاه‌پوستان در جنوب دخالت کند.

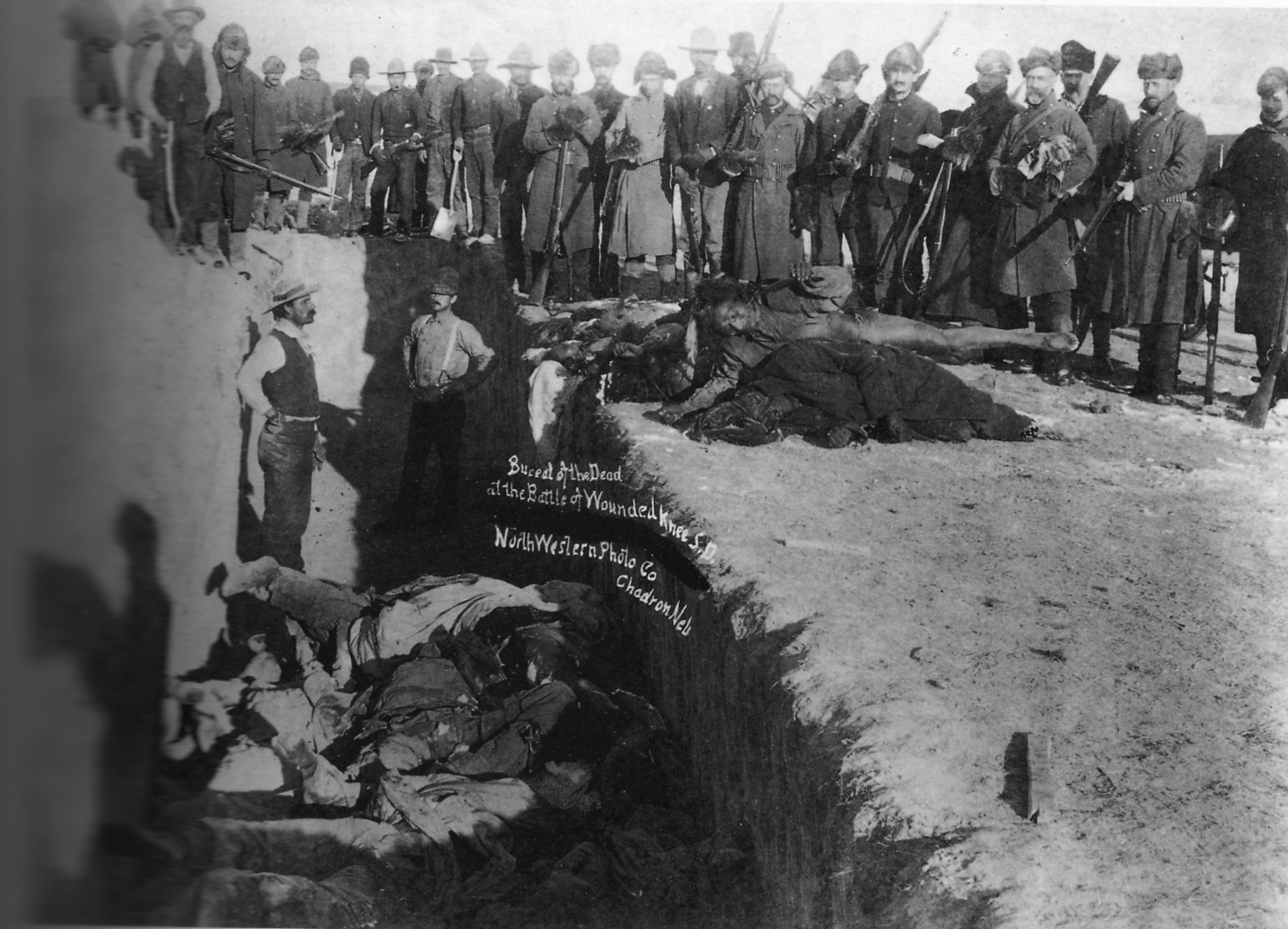
کشتار زانوی زخمی

دوره بازسازی پس از جنگ آغاز شد. رئیس‌جمهور لینکلن که در پی ایجاد آشتی میان دولت فدرال و بازماندگان دولت موتلفه بود، در ۱۴ آوریل ۱۸۶۵ ترور شد که مجدداً سبب ایجاد فاصله میان شمال و جنوب گردید. جمهوری‌خواهان دولت فدرال بازسازی جنوب و تضمین حقوق آمریکایی‌های آفریقایی با را به هدف خود تبدیل کردند؛ تا اینکه مطابق مصالحه ۱۸۷۷ پذیرفتند که در ازای پذیرفته شدن انتخابات ۱۸۷۶ از سوی دموکرات‌ها، از این موضوع دست بردارند.
برخی از دموکرات‌های سفیدپوست که خودشان را «نجات‌دهندگان» می‌نامیدند، پس از پایان دوره بازسازی کنترل ایالات جنوبی را به دست گرفتند. از ۱۸۹۰ تا ۱۹۱۰، قوانین موسوم به جیم کرو بیشتر سیاه‌پوستان و گروهی از سفیدپوستان فقیر را از حقوق خودشان محروم کردند. سیاه‌پوستان با جدایی نژادی روبرو شدند، به خصوص در جنوب. آن‌ها به دفعات با خشونت‌های پارتیزانی نظیر لینچ‌کردن روبرو شدند.

### مهاجرت‌های بیشتر، گسترش ارضی و صنعتی‌سازی

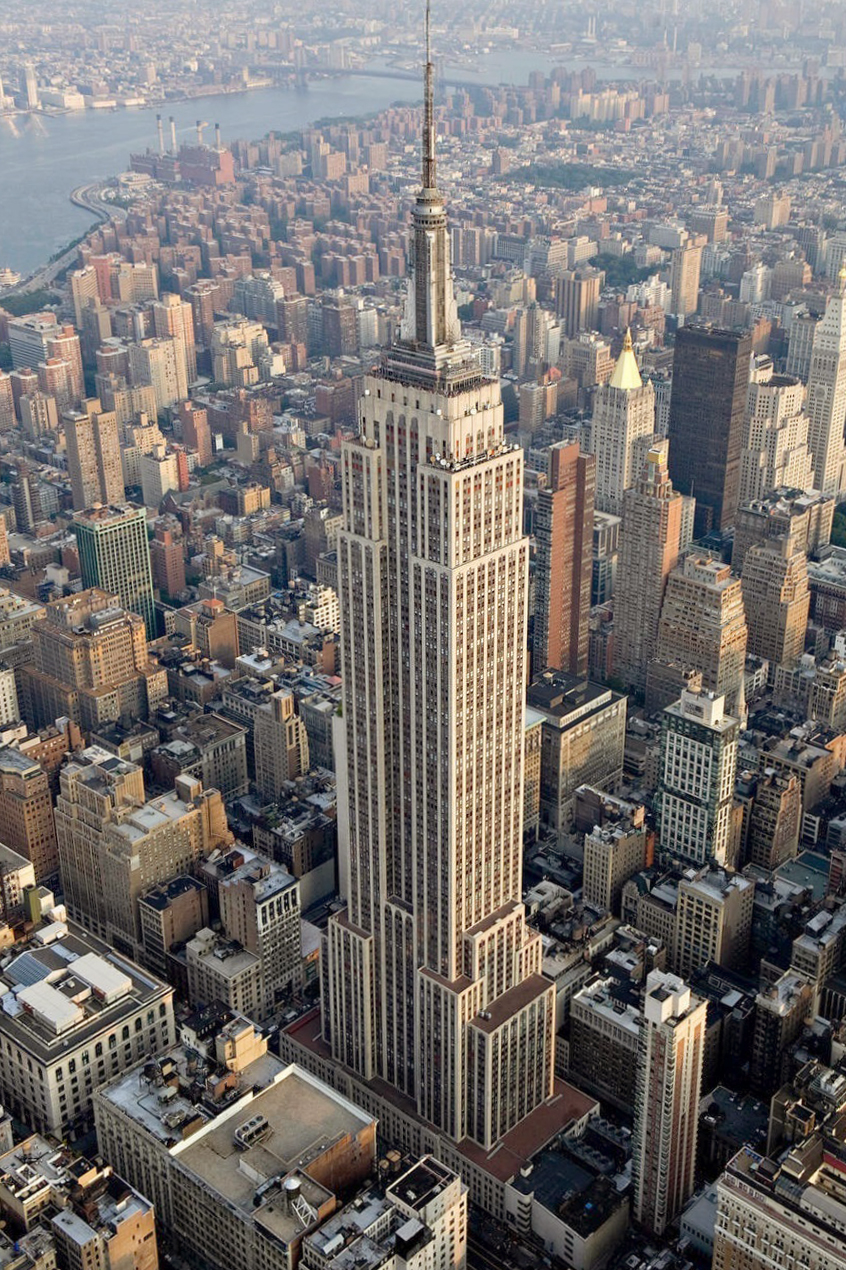
ساختمان امپایر استیت که در ۱۹۳۱ در جریان رکود بزرگ ساخته شد، در زمان ساخت بلندترین ساختمان جهان بود.

در شمال، شهرنشینی و ورود بی‌سابقه مهاجران از جنوب و شرق اروپا نیروی کار بسیار زیادی برای صنعت این کشور فراهم کرد و باعث تغییر در فرهنگ آن شد. زیرساخت‌های ملی مانند تلگراف و راه‌های ریلی سراسری باعث رشد اقتصادی و افزایش مهاجرت به «غرب وحشی» وحشی شد. بعدها اختراع لامپ رشته‌ای و تلفن بر ارتباطات و زندگی شهری تأثیر گذاشت.
ایالات متحده از ۱۸۱۰ تا ۱۸۹۰ در جنگ‌های سرخ‌پوستان در غرب می‌سی‌سی‌پی جنگید. نتیجه بیشتر این درگیری‌ها، این بود که بومی‌ها قلمروهای خود را از دست دادند و به منطقه اختصاصی سرخپوستی محدود شدند. مناطق تازه فتح شده به صورت ماشینی تحت کشت قرار گرفتند و باعث شد تا صادرات محصول کشاورزی به بازارهای جهانی گسترش پیدا کند. گسترش سرزمین اصلی ایالات متحده همچنین شامل خرید آلاسکا از روسیه در ۱۸۶۷ هم می‌شد. در ۱۸۹۳، نیروهای طرفدار آمریکا در هاوایی پادشاهی آن کشور را سرنگون کردند و جمهوری هاوایی را تأسیس کردند؛ ایالات متحده این قلمرو را در ۱۸۹۸ ضمیمه کرد. پورتوریکو، گوآم و فیلیپین هم در همان سال از اسپانیایی‌ها، پس از جنگ آمریکا و اسپانیا، گرفته شد. پس از پایان دومین جنگ داخلی ساموآ در ۱۹۰۰، ایالات متحده ساموآی آمریکا را نیز به دست آورد. جزایر ویرجین ایالات متحده آمریکا هم در ۱۹۱۷ از دانمارک خریداری شدند.
توسعه اقتصادی سریع در اواخر سده نوزدهم و اوایل سده بیستم باعث ظهور تعداد زیادی از صنعت‌گران برجسته شد. افرادی نظیر کرنلیوس وندربیلت، جان دیویس راکفلر و اندرو کارنگی صنایع ریلی، نفت و فلز کشور را را رهبری کردند. بانکداری به یکی از بخش‌های مهم اقتصاد تبدیل شد که جی‌پی مورگان در آن نقش بزرگی بازی کرد. اقتصاد آمریکا شکوفا شد، به بزرگ‌ترین اقتصاد جهان تبدیل شد و ایالات متحده در نتیجه آن به یک قدرت بزرگ مبدل شد. این تغییرات دراماتیک با ظهور جنبش‌های پوپولیستی، سوسیالیستی و آنارشیستی همراه بود. این دوره در نهایت با آغاز عصر ترقی‌خواهی در آمریکا به پایان رسید؛ این دوره شاهد اصلاحات مهمی مانند اعطای حق رای به زنان، ممنوعیت الکل، نظارت بر کالاهای مصرفی، تصویب قانون رقابت و توجه به وضعیت نیروی کار بود.

### جنگ جهانی اول، رکود بزرگ و جنگ جهانی دوم
ایالات متحده در آغاز جنگ جهانی اول در ۱۹۱۴ بی‌طرف ماند؛ تا ۱۹۱۷، زمانی که با «قدرت پیوسته» به متفقین پیوست و در تغییر روند جنگ علیه قدرت‌های مرکز مؤثر بود. در ۱۹۱۹، رئیس‌جمهور آمریکا وودرو ویلسون نقش مهمی در کنفرانس صلح پاریس بازی کرد و سیاست پیوستن ایالات متحده به جامعه ملل را دنبال کرد اما سنا پیمان ورسای که جامعه ملل مطابق آن تأسیس شده بود را نپذیرفت.
در ۱۹۲۰، جنبش‌های حقوق زنان موفق شدند متممی به قانون اساسی اضافه کنند که مطابق آن، به زنان حق رای داده شد. دهه‌های ۱۹۲۰ و ۱۹۳۰ شاهد ظهور رادیو به عنوان وسیله‌ای جهت ارتباط جمعی و اختراع نخستین تلویزیون‌ها بودند. رشد اقتصادی دهه ۱۹۲۰ سرانجام با سقوط وال‌استریت در سال ۱۹۲۹ و رکود بزرگ به پایان رسید. فرانکلین دلانو روزولت پس از اینکه به ریاست جمهوری آمریکا انتخاب شد با طرح «نیو دیل» به این بحران اقتصادی پاسخ داد. در جریان مهاجرت بزرگ میلیون‌ها آمریکایی سیاه‌پوست از جنوب آمریکا به مناطق دیگرش مهاجرت کردند. این روند قبل از جنگ جهانی اول آغاز شده بود و تا دهه ۱۹۶۰ ادامه داشت. داست بول در میانه‌های دهه ۱۹۳۰ باعث شد گسترش فقر میان کشاورزان و مهاجرت‌های بزرگ درون کشوری دیگری در پی آن اتفاق افتاد.
آمریکا در آغاز جنگ جهانی دوم بی‌طرف بود اما از مارس ۱۹۴۱ از طریق قانون وام و اجاره شروع به حمایت تجهیزاتی از متفقین کرد. در هفتم دسامبر ۱۹۴۱، امپراتوری ژاپن حمله‌ای غافلگیر کننده به پرل هاربر انجام داد که باعث شد ایالات متحده به نیروهای متفق پیوندد و علیه نیروهای محور وارد جنگ شود. با وجود اینکه ابتدا ژاپن به ایالات متحده حمله کرد، آمریکایی‌ها سیاست دفاعی «اول اروپا» را در پیش گرفتند. نتیجتاً ایالات متحده مستعمره وسیع آسیایی خود، فیلیپین، را که تحت اشغال ژاپن بود را رها کرد زیرا منابع نظامی‌اش به جنگ در اروپا معطوف بود. در طول جنگ آمریکا را یکی از «چهار پاسبان» متفقین خطاب می‌کردند زیرا در کنار بریتانیا، شوروی و چین برنامه جهان پس از جنگ را طرح‌ریزی کردند. با وجود اینکه آمریکا تلفاتی چون ۴۰۰٬۰۰۰ نیروی نظامی متحمل شد، از ویرانی‌های جنگ در امان ماند و حتی پس از آن نفوذ اقتصادی و نظامی‌اش افزایش پیدا کرد.
ایالات متحده در کنار شوروی، بریتانیا و دیگر متفقین در کنفرانس‌های برتون وودز و یالتا حضور داشت و نقش مهمی در آن‌ها بازی کرد. در آنجا قراردادهایی برای ارگان‌های مالی جدید بین‌المللی و سازماندهی اروپای پس از جنگ به امضا رسید. همزمان با پایان جنگ و پیروزی متفقین در اروپا، کنفرانس سان‌فرانسیسکو در ۱۹۴۵ در سان‌فرانسیسکو به وقوع پیوست که در آنجا منشور ملل متحد تهیه شد و پس از جنگ به جریان افتاد. آمریکا و ژاپن در نبرد خلیج لیته، بزرگ‌ترین نبرد دریایی تاریخ، با یکدیگر جنگیدند که نتیجه‌اش پیروزی آمریکا بود. سرانجام آمریکا موفق به توسعه بمب هسته‌ای شد و هیروشیما و ناکازاکی را بمباران هسته‌ای کرد. ژاپن در دوم سپتامبر ۱۹۴۵ تسلیم شد و جنگ جهانی دوم به پایان رسید.

### جنگ سرد و جنبش‌های حقوق مدنی
پس از جنگ جهانی دوم، ایالات متحده و اتحاد شوروی شروع به رقابتی بر سر قدرت، نفوذ و پرستیژ کردند که این رقابت‌ها در جریان دوره‌ای موسوم به «جنگ سرد» اتفاق افتاد و تفاوت‌های عقیدتی مانند کمونیسم و کاپیتالیسم در آن اثرگذار بودند. این دو قدرت، اتفاقات نظامی اروپا را تحت کنترل خود گرفتند: در غرب اروپا ایالات متحده و کشورهای عضو ناتو و در شرق اروپا اتحاد شوروی و کشورهای عضو پیمان ورشو. ایالات متحده سیاستی مبنی بر جلوگیری از افزایش نفوذ کمونیسم را اختیار کرد و دو کشور در جنگ‌های نیابتی برابر یکدیگر قرار گرفتند و زرادخانه‌های هسته‌ای قدرتمندی ساختند؛ هرچند از درگیری مستقیم اجتناب شد.
ایالات متحده با جنبش‌های جهان سوم مقابله می‌کرد زیرا آن‌ها را تحت حمایت شوروی می‌دید و به دفعات دست به اقدام عملی جهت ساقط کردن دولت‌های چپ‌گرا در کشورهای مختلف زد و حتی از رژیم‌های اقتدارگرای راست‌گرا نیز حمایت می‌کرد. سربازان آمریکایی با کشورهای کمونیستی چین و شوروی در جنگ کره بین سال‌های ۱۹۵۰–۵۳ جنگیدند. در ۱۹۵۷ شوروی اولین ماهواره خود را تولید کرد و در ۱۹۶۱ اولین سفینه دارای سرنشین خود را به فضا پرتاب کرد. رقابی موسوم به «رقابت فضایی» بین دو کشور درگرفت و سرانجام ایالات متحده در ۱۹۶۹ به اولین کشوری تبدیل شد که موفق به ارسال انسان به ماه می‌شود. یک جنگ نیابتی در جنوب‌شرقی آسیا، جنگ ویتنام، منجر به حضور تمام عیار آمریکا در آن جنگ و حمله این کشور به ویتنام گردید.
در داخل آمریکا، این کشور شاهد توسعه اقتصادی پایدار و رشد سریع جمعیت و طبقه متوسط خود بود. ساخت سامانه بزرگراه‌های میان ایالتی منجر به تغییر زیرساخت‌های آمریکا در دهه‌های آتی شد و میلیون‌ها نفر از مزارع و شهرهای داخلی به حومه شهرها مهاجرت کردند. در ۱۹۵۹، هاوایی به پنجاهمین و تا به امروز آخرین ایالت آمریکا تبدیل شد. جنبش‌های رو به رشد حقوق مدنی با استفاده از متدهای بدون خشونت به مقابله با جداسازی و تبعیض نژادی پرداختند و مارتین لوتر کینگ جونیور به رهبر آنان تبدیل شد. ترکیبی از احکام دادگاه و قوانین جدید منجر به لایحه ۱۹۶۸ حقوق شهروندی شد و به تبعیض نژادی پایان داد. در همان زمان، پادفرهنگ دهه ۱۹۶۰، تحت تأثیر مخالفت‌ها با جنگ ویتنام، ملی‌گرایی سیاه‌پوستی و انقلاب جنسی سر برآورد.
آغاز «جنگ علیه فقر» باعث شد که هزینه‌ها برای رفاه شهروندان و پرداختی آنان افزایش پیدا کند. جنگ علیه فقر همچنین شامل دو برنامه مدیکر و مدیکید، دو برنامه جهت ارائه خدمات درمانی به سالمندان و فقرا در کنار برنامه کمکی تغذیه الحاقی و کمک به خانواده‌های دارای فرزندان تحت تکفل هم می‌شد.
ده‌های ۱۹۷۰ و ۱۹۸۰ شاهد رکود تورمی در ایالات متحده بود. رونالد ریگان پس از اینکه در سال ۱۹۸۰ به ریاست جمهوری انتخاب شد، با انجام اصلاحاتی اقتصادی موسوم به ریگانومیکس به این مسئله پاسخ داد. پس از عدم موفقیت دتانت، ریگان سیاست «سد نفوذ» در برابر اتحاد شوروی را رها کرده و به استراتژی هجومی‌تر رولبک رو آورد. پس از افزایش حضور زنان در مشاغل در طی دهه گذشته، در سال ۱۹۸۵ اکثریت زنان ۱۶ ساله یا بیشتر شاغل بودند.
اواخر دهه ۱۹۸۰ شاهد بهبود روابط ایالات متحده با اتحاد شوروی بود و با سقوط شوروی در ۱۹۹۱، جنگ سرد به پایان رسید. نتیجه این اتفاق یک جهان تک قطبی با ایالات متحده به عنوان تنها ابرقدرت آن بود. عبارت پکس امریکانا که پس از جنگ جهانی دوم شایع شده بود، با پایان جنگ سرد به عبارت رایجی برای توصیف نظم نوین جهانی تبدیل شد.

### تاریخ معاصر
پس از جنگ سرد، منازعات خاورمیانه باعث ایجاد بحرانی در ۱۹۹۰ شد، زمانی که عراق تحت فرمان صدام حسین به کویت، یک متحد آمریکا، حمله کرد و خواست آن کشور را ضمیمه کند. از بیم گسترش بی‌ثباتی به سایر مناطق، جرج اچ. دابلیو بوش عملیات سپر صحرا را برای دفاع از عربستان سعودی و عملیات طوفان صحرا را برای حمله به عراق آغاز کرد. نتیجتاً، ائتلافی از نیروهای ۳۴ کشور به رهبری ایالات متحده با عراق جنگیدند و نیروهای آن کشور را از کویت بیرون رانده و پادشاهی کویت را از نو برقرار ساختند.
اینترنت که برخاسته از شبکه‌های دفاع نظامی ایالات متحده بود، در سطح پلتفرم‌های دانشگاه و سپس در سطح عمومی در دهه ۱۹۹۰ گسترش پیدا کرد و بر اقتصاد، جامعه و فرهنگ جهان تأثیر گذاشت. در نتیجه حباب دات-کام، سیاست پولی با ثبات در زمان آلن گرینسپن و کاهش هزینه‌های رفاه اجتماعی، دهه ۹۰ شاهد بزرگ‌ترین رشد اقتصادی تاریخ معاصر ایالات متحده بود و در ۲۰۰۱ به پایان رسید. در ۱۹۹۴، آمریکا وارد قرارداد تجارت آزاد آمریکای شمالی (NAFTA) که ۴۵۰ میلیون نفر با اقتصادی معادل ۱۷ تریلیون دلار را بهم پیوند می‌داد، شد. هدف قرارداد این بود که موانع تجارت و سرمایه‌گذاری میان آمریکا، کانادا و مکزیک تا اول ژانویه ۲۰۰۸ از بین برود. تجارت میان ۳ کشور با اجرای NAFTA اوج گرفت.
در ۱۱ سپتامبر ۲۰۰۱، گروه تروریستی القاعده به برج مرکز تجارت جهانی در نیویورک و ساختمان پنتاگون حمله کرد که منجر به کشته شدن نزدیک به ۳٬۰۰۰ نفر شد. در پاسخ، ایالات متحده جنگ تروریسم را آغاز کرد که شامل جنگ در افغانستان و جنگ در عراق بین سال‌های ۲۰۰۳ تا ۲۰۱۱ می‌شود.
سیاست‌های دولت جهت فراهم کردن مسکن ارزان قیمت، عدم موفقیت گسترده در راهبری شرکتی و نظارتی و نرخ بهره پایین تعیین شده توسط فدرال رزرو، باعث شد در میانه‌های دهه ۲۰۰۰ قیمت مسکن افزایش پیدا کند که این موضوع با بحران مالی ۲۰۰۸، بزرگ‌ترین بحران مالی آمریکا از زمان رکورد بزرگ، به اوج رسید. باراک اوباما، اولین رئیس‌جمهور سیاه‌پوست ایالات متحده در سال ۲۰۰۸ در جریان بحران مالی انتخاب شد که پس از ورود به کاخ سفید، قانون بهبود و سرمایه‌گذاری مجدد و قانون داد–فرانک را در تلاش برای کاهش اثرات منفی بحران ۲۰۰۸ و اطمینان از عدم وقوع مجدد آن به جریان انداخت. نتیجه بهبود در زیرساخت‌ها و کاهش نسبی در نرخ بیکاری بود. قانون داد–فرانک ثبات مالی و حمایت از مصرف‌کننده را بهبود داد، هرچند دربارهٔ تأثیر آن بر روی اقتصاد هنوز بحث‌هایی وجود دارد.
در ۲۰۱۰، دولت اوباما لایحه حفاظت از بیمار و مراقبت مقرون‌به‌صرفه را به تصویب رساند که با ایجاد سازوکارهایی نظیر الزامات، یارانه‌ها و تبادلات بیمه، گسترده‌ترین اصلاحات بر را بر نظام سلامت ایالات متحده آمریکا در پنج دهه گذشته اعمال کرد. این قانون که تا سال ۲۰۱۶ حدود ۲۴ میلیون نفر را تحت پوشش خود قرار داد، باعث کاهش قابل توجه افراد بدون بیمه گردید؛ هرچند به دلیل تاثیراتش بر هزینه‌های درمان، حق بیمه و عملکرد اقتصادی مناقشه برانگیز بوده است. هرچند رکود اقتصادی در ژوئن ۲۰۰۹ به پایان خودش رسید، رای‌دهندگان از سرعت پایین احیای اقتصاد عصبانی بودند. جمهوری‌خواهان که با سیاست‌های اوباما مخالف بودند، در مجلس نمایندگان را با یک نتیجه قاطع در ۲۰۱۰ و سنا را در ۲۰۱۴ تحت اختیار خود گرفتند.
نیروهای آمریکایی در عراق طی سال‌های ۲۰۰۹ و ۲۰۱۰ در دسته‌های بزرگی از آن کشور خارج شدند و جنگ به صورت رسمی در دسامبر ۲۰۱۱ پایان یافته اعلام شد. چند ماه پیش از آن، عملیات نیزه نپتون منجر به مرگ رهبر القاعده اسامه بن لادن در پاکستان شد. خروج نیروهای آمریکایی منجر به درگیری‌های فرقه‌ای در عراق شد که نتیجه آن ظهور دولت اسلامی عراق و شام در منطقه به عنوان جانشین القاعده بود. در ۲۰۱۴، اوباما برقراری مجدد روابط کامل دیپلماتیک بین آمریکا و کوبا را برای اولین بار از سال ۱۹۶۱ اعلام کرد، هرچند در ژوئن ۲۰۱۹ دولت ترامپ بر سفر آمریکایی‌ها به آن کشور محدودیت‌هایی اعمال کرد. در ۲۰۱۵، آمریکا به عنوان یکی از کشورهای گروه پنج به علاوه یک برنامه جامع اقدام مشترک را با هدف کاهش سرعت توسعه برنامه هسته‌ای جمهوری اسلامی به امضا رساند؛ هرچند این کشور در مه ۲۰۱۸ از آن عهدنامه خارج شد. در ۲۰۱۶، نامزد جمهوری‌خواه دونالد ترامپ به عنوان ۴۵امین رئیس‌جمهور ایالات متحده انتخاب شد که او را به پیرترین و ثروتمندترین رئیس‌جمهور تاریخ این کشور مبدل ساخت.

## جغرافیای طبیعی

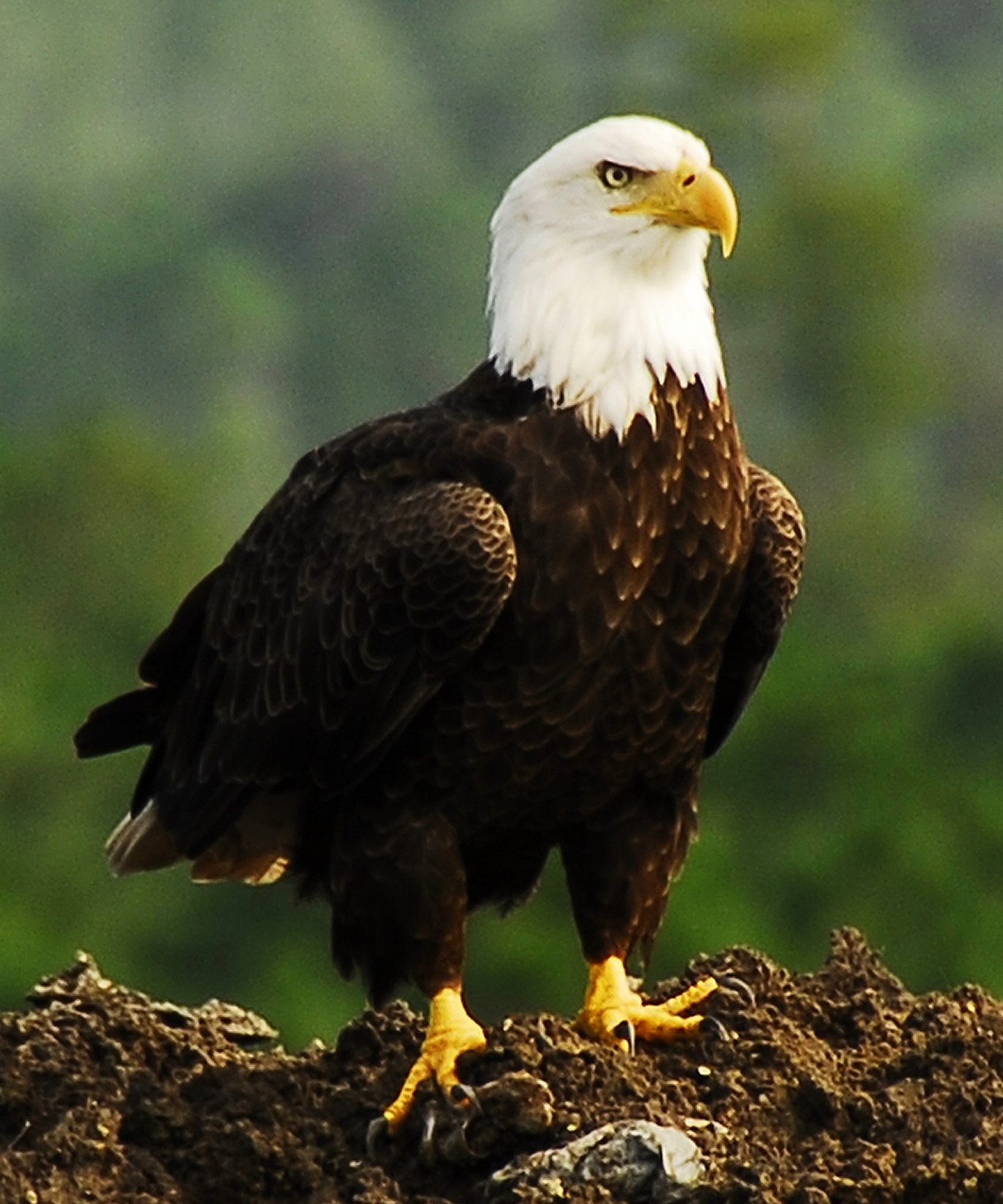
عقاب سرسفید پرنده ملی آمریکا از سال ۱۷۸۲ میلادی

ایالات متحدهٔ آمریکا در نیمکرهٔ غربی زمین، و در شمال قارهٔ آمریکا واقع است. این کشور از ۴۸ ایالت همجوار، و دو ایالت جدا از دیگران (شبه جزیره آلاسکا در شمال شرق قارهٔ آمریکا و مجمع‌الجزایر هاوایی در اقیانوس آرام) تشکیل شده است. همچنین، در دو منطقهٔ حوزهٔ دریای کارائیب، و نیز بخش‌هایی از اقیانوس آرام، جزایر کوچک و پراکنده‌ای وجود دارند که قلمرو آمریکا محسوب می‌شوند، ولی به گونه‌ای خودگردان اداره می‌شوند (مانند پورتو ریکو).
آلاسکا بزرگ‌ترین و رودآیلند کوچک‌ترین ایالت در آمریکا می‌باشند.

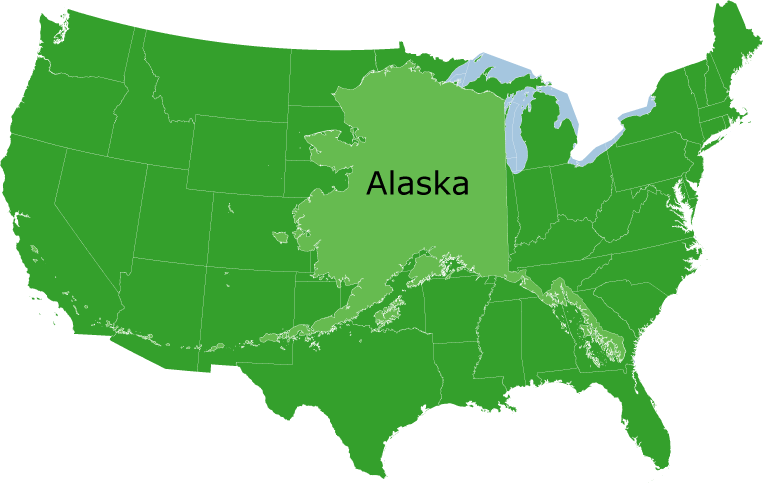
مقایسه وسعت آلاسکا بزرگ‌ترین ایالت آمریکا با وسعت ۴۸ ایالت این کشور (به جز هاوایی و آلاسکا).

قسمتی از رشته کوه‌های راکی در غرب آمریکا قرار گرفته است که بزرگ‌ترین قله آن در ایالت کلرادو قرار دارد. مرتفع‌ترین نقطه در آمریکا قله کوه مک کینلی (۶۱۹۴ متر) در آلاسکا می‌باشد. در ۴۸ ایالت پایین نیز مرتفع‌ترین قله بر فراز کوه ویتنی (۴۴۲۱ متر) در کالیفرنیا قرار دارد. رود می‌سی‌سی‌پی بزرگ‌ترین و مهم‌ترین رودخانه آمریکای شمالی و چهارمین رودخانه طولانی جهان در آمریکا قرار دارد. این رودخانه که به رود میزوری می‌پیوندد، نقش تجاری و اقتصادی مهمی برای آمریکا دارد. قسمتی از آبشارهای نیاگارا در مرز بین آمریکا و کانادا قرار دارد و از جاذبه‌های طبیعی توریستی در آمریکا به‌شمار می‌رود.

### وسعت آمریکا

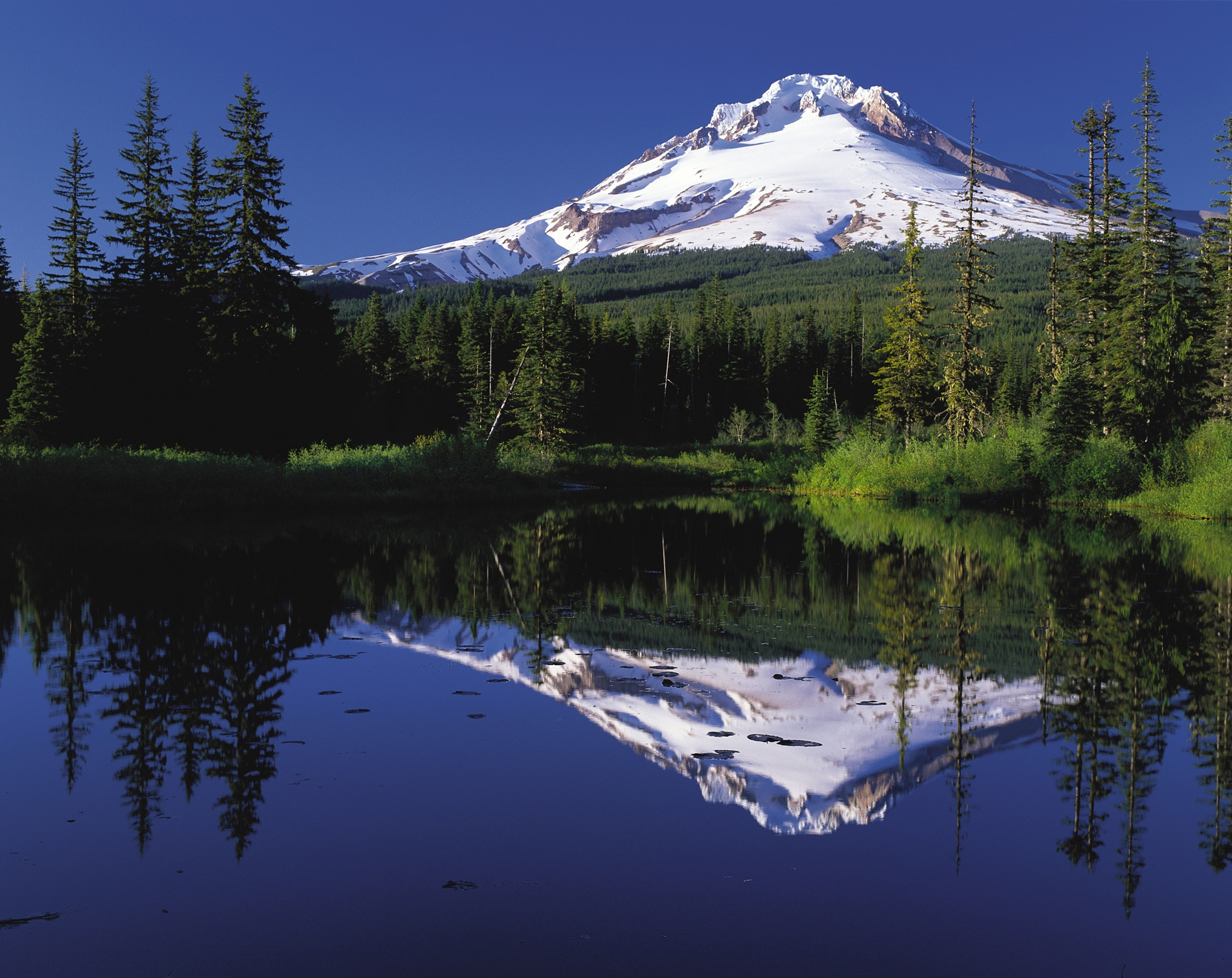
کوه هود و دریاچه تریلیوم در ایالت ارگن

از نظر کل وسعت آب و خاک، آمریکا بعد از روسیه و کانادا، سومین کشور پهناور جهان است.

### مختصات و موقعیت جغرافیایی آمریکا
ایالات متحدهٔ آمریکا از شمال با کشور کانادا، و در جنوب با کشور مکزیک مرز خاکی دارد. این کشور در شمال غرب قارهٔ آمریکا و سواحل آلاسکا نیز با روسیه مرزهای مشترک آبی دارد. ۴۸ ایالت به‌هم پیوسته که خاک اصلی آمریکا را تشکیل می‌دهند، از شرق و جنوب شرقی به اقیانوس اطلس و خلیج مکزیک، و از غرب به اقیانوس آرام منتهی می‌شوند. ایالت آلاسکا نیز از شمال به اقیانوس منجمد شمالی، از غرب به تنگهٔ برینگ، و از جنوب غربی به اقیانوس آرام ختم می‌شود. مجمع‌الجزایر هاوایی هم در جنوب غرب خاک اصلی آمریکا و در اقیانوس آرام واقع شده‌اند.
مناطق جغرافیایی و فرهنگی ایالات متحدهٔ آمریکا عبارت‌اند از: نیو انگلند، ایالت‌های ساحلی اقیانوس اطلس، ایالت‌های جنوب، ایالت‌های غرب میانه (میدوست)، ایالت‌های جنوب غربی آمریکا و ایالت‌های غرب.
کشور ایالات متحدهٔ آمریکا در مجموع ۹٬۸۲۶٬۶۷۵ کیلومتر مربع وسعت دارد که البته ۴۷۰ هزار کیلومتر آن را جزایر پراکنده و تحت قلمرو آمریکا در اقیانوس آرام و دریای کارائیب تشکیل می‌دهند.

## جغرافیای انسانی

نقشهٔ پراکندگی مردمی آمریکا از نظر نژاد و نسب قومی (همه‌پرسی رسمی سال ۲۰۰۰)

جمعیت ایالات متحده آمریکا بر پایه برآورد سال ۲۰۲۲ در حدود ۳۳۵ میلیون نفر تخمین زده شده است.
نرخ کلی باروری در ایالات متحده آمریکا بر پایه برآورد سال ۲۰۱۷ در حدود ۱٫۸۷ (۱۴۳ام) فرزند برای هر زن است.
بر اساس آمار منتشرهٔ سال ۲۰۰۳، ترکیب نژادی مردم ایالات متحده آمریکا، بدین شرح است:
- سفیدپوست: ۸۱٪
- سیاه‌پوست (آمریکایی‌های آفریقایی‌تبار): ۱۲٫۹٪
- زردپوست: ۴٫۲٪
- سرخ‌پوستان آمریکایی: ۱٪
- بومیان هاوایی و جزایر پاسفیک: ۰٫۲٪

در این آمار، نژاد اسپانیایی‌تبار (موسوم به هیسپانیک، یا لاتینو) همراه با نژاد سفید محاسبه شده است. بر اساس بررسی سال ۲۰۰۰ مهاجران کشورهای دیگر به ترتیب جمعیت برابر بودند: مکزیک(۱۷۳٬۹۱۹ مهاجر)، چین(۴۵٬۶۵۲)، فیلیپین(۴۲٬۴۷۴)، هند(۴۲٬۰۴۶)، ویتنام(۲۶٬۷۴۷)، السالوادور(۲۲٬۵۷۸)هائیتی(۲۲٬۳۶۴)، کوبا(۲۰٬۸۳۱)، جمهوری دومینکن(۱۷٬۵۳۶)، روسیه(۱۷٬۱۱۰)، جامائیکا(۱۶٬۰۰۰)کانادا(۱۶٬۲۱۰)، کره(۱۵٬۸۳۰)، اوکراین(۱۵٬۸۱۰)، پاکستان(۱۴٬۵۳۵)، کلمبیا(۱۴٬۴۹۸)، بریتانیا(۱۳٬۳۸۵)، بوسنی و هرزگوین(۱۱٬۸۲۸)، گواتمالا(۹٬۹۷۰)، ایران(۸٬۹۱۵ بنگرید به ایرانیان مقیم آمریکا)

## زبان

نفوذ زبان انگلیسی در ایالات متحده؛ ایالت‌هایی که با رنگ آبی تیره‌تر مشخص شده‌اند دارای جمعیت بیشتری است که انگلیسی، زبان مادری آن‌ها می‌باشد.

انگلیسی (مخصوصا انگلیسی آمریکایی) به صورت دوفاکتو زبان ملی ایالات متحده است. با اینکه در سطح فدرال هیچ زبان رسمی وجود ندارد، برخی قوانین — مانند شرایط اعطای تابعیت آمریکا — انگلیسی را به صورت پیش‌فرض در نظر می‌گیرند. در سال ۲۰۱۰، حدود ۲۳۰ میلیون، یا ۸۰٪ جمعیت پنج ساله یا بیشتر، در خانه تنها انگلیسی صحبت می‌کردند. اسپانیایی، که توسط ۱۲٪ جمعیت در خانه تکلم می‌شود، دومین زبان رایج و رایج‌ترین زبانی که به عنوان زبان دوم آموزش داده می‌شود، است. انگلیسی در بیش از ۳۰ ایالت زبان رسمی است.
در هاوایی، هم انگلیسی و هم زبان هاوایی جایگاهی رسمی دارند. آلاسکا، در کنار انگلیسی، ۲۰ زبان بومی را به رسمیت می‌شناسد و داکوتای جنوبی زبان سو را. نیومکزیکو و لوئیزیانا، با وجود نداشتن زبان رسمی، قوانینی برای استفاده از، به ترتیب، اسپانیایی و انگلیسی، و فرانسوی و انگلیسی دارند. برخی دیگر از ایالات، چون کالیفرنیا، انتشار برخی از اسناد دولتی شامل فرم‌های دادگاه به اسپانیایی را اجباری کرده‌اند.
برخی از قلمروهای ایالات متحده در کنار انگلیسی زبان‌های رسمی دیگری هم دارند: زبان ساموآیی در ساموآی آمریکا و زبان چامورو در گوآم. کارولینی و چامورو در جزایر ماریانای شمالی به رسمیت شناخته شده‌اند و اسپانیایی که در پورتوریکو از انگلیسی زبان رایج‌تری است، در آن قلمرو یک زبان رسمی به‌شمار می‌رود.
زبان‌های خارجی که در ایالات متحده بیش از دیگر زبان‌ها، از مهدکودک تا دانشگاه (تا قبل از تحصیلات تکمیلی)، تدریس می‌شوند شامل اسپانیایی (۷٫۲ میلیون نفر)، فرانسوی (۱٫۵ میلیون نفر) و آلمانی (۰٫۵ میلیون نفر) می‌شود. دیگر زبان‌هایی که آموزششان در مدارس رایج است لاتین، ژاپنی، زبان اشاره آمریکایی، ایتالیایی و چینی هستند. ۱۸٪ از آمریکایی‌ها مدعی هستند می‌توانند در کنار انگلیسی به یک زبان دیگر هم تکلم کنند.

## سیاست
نظام سیاسی ایالات متحده آمریکا در چارچوب یک قانون اساسی و به صورت یک نظام فدرالی است که از ویژگی‌های حکومتی این کشور به‌شمار می‌رود. سیستم تفکیک قوا در این کشور به شکل کاملاً بارزی به مرحله اجرا درآمده است. بنیان‌گذاران و نویسندگان اعلامیه استقلال ایالات متحدهٔ آمریکا و قانون اساسی ایالات متحده به دلیل نگرانی از ظهور نظام سلطنتی اروپایی که در آن پادشاه قدرت مطلق را در دست داشت، نظام سیاسی جدید خود را به گونه‌ای طراحی کردند که در آن فرد یا نهادی نتواند قدرت مطلق به‌دست‌آورد. این قوانین همچنین طوری در نظر گرفته شده‌اند که از قدرت گرفتن بیش از حد اکثریت بر اقلیت‌ها، و نیز هر یک از شاخه‌های ۳گانهٔ قدرت ممانعت به عمل آورد.
بر اساس قانون اساسی ایالات متحده آمریکا، قوهٔ مقننه یا کنگره ایالات متحدهٔ آمریکا از دو مجلس تشکیل شده است که مسؤولیت قانونگذاری را به‌طور کامل بر عهده دارند: مجلس نمایندگان و مجلس سنا. بر اساس نظام انتخاباتی آمریکا، نمایندگان با رأی مستقیم و برابر مردم انتخاب می‌شوند.
- نظام سیاسی آمریکا
- روش حفظ توازن قدرت در ارکان سیاسی آمریکا

- قوهٔ قضائیه: دیوان عالی فدرال ایالات متحده آمریکا.
- قوهٔ مجریه: کاخ سفید، محل کار و زندگی رئیس‌جمهور ایالات متحده آمریکا.
- قوهٔ مقننه: کاخ کنگره آمریکا محل دائم کنگره ایالات متحده آمریکا که شامل دو مجلس نمایندگان و سنا است.

- جان رابرتس:، ۱۷مین قاضی ارشد دیوان عالی.
- دونالد ترامپ: ۴۷مین رئیس‌جمهور ایالات متحده آمریکا.
- مایک جانسون: ۵۶مین رئیس مجلس نمایندگان.
- جی‌دی ونس: ۵۰‌مین معاون رئیس‌جمهور و رئیس مجلس سنا.

رئیس‌جمهور ایالات متحدهٔ آمریکا نیز به‌عنوان رئیس قوهٔ مجریه و فرمانده کل قوا با رأی مستقیم مردم و از طریق آرای هیئت گزینندگان انتخاب می‌شود و در برگزیدن مشاورانش به‌عنوان وزرا اختیارات تام دارد. در حقیقت رئیس‌جمهور، نیازی به کسب رأی اعتماد از کنگره ندارد و کنگره نیز متقابلاً نمی‌تواند با رأی عدم اعتماد، هیئت دولت یا وزرا را برکنار کند.
بر اساس قانون اساسی، معاون رئیس‌جمهور رئیس رسمی مجلس سنا است. این سمت تقریباً تشریفاتی است که در مراسم رسمی از جمله تشکیل جلسه کنگره بر دوش معاون رئیس‌جمهور گذاشته می‌شود. وی عمدتاً در جریان رأی‌گیری در سنا حاضر نمی‌شود و تنها زمانی رأی می‌دهد که آرای سناتورها به صورت مساوی تقسیم شده باشد. هر گاه در مجلس سنا، مصوبه‌ای ۵۰ رأی مثبت و ۵۰ رأی منفی داشته باشد، معاون رئیس‌جمهور به عنوان رئیس سنا، رأی خود را به صندوق می‌اندازد و به این شکل سرنوشت آن مصوبه تعیین می‌شود. در غیاب معاون رئیس‌جمهور که اغلب در هنگام مذاکرات در مجلس سنا حاضر نیست، عضو ارشد حزب اکثریت، جلسات را اداره می‌کند؛ که به زبانزد او را رئیس موقت مجلس سنا می‌نامند.
سومین شاخه از نظام سیاسی آمریکا، سیستم حقوقی ایالات متحدهٔ آمریکا است که کاملاً مستقل عمل می‌کند و نه قوهٔ مجریه و نه قوهٔ مقننه نمی‌توانند بر روند تصمیم‌گیری‌های آن تأثیر بگذارند. به عبارت دیگر، رئیس‌جمهور یا کنگره نمی‌توانند مصوبات قانونی دیوان عالی فدرال ایالات متحدهٔ آمریکا را باطل اعلام کنند یا از اجرای آنان سر باز زنند. نظام حزبی در ایالات متحدهٔ آمریکا نیز در شکل‌دهی به سیاست و حکومت این کشور، نقش مهمی دارد.

### سیاست خارجی

روابط دیپلماتیک آمریکا
آمریکا
کشورهایی که آمریکا به رسمیت می‌شناسد و روابط دیپلماتیک با آنان دارد.
کشورهایی که آمریکا به رسمیت می‌شناسد، ولی روابط دیپلماتیک با آنان ندارند.
مناطق مورد مناقشه
جنوبگان

ایالات متحده آمریکا به کمک توانایی‌های اقتصادی و نظامی قابل توجه خود، نقش مهمی را درسیاست جهانی ایفا می‌کند. این کشور عضو ثابت شورای امنیت سازمان ملل است و دفتر مرکزی سازمان ملل در شهر نیویورک قرار دارد. به استثنای کشورهای ایران، کره شمالی و سودان، کوبا، ونزوئلا و بولیوی، سایر کشورها دارای روابط دیپلماتیک رسمی با آمریکا هستند.
آمریکا به وسیلهٔ قرارداد تجارت آزاد آمریکای شمالی و سازمان کشورهای آمریکایی با همسایگان خود (کانادا و مکزیک) روابط نزدیکی دارد. دولت این کشور هرساله میلیاردها دلار کمک مالی برای توسعه کشورهای دیگر اختصاص می‌دهد، اما درصد این کمک‌ها از تولید ناخالص ملی نسبت به دیگر کشورهای کمک‌کننده، پائین است.
رئیس‌جمهور آمریکا یکی از عوامل اصلی تعیین‌کنندهٔ جهت‌های کلی سیاست خارجی آمریکا است. بسیاری از مدارک و اسناد دوران هر رئیس‌جمهور امروزه در کتابخانه‌های ویژه هر رئیس‌جمهور موجود است. کنگره آمریکا بودجه‌های کمک‌های خارجی را تعیین می‌کند، تحریم‌های خارجی وضع می‌کند، و به کمک کمیته‌های ویژه ای در مسائل سیاست خارجه اختیارات بررسی و بازبینی امور ویژه (همانند بررسی عملکرد افراد در ماجرای مک‌فارلین) را دارد.
بسته به نوع حزب یا گروه در قدرت در هر برهه از زمان (همانند حزب دموکرات یا حزب جمهوری‌خواه)، سیاست خارجهٔ آمریکا تحت تأثیر تحولات و گرایش‌های خاص آن حزب یا گروه قرار می‌گیرد. گروه‌های لابی نیز دارای قدرت نفوذ زیادی در تصمیم‌گیری‌های سیاست خارجه هستند.

## ایالت‌ها
کشور آمریکا ۵۰ ایالت دارد که هرکدام از آن‌ها بنا بر سامانهٔ فدرالیِ حاکم، دارای سطح بالایی از خودگردانی هستند. تا سال ۲۰۲۱ ایالت (۵۱مین) می‌تواند مجمع‌الجزایر پورتوریکو باشد که با موافقت کنگره در ۲۸ ژوئن ۲۰۱۸ مقدمات آن آغاز شده است.
البته ناحیهٔ واشینگتن، دی.سی. جزو هیچ‌یک از ایالات آمریکا نیست و در منطقهٔ خودمختار کلمبیا قرار دارد. ناحیهٔ کلمبیا، در اصل بخشی از ایالات مریلند و ویرجینیا بود که در سال ۱۷۹۰ برای تأسیس مرکز آمریکا، یعنی شهر واشینگتن، دی.سی. در نظر گرفته شد.

## شهرهای آمریکا
| رتبه | شهر        | جمعیت در محدوده شهری (۲۰۱۲) | ایالت      |   |         |           |         |
| ---- | ---------- | --------------------------- | ---------- | - | ------- | --------- | ------- |
| رتبه | شهر        | جمعیت در محدوده شهری (۲۰۱۲) | ایالت      | ۱ | نیویورک | ۸٬۱۷۵٬۰۰۰ | نیویورک |
| ۲    | لس آنجلس   | ۳٬۹۷۱٬۰۰۰                   | کالیفرنیا  |   |         |           |         |
| ۳    | شیکاگو     | ۲٬۷۲۰٬۰۰۰                   | ایلینوی    |   |         |           |         |
| ۴    | هوستون     | ۲٬۲۹۶٬۰۰۰                   | تگزاس      |   |         |           |         |
| ۵    | فیلادلفیا  | ۱٬۵۶۷٬۰۰۰                   | پنسیلوانیا |   |         |           |         |
| ۶    | فینیکس     | ۱٬۵۶۳٬۰۰۰                   | آریزونا    |   |         |           |         |
| ۷    | سن آنتونیو | ۱٬۴۶۹٬۰۰۰                   | تگزاس      |   |         |           |         |
| ۸    | سن دیگو    | ۱٬۳۹۴٬۰۰۰                   | کالیفرنیا  |   |         |           |         |
| ۹    | دالاس      | ۱٬۳۰۰٬۰۰۰                   | تگزاس      |   |         |           |         |
| ۱۰   | سن خوزه    | ۱٬۰۲۷٬۰۰۰                   | کالیفرنیا  |   |         |           |         |

| رتبه | کلان‌شهر (شهر با احتساب حومه)   | جمعیت ۲۰۱۷ | جمعیت ۲۰۱۷                          | منطقه |            |          |
| ---- | ------------------------------ | ---------- | ----------------------------------- | ----- | ---------- | -------- |
| رتبه | کلان‌شهر (شهر با احتساب حومه)   | ۱          | نیویورک-نیوآرک-لانگ آیلند-جرزی سیتی | منطقه | ۲۰٬۳۲۰٬۸۷۶ | آتلانتیک |
| ۲    | لس آنجلس بزرگ                  | ۱۳٬۳۵۳٬۹۰۷ | غرب                                 |       |            |          |
| ۳    | شیکاگو-گری                     | ۹٬۵۳۳٬۰۴۰  | غرب میانه                           |       |            |          |
| ۴    | منطقه دالاس‌فورت وورث           | ۷٬۳۹۹٬۶۲۲  | جنوب غرب                            |       |            |          |
| ۵    | هیوستون-شوگرلند-گالوستون       | ۶٬۸۹۲٬۴۲۷  | جنوب                                |       |            |          |
| ۶    | واشینگتن، دی.سی.-آرلینگتون     | ۶٬۲۱۶٬۵۸۹  | آتلانتیک                            |       |            |          |
| ۷    | میامی-فورت لادردیل-وست پام بیچ | ۶٬۱۵۸٬۸۲۴  | جنوب                                |       |            |          |
| ۸    | فیلادلفیا-کمدن-ویلمینگتون      | ۶٬۰۹۶٬۸۲۴  | آتلانتیک                            |       |            |          |
| ۹    | آتلانتا                        | ۵٬۸۸۴٬۷۳۶  | جنوب                                |       |            |          |
| ۱۰   | بوستون                         | ۴٬۸۳۶٬۵۳۱  | نیو انگلند                          |       |            |          |
| ۱۱   | فینیکس-گلندیل-میزا-سکاتسدیل    | ۴٬۷۳۷٬۲۷۰  | جنوب غرب                            |       |            |          |
| ۱۲   | سان فرانسیسکو                  | ۴٬۷۲۷٬۳۵۷  | غرب                                 |       |            |          |
| ۱۳   | ریورساید-سن برناردینو-انتاریو  | ۴٬۵۸۰٬۶۷۰  | غرب                                 |       |            |          |
| ۱۴   | دیترویت                        | ۴٬۳۱۳٬۰۰۲  | غرب میانه                           |       |            |          |
| ۱۵   | سیتل-تاکوما-بلویو              | ۳٬۸۶۷٬۰۴۶  | غرب                                 |       |            |          |

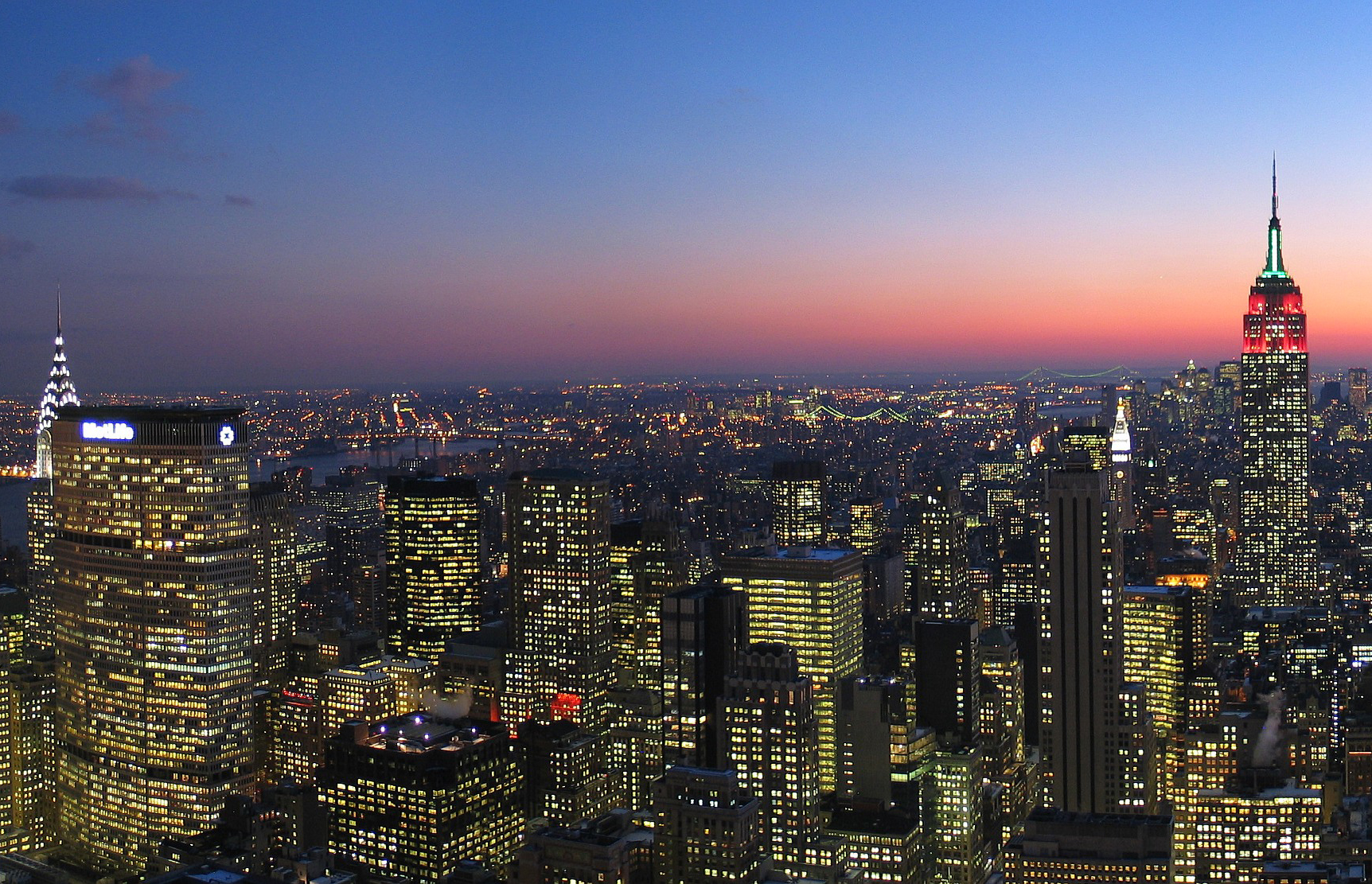
شهر نیویورک، بزرگ‌ترین شهر در شرق کشور

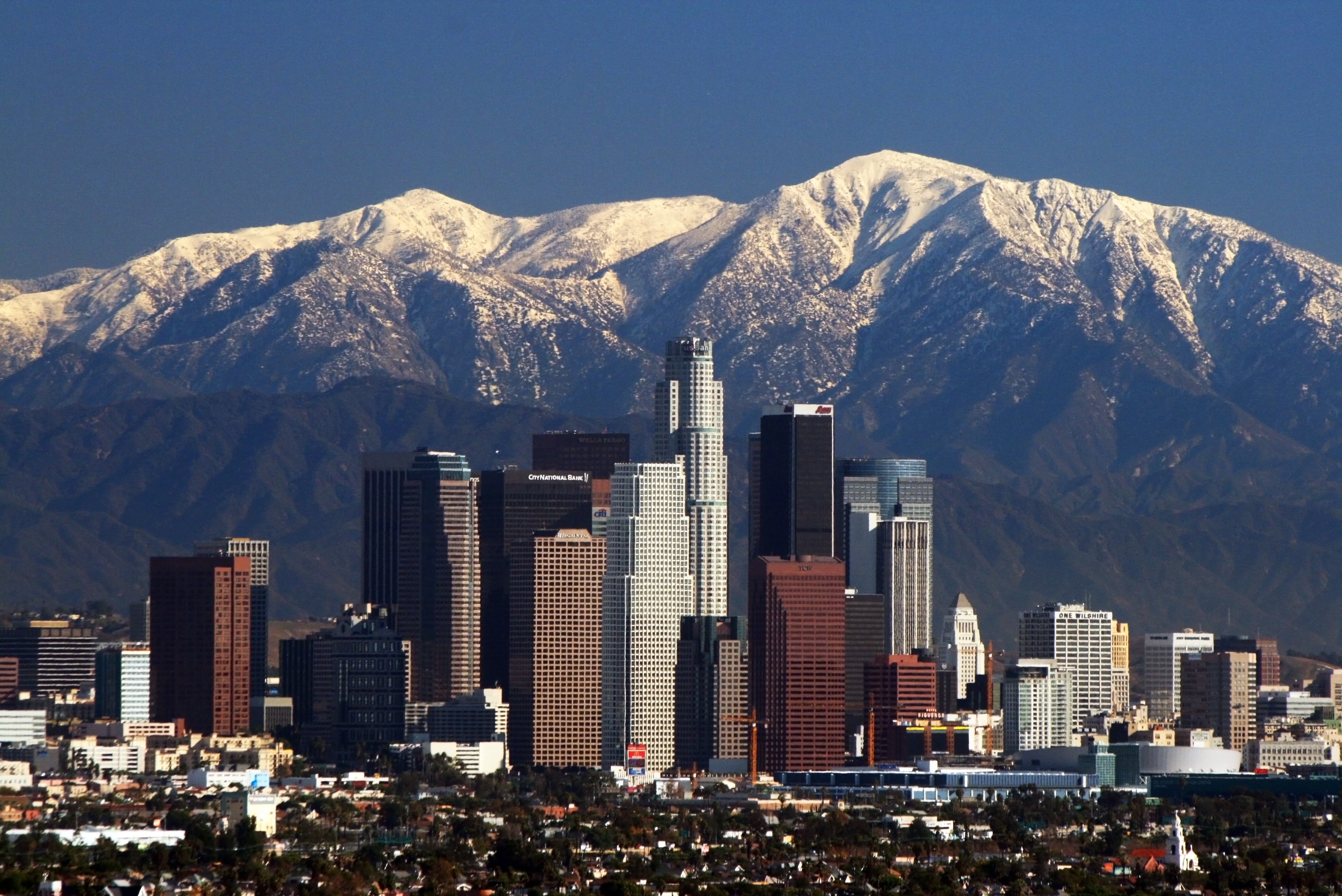
شهر لس‌آنجلس بزرگ‌ترین شهر در غرب کشور

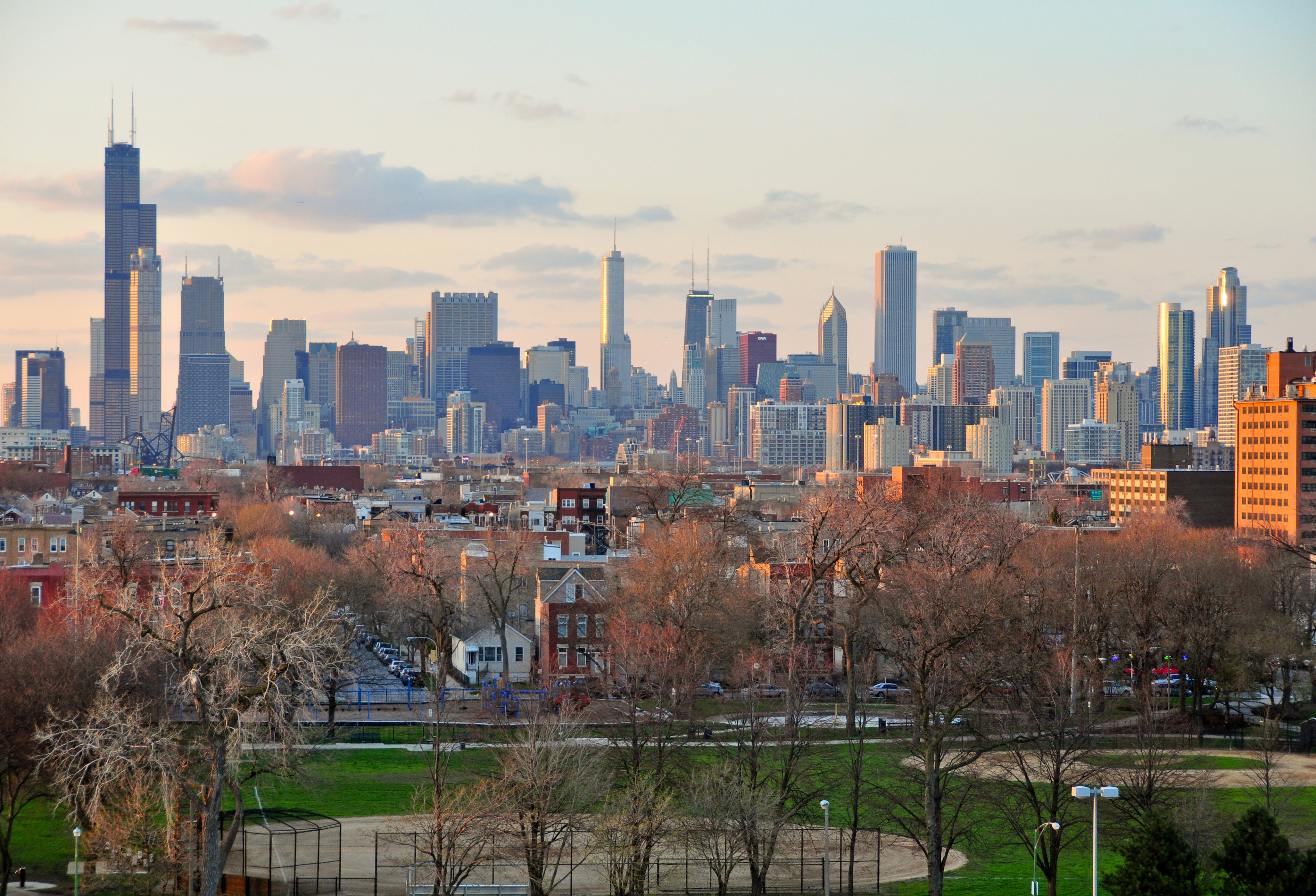
شیکاگو، بزرگ‌ترین شهر در قسمت میانی کشور

اگر لس آنجلس بزرگ را متشکل از ریورساید، سن برناردینو، انتاریو، لانگ بیچ، سنتا آنا و خود شهر لس آنجلس حساب کنیم، این منطقه شهری بیش از ۱۷٬۸۰۰٬۰۰۰ سکنه خواهد داشت که پس از کلانشهر نیویورک بزرگ‌ترین منطقه شهری ایالات متحده خواهد بود.

## آموزش و پژوهش

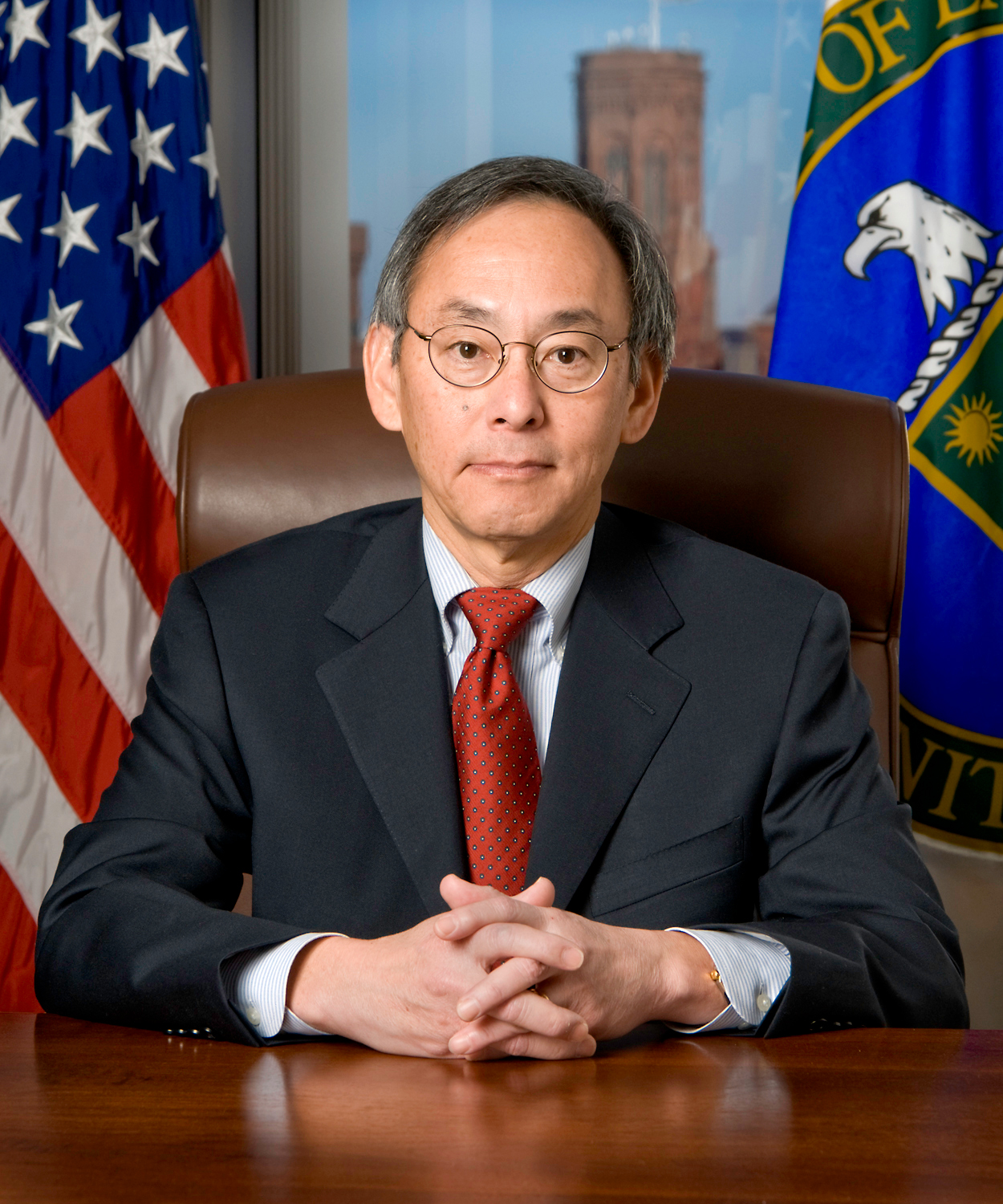
استیون چو وزیر نیروی ایالات متحده آمریکا در کابینه باراک اوباما برنده جایزه نوبل فیزیک سال ۱۹۹۷ است. وزارت نیروی ایالات متحده آمریکا بسیاری از آزمایشگاه‌های بزرگ علمی آمریکا را اداره می‌کند.

در اواخر سده نوزدهم میلادی در ایالات متحده آمریکا نزدیک به ۱۶۰٬۰۰۰ دانشجو در ۱٬۰۰۰ دانشگاه در سرتاسر کشور مشغول به تحصیل بودند. برخی از موسسات دانشگاهی آمریکا (همانند دانشگاه تنسی به‌طور نمونه) قبل از تأسیس ایالتی که در آن واقع بودند تأسیس شدند.
در این میان، و در بین موسسات آموزش عالی در آمریکا، موسسات زیر دارای کهن‌ترین سابقه هستند:
| مؤسسه              | سال تأسیس |
| ------------------ | --------- |
| دانشگاه هاروارد    | ۱۶۳۶      |
| کالج ویلیام و مری  | ۱۶۹۳      |
| دانشگاه ییل        | ۱۷۰۱      |
| دانشگاه پرینستون   | ۱۷۴۶      |
| دانشگاه کلمبیا     | ۱۷۵۴      |
| دانشگاه پنسیلوانیا | ۱۷۵۷      |

امروزه هزینهٔ آموزش و تحصیلات در سطوح مدرسه‌ای و متوسطه در ایالات متحده را اکثراً دولت پرداخت می‌کند.
ایالات متحده با داشتن قریب به ۵٬۸۰۰ دانشگاه یا مؤسسه آموزش عالی تقریباً امکان تحصیلات در سطوح آموزش عالی را برای تمامی افراد جامعه فراهم کرده است. وام‌های کم‌بهره، کمک هزینه‌های بلاعوض، و انواع بورس‌های تحصیلی، از اقسام راه‌هایی‌اند که دانشجویان اقدام به پرداخت شهریه‌های خود می‌کنند. در این میان دانشگاه ایالتی اوهایو با داشتن بیش از ۵۳٬۷۱۵ دانشجو در یک پردیس، پرجمعیت‌ترین دانشگاه آمریکا محسوب می‌شود.
در میان آمریکاییان بالای ۲۵ سال، ۸۴٫۶ درصد از دبیرستان فارغ‌التحصیل شده‌اند، ۵۲٫۶ درصد وارد کالج، دانشگاه یا مؤسسات دیگر آموزش عالی شده‌اند، ۲۷٫۲ درصد مدرک کارشناسی دریافت کرده‌اند، و ۹٫۶ درصد دارای مدارک کارشناسی ارشد و بالاتر هستند.
تقریباً ۹۹ درصد آمریکاییان دارای حداقل سواد پایه هستند. در طبقه‌بندی سازمان ملل متحد، شاخص آموزشی در کشور ایالات متحده ۰٫۹۷ است که در رتبه دوازدهم جهانی جای دارد. در سال ۲۰۱۲ ایالات متحده آمریکا در میان کشورهای دنیا از نظر تعداد تحصیل کردگان آموزش عالی به نسبت جمعیت در رتبه چهارم جهان قرار داشت.
پژوهش و توسعه در آمریکا در دو جبهه دولتی و خصوصی با هم رقابت می‌کنند. سیلیکون‌ولی نمونه بارزی از فعالیت‌های بخش خصوصی در توسعه صنعت و فناوری آمریکاست. از سوی دیگر مراکز ملی همانند آزمایشگاه‌های فدرال، ناسا، و مؤسسات ملی بهداشت ایالات متحده آمریکا در پیشبرد صنعت و فناوری کشور نقش کلیدی بر عهده دارند. این مراکز و سیستم وسیع دانشگاهی کشور آمریکا تولیدکننده رتبه نخست جهان در تعداد جوایز نوبل (با ۳۷۵ جایزه نوبل تا سال ۲۰۱۸) بوده‌اند که این تعداد از جمع تعداد جوایز نوبل کشورهای رتبه دوم (انگلیس با ۱۲۹) و سوم (آلمان با ۱۰۸) نیز بیشتر است. از این تعداد، ۲۱۹ تای آن‌ها به تنهایی متعلق به جوایز نوبل پزشکیست. و جالب اینجاست که برخی از این افراد همانند جان باردین دو بار برنده این جایزه شده‌اند. آمریکا همچنین در رتبه نخست جهان در تعداد مدالهای فیلدز (۱۳ مدال تا سال ۲۰۱۸) و همچنان از نظر کل بودجه سالیانه پژوهشی در صدر جهان است.
آمریکا یکی از تنها سه کشور دنیا است که هنوز رسماً از دستگاه بین‌المللی یکاها استفاده نمی‌کند و بلکه پایبند به واحدهای اندازه‌گیری بریتانیایی است. با اینحال سیستم متریک رفته رفته در صنعت و سطوح دانشگاهی به تدریج رواج می‌یابد.

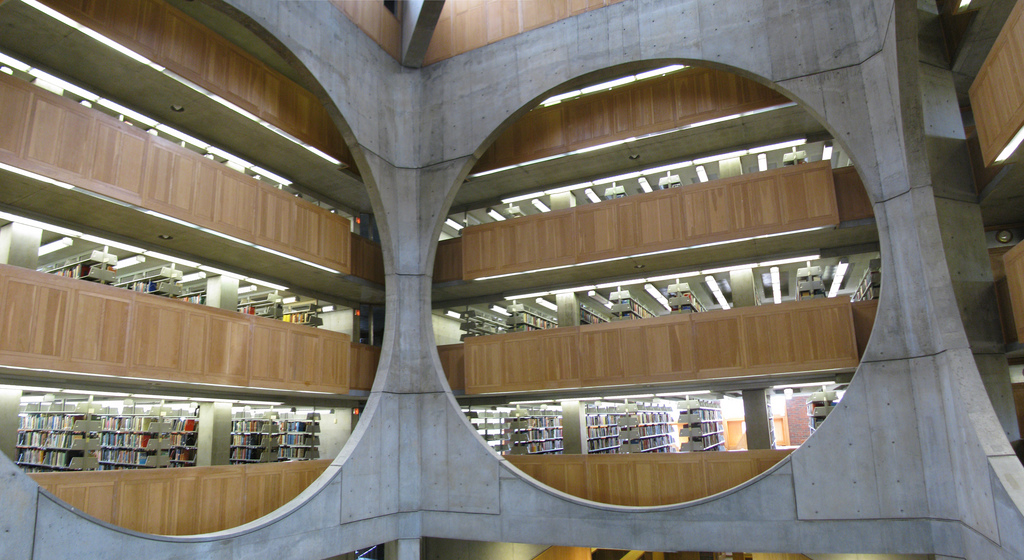
کتابخانه آکادمی فیلیپس اکستر بزرگترین کتابخانه در مقطع دبیرستان در جهان.
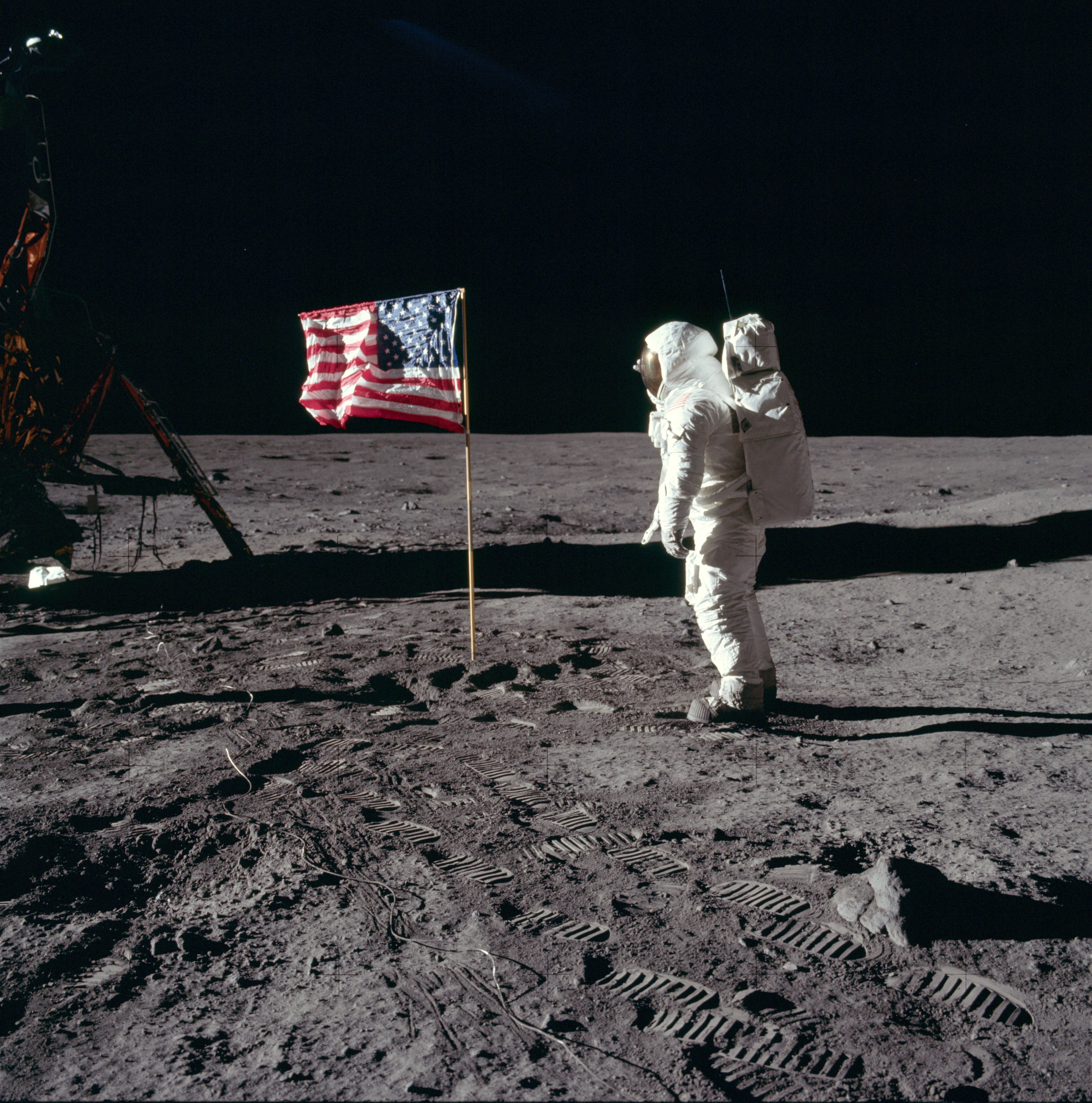
پرچم ایالات متحده آمریکا بر روی کره ماه در سفر آپولو ۱۷.
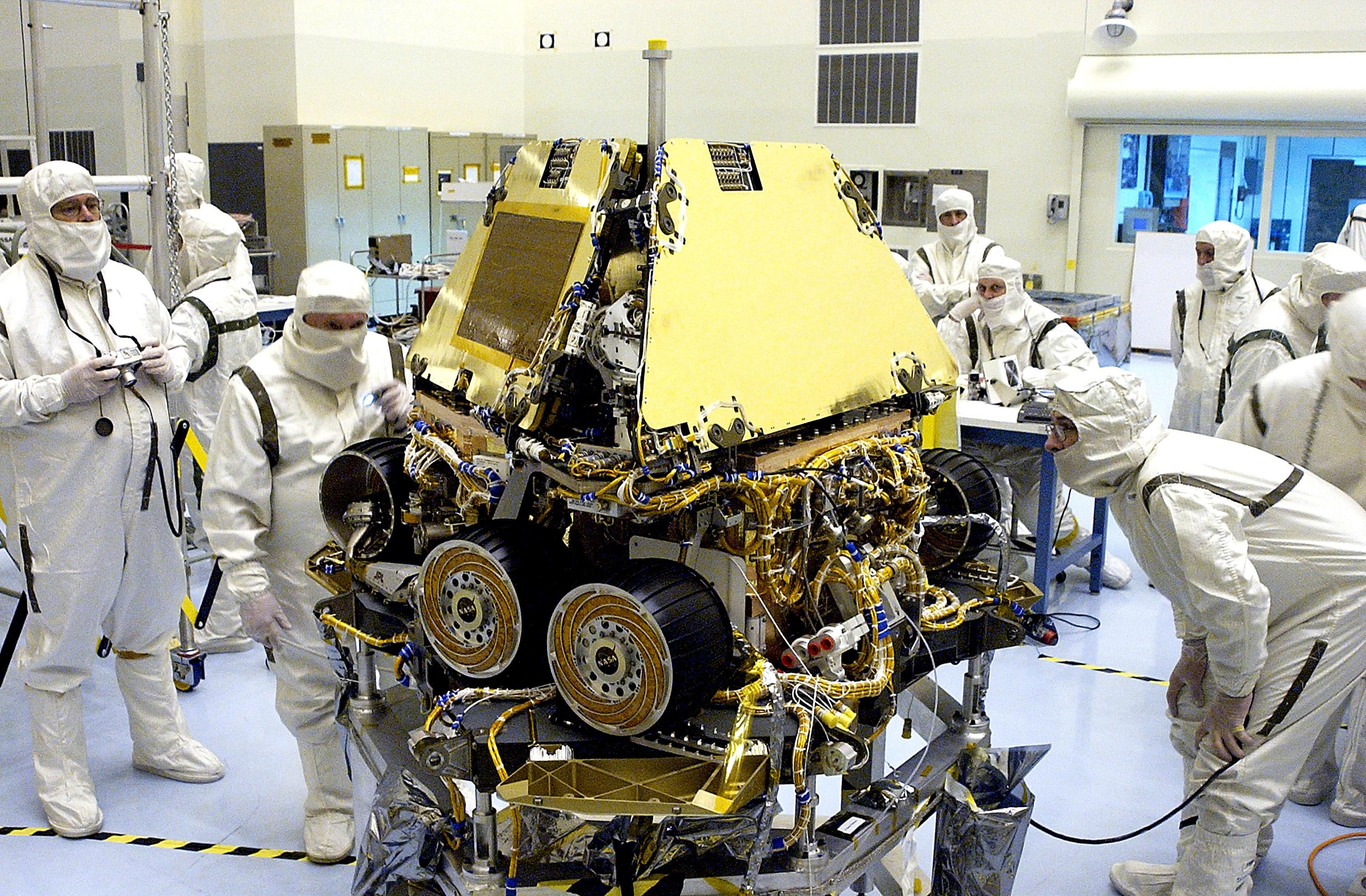
مهندسین ناسا در حال معاینه نهایی مریخ‌نورد اسپیریت قبل از پرتاب

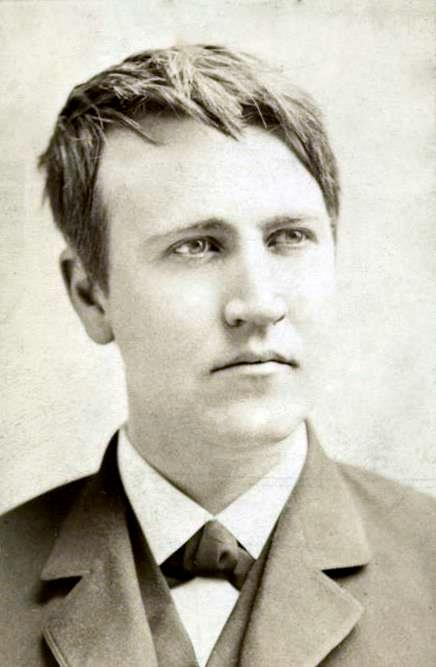
توماس ادیسون مخترع جوان در سال ۱۸۷۸
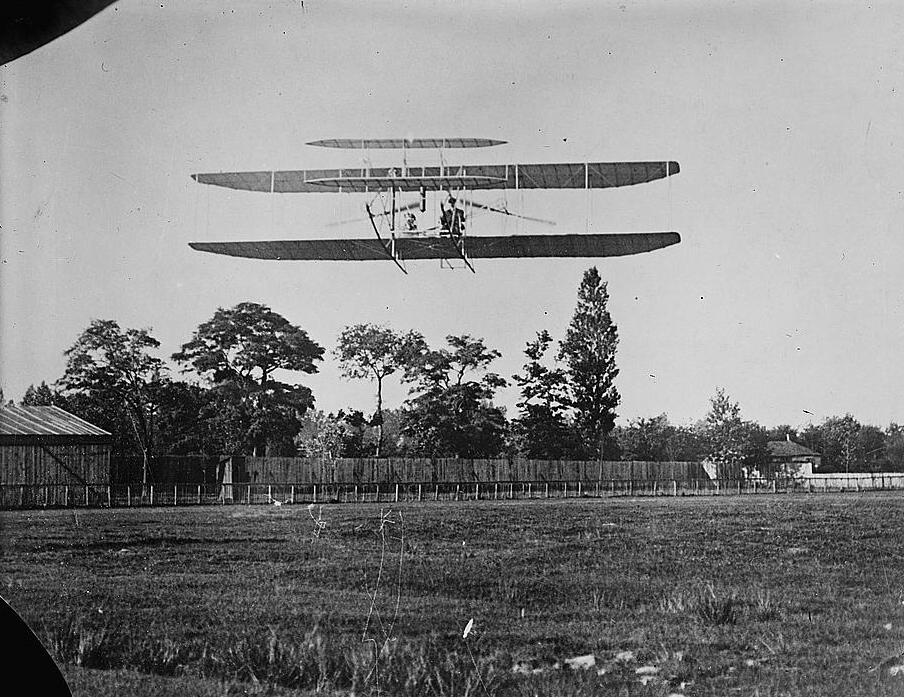
برادران رایت و نخستین پرواز

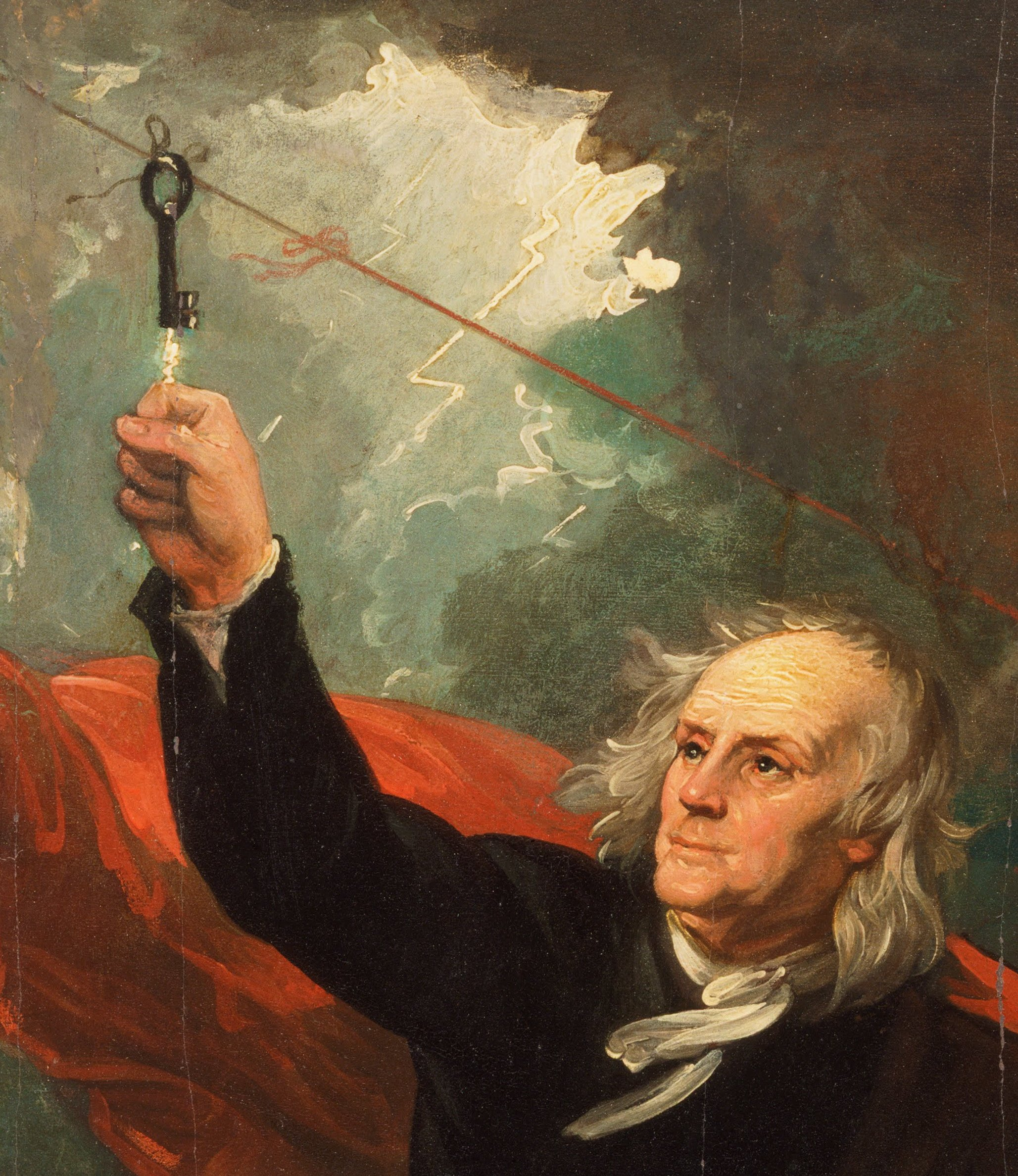
بنجامین فرانکلین از رجال سیاسی بزرگ تاریخ آمریکا و از بنیان‌گذاران کشور می‌باشد. اما او همچنین دانشمندی حاذق بود به‌طوری‌که اختراع سوند ادراری، برق‌گیر، و عدسی دو دید از اوست.
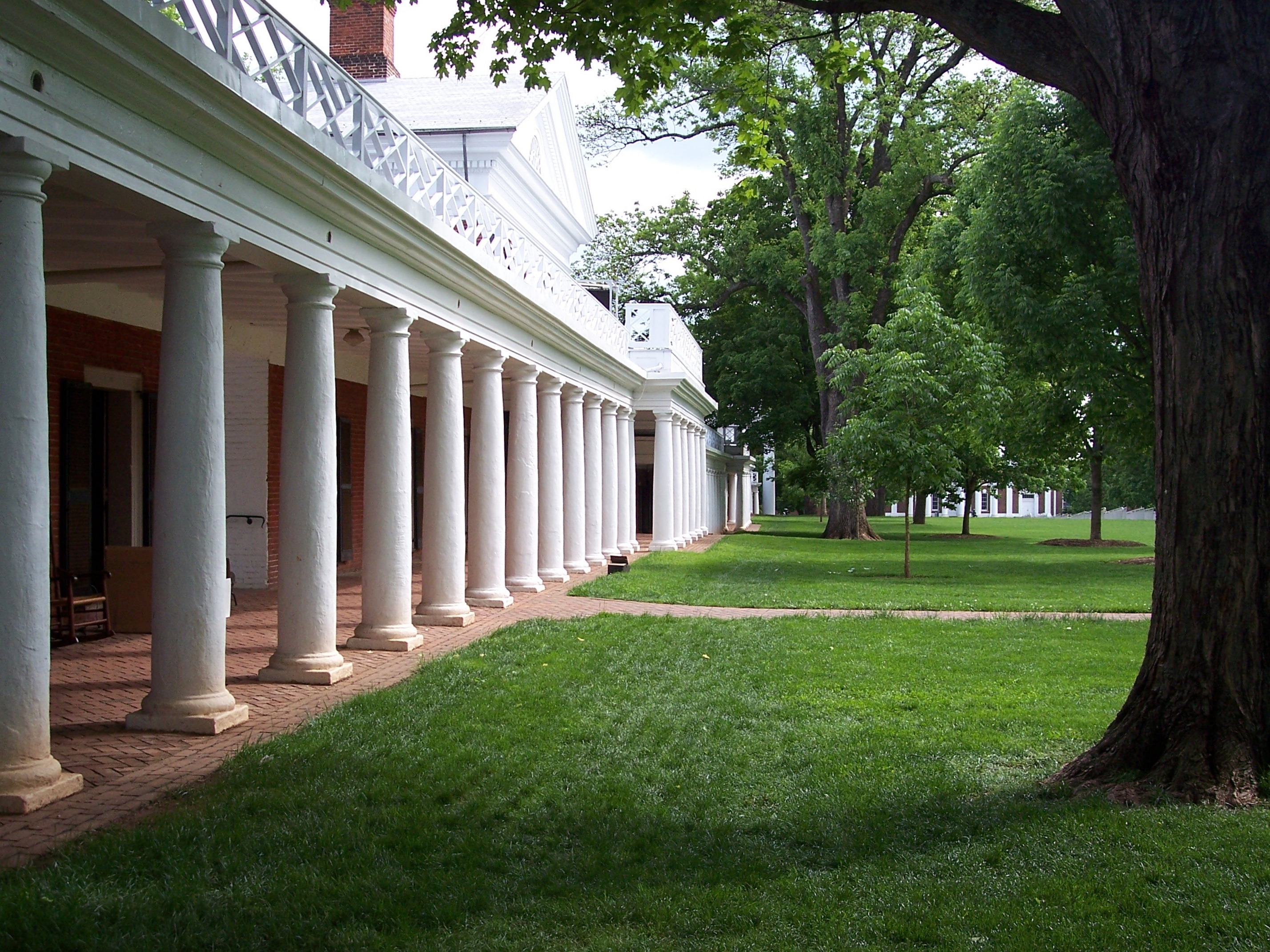
توماس جفرسون دیگر بنیان‌گذار مهم و اصلی تاریخ کشور آمریکا است. اما او یک مخترع و معمار چیره دست نیز بود به‌طوری‌که طرح اولیه دانشگاه ویرجینیا از اوست، که امروزه یکی از ۲۳ اماکن میراث جهانی یونسکو در امریکا است.
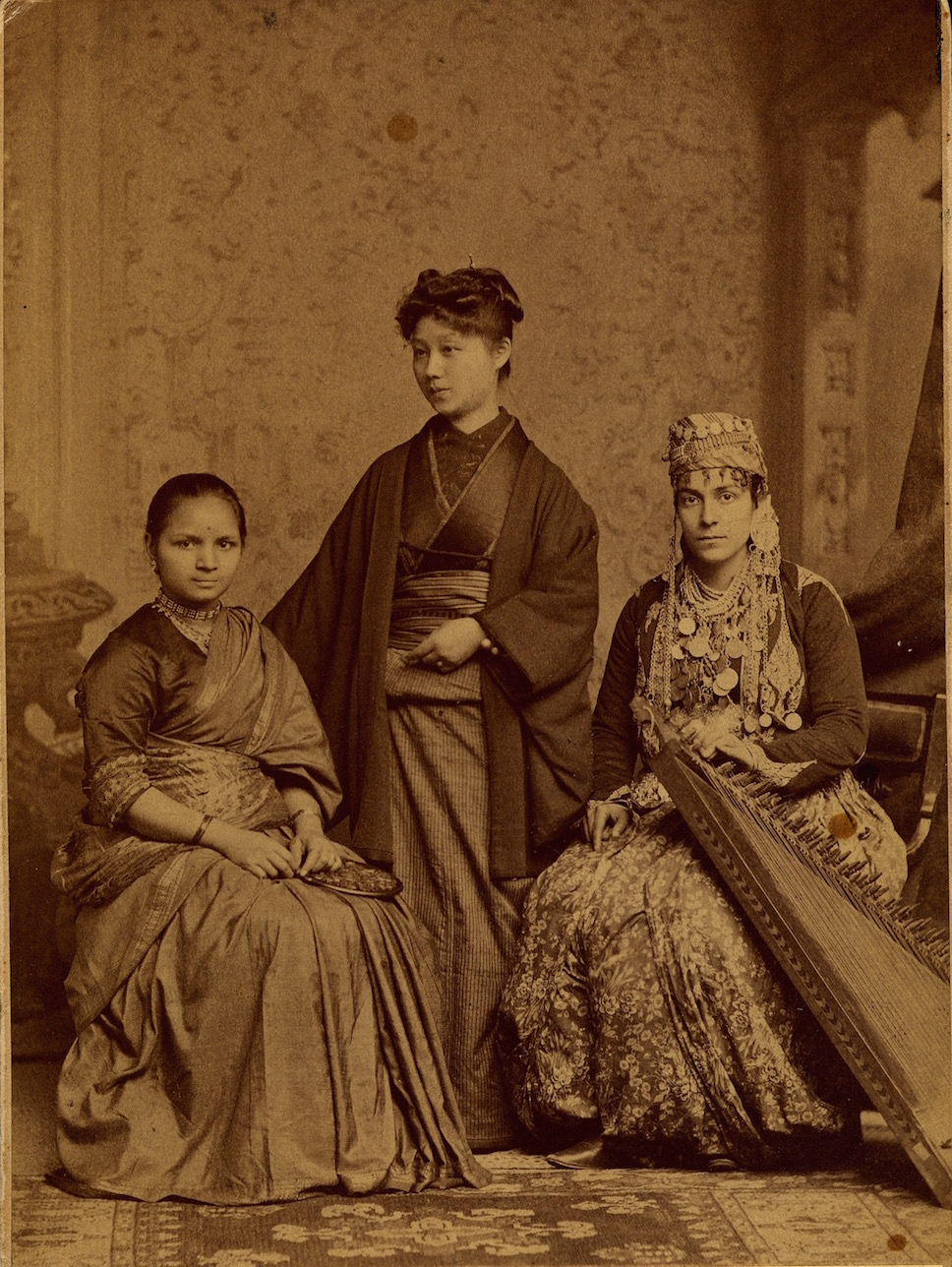
تصویری از فارغ‌التحصیلی دکترای طبابت سه زن از ژاپن، سوریه و هند در سال ۱۸۸۶ از کالج پزشکی زنان پنسیلوانیا (دانشگاه درکسل امروزی).

## اقتصاد

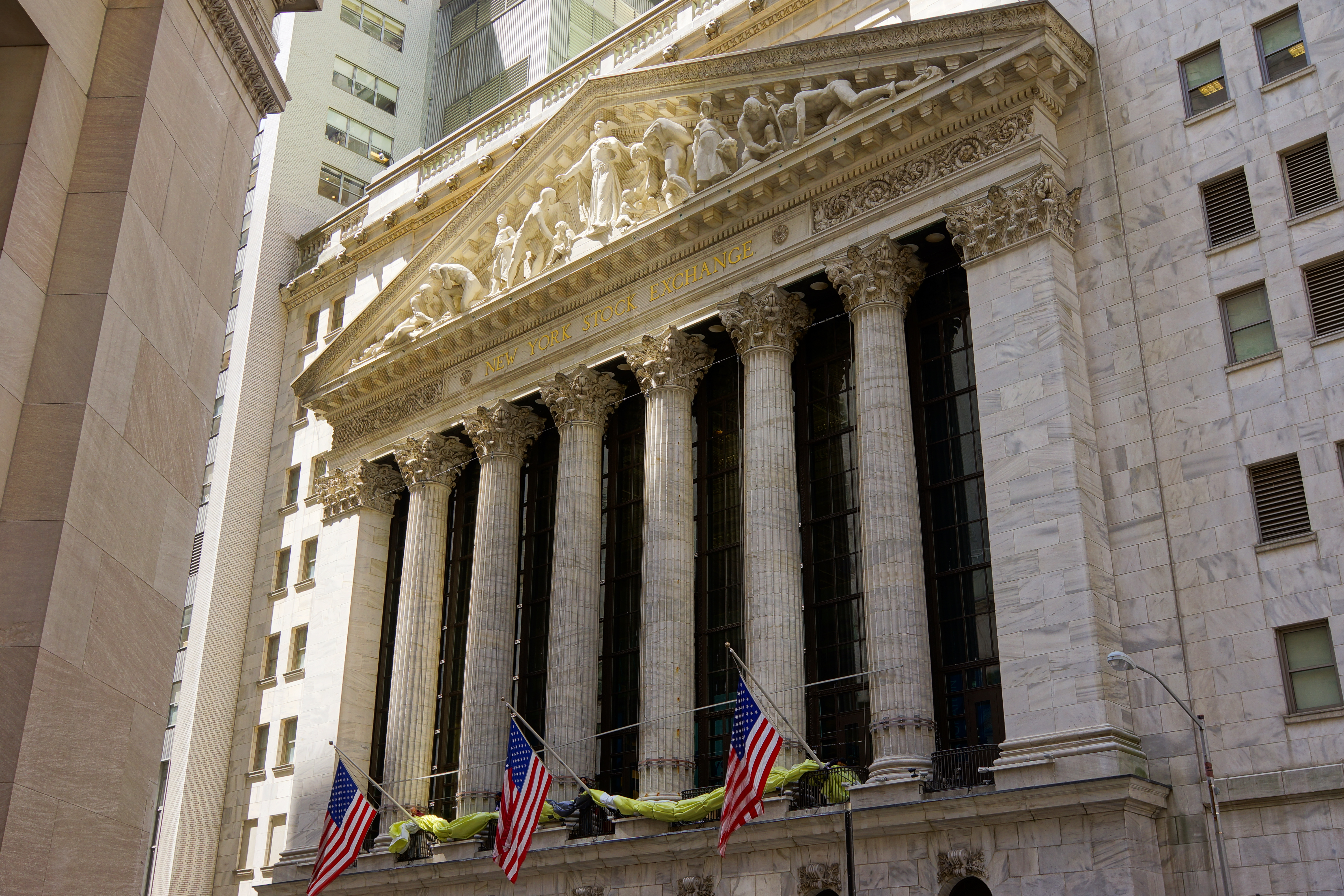
ورودی ساختمان بورس اوراق بهادار نیویورک در وال استریت بزرگ‌ترین بازار بورس در جهان در معاملات دلاری است.

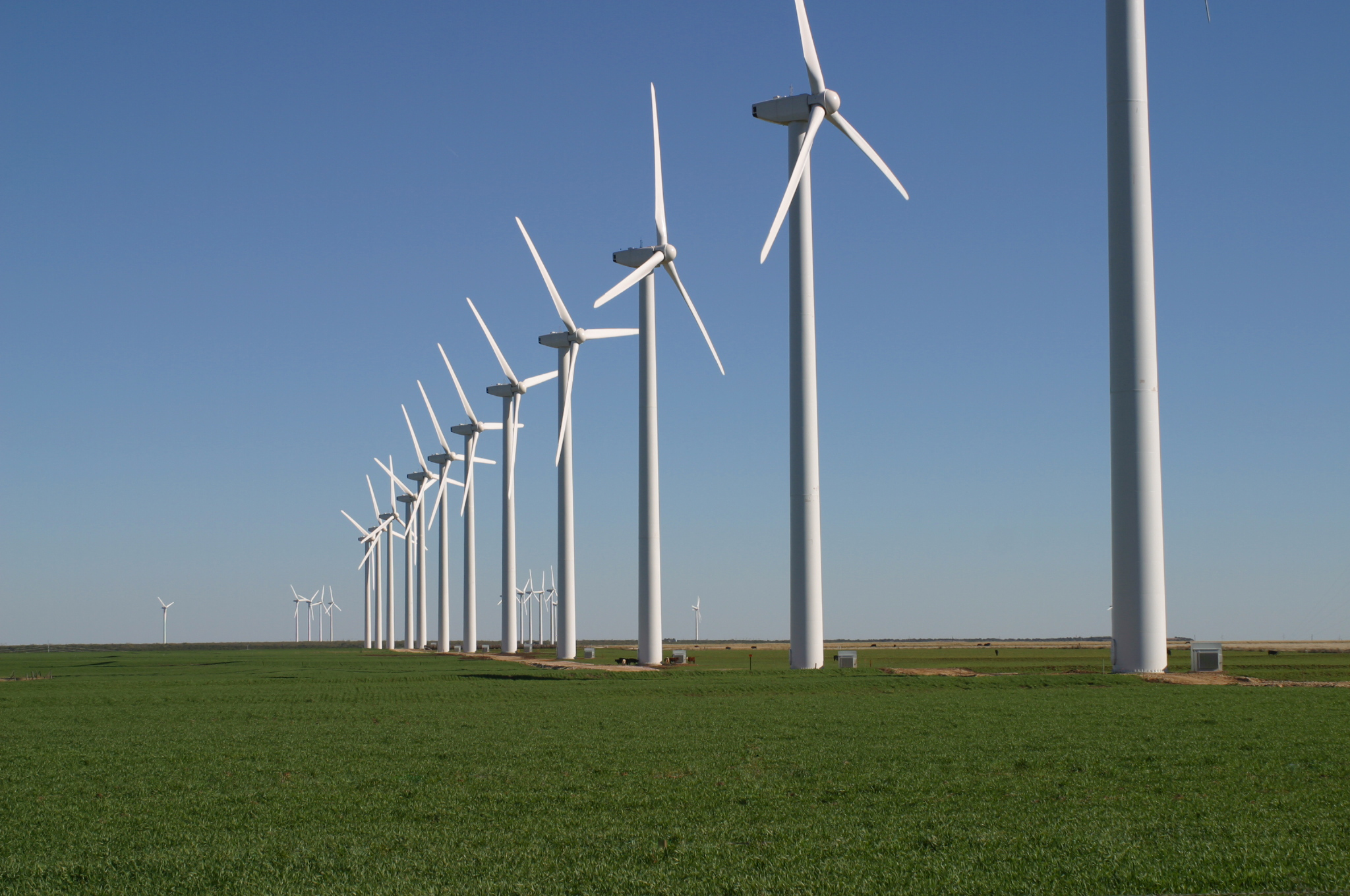
ایالات متحده در تولید برق از انرژی بادی در جهان پیشتاز است. در سال ۲۰۱۶ افزون بر ۳۰ درصد برق مورد نیاز ایالت آیووا از این طریق تأمین شد.

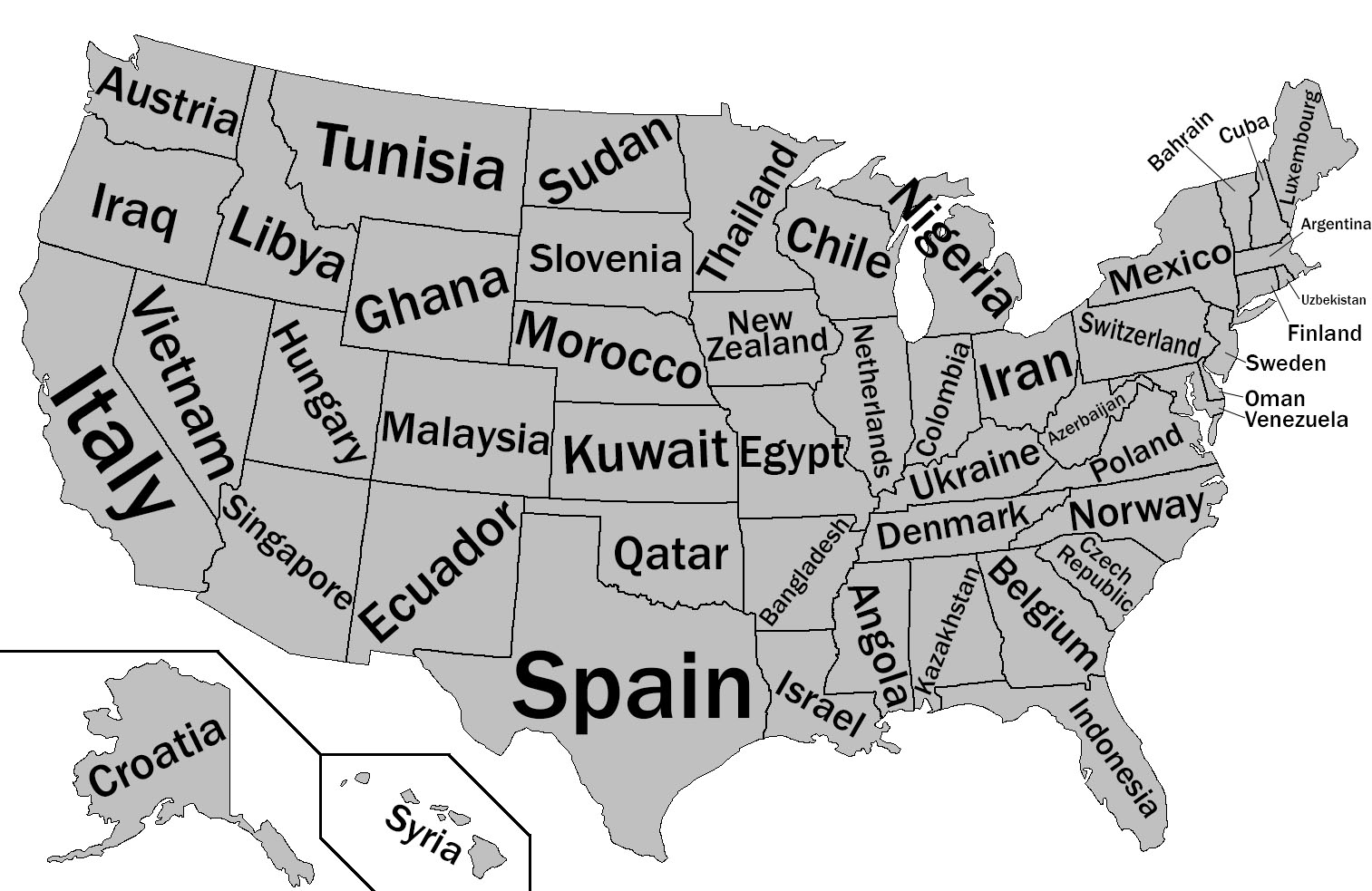
مقایسهٔ تولید ناخالص داخلی ایالت‌های آمریکا با سایر کشورها در سال ۲۰۱۲.

ایالات متحدهٔ آمریکا اقتصاد کاپتالیستی از نوع سرمایه‌داری انحصاری دارد. ویژگی بارز اقتصاد ایالات متحدهٔ آمریکا عبارت است از تسلط انحصارها در رشته‌های مختلف، که بر مبنای منابع طبیعی فراوان، زیربنای توسعه‌یافته، تولید انبوه، و مصرف زیاد استوار است. تولید ناخالص داخلی ایالات متحدهٔ آمریکا با بیش از ۲۸ تریلیون (۲۸٫۰۰۰ میلیارد) دلار در سال ۲۰۲۴،یعنی حدود ۲۰٪ تولید ناخالص جهان، نخستین اقتصاد بزرگ جهان است.
از لحاظ حجم مبادلات، ایالات متحده بزرگ‌ترین واردکننده، بزرگ‌ترین صادرکنندهٔ خدمات و - پس از چین - دومین صادرکنندهٔ بزرگ کالا در جهان است. کانادا، چین، مکزیک، ژاپن و آلمان، به ترتیب بزرگ‌ترین شرکای تجاری آمریکا هستند. آمریکا در دههٔ اخیر بزرگ‌ترین بدهی جهان را نیز بر شانه داشته است.
بزرگ‌ترین اقلام صادراتی آمریکا به ترتیب تجهیزات صنعتی (۲۹٫۸٪)، ماشین‌آلات (۲۹٫۵٪)، کالاهای مصرفی غیر اتومبیل (۱۲٫۴٪)، خودرو و تولیدات وابسته (۹٫۳٪)، تولیدات صنایع غذایی (۸٫۳٪)، و تولیدات صنایع هوایی (۶٫۶٪) هستند، در حالی که بزرگ‌ترین اقلام وارداتی به آمریکا کالاهای مصرفی غیر اتومبیل (۲۳٪)، سوخت (۲۲٫۱٪)، ماشین‌آلات (۱۹٫۹٪)، تجهیزات صنعتی (۱۴٫۸٪)، تولیدات خودرو (۱۱٫۱٪)، صنایع غذایی (۴٫۲٪)، و صنایع هوایی (۱٫۷٪) هستند.
اما بزرگ‌ترین محصولات تولیدی آمریکا مواد شیمیایی، تولیدات نفتی، فولاد، خودرو، تولیدات صنایع هوایی، ارتباطات، الکترونیک، تولیدات غذایی و مصرفی، و صنایع معدن و چوب هستند. آمریکا همچنین در تولید برق، ظرفیت پالایش نفت، ذخیره‌های زغال سنگ، تولید انرژی بادی، و انرژی هسته‌ای در جهان، رتبه نخست را دارا است.
بیشتر چرخ‌های اقتصادی آمریکا متعلق به بخش خصوصی است، تا جایی‌که بخش دولتی فقط ۱۲٫۴٪ تولید ناخالص داخلی را سالیانه باعث می‌شود. با اینحال ۷۵٪ تولید ناخالص ملی محصول بخش خدماتی بوده است. با اینکه تولیدات کشاورزی آمریکا حدود ۱٪ تولید ناخالص ملی این کشور است، همین سطح تولید در رتبه نخست صادرات کل تولیدات مواد غذایی جهان قرار دارد.
| شاخص‌های اقتصادی          | شاخص‌های اقتصادی                  |
| ------------------------ | -------------------------------- |
| نرخ بیکاری               | ۳٫۶٪ در سال ۲۰۱۹                 |
| رشد تولید ناخالص داخلی   | ۲٫۱٪ در سال ۲۰۱۹                 |
| تورم شاخص بهای مصرف‌کننده | ۰٫۳٪ در سال ۲۰۱۹                 |
| بدهی                     | ۲۲ هزار میلیارد دلار در سال ۲۰۱۹ |
| میزان فقر                | ۱۲٫۳٪ در سال ۲۰۱۷                |

بخش بهداشت و خدمات اجتماعی با داشتن ۱۶ میلیون نفر شاغل، بزرگ‌ترین بخش اشتغال آمریکا را تشکیل می‌دهد. سی‌وی‌اس هلث یکی از بزرگ‌ترین شرکت‌های جهان و همچنین بزرگ‌ترین داروخانه زنجیره‌ای در جهان محسوب می‌شود. از لحاظ مجموع ساعات کاری در طول سال، آمریکایی‌ها بیشترین تعداد روز در سال را کار می‌کنند. با این حال در مقایسه با کشورهای صنعتی دیگر، از نظر تولید بر حسب ساعات کاری آمریکایی‌ها از برخی کشورهای اروپایی عقب ترند.
در میان ۵۰ ایالت آمریکا، از لحاظ درآمد سرانه، ایالت نیوجرسی در رتبه اول، و ایالت می‌سی‌سی‌پی در رتبه آخر در مقایسه با ایالات دیگر قرار دارند. نزدیک به ۱۳٪ آمریکاییان در زیر خط فقر تعیین شده توسط دولت فدرال قرار دارند و فاصله طبقاتی بین بالاترین و پایین‌ترین قشرها جامعه آمریکا همچنان در حال افزایش است.

### حمل و نقل

سامانه بزرگراه‌های میان ایالتی شامل ۴۶۸۷۶ مایل.

در سال ۲۰۱۰ به ازای هر ۱٬۰۰۰ آمریکایی ۷۹۷ اتومبیل در این کشور وجود داشت و برابر آمار به‌طور متوسط هر آمریکایی بالغ روزانه ۵۵ دقیقه (یا ۲۹ مایل) از اتومبیل استفاده می‌کند. اما در مقایسه با گسترهٔ اتومبیل، پایانهٔ ریلی آن به نسبت کمتر است. از نظر حمل و نقل عمومی، تنها ۹٪ از سفرها از این طریق انجام می‌شود در صورتی که این مقدار برای اروپا ۳۸٪است. استفاده از دوچرخه نیز نسبت به اروپا کمتر است. پنج شرکت بزرگ هواپیمایی دنیا -بر اساس تعداد مسافران- آمریکایی هستند. شرکت امریکن ایرلاینز اولین رتبه را در این میان داراست. همچنین از سی فرودگاه پرترافیک دنیا شانزده فرودگاه متعلق به آمریکاست.

## دین و مذهب
دین در ایالات متحده (۲۰۱۷)
متمم اول قانون اساسی ایالات متحده آمریکا حق آزادی ادیان را برای مردم این کشور ضمانت کرده است و کنگره را از تصویب قانونی جهت برپایی دین رسمی در آمریکا منع می‌کند.
بنا به یک نظرسنجی که سال ۲۰۱۳ انجام شد، ۵۶٪ آمریکایی‌ها گفتند که دین «نقش خیلی پررنگی در زندگیشان بازی می‌کند» که این عدد با اختلاف از همه کشورهای غربی بیشتر است. در نظرسنجی ۲۰۰۹ گالوپ، ۴۲٪ آمریکایی‌ها گفتند هر هفته یا تقریباً هر هفته به کلیسا می‌روند. بسته به هر ایالت در این نظرسنجی نتیجه متفاوتی به دست آمد، چنان‌که در ورمانت ۲۳٪ بود و در می‌سی‌سی‌پی ۶۳٪.
در سال ۲۰۱۴، بیش از ۷۰٪ آمریکایی‌های بزرگسال در یک نظرسنجی خودشان را مسیحی اعلام کردند. پروتستان‌ها با ۴۶٫۵٪ و کاتولیک‌ها با ۲۰٫۸٪ بیشترین سهم را در میان فرقه‌ها داشتند. ۵٫۹٪ آمریکایی‌های بزرگسال در سال ۲۰۱۴ اعلام کردند که به دینی غیر از مسیحیت باور دارند. این ادیان شامل یهودیت (۱٫۹٪)، اسلام (۰٫۹٪)، هندوئیسم (۰٫۷٪) و بودیسم (۰٫۷٪) می‌شود. همچنین ۲۲٫۸٪ آمریکایی‌ها ندانم‌گرا، بی‌خدا یا بی‌دین بودند — عددی که نسبت به سال ۱۹۹۰ (۸٫۲٪) افزایش زیادی داشته. جوامع جهان‌گرای توحیدگرا، ساینتولوژیست، بهائی، سیک، جین، شینتویی، زرتشتی، کنفسیوس‌گرا، شیطان‌پرست، تائوئیست، دروئید، گنوسی، اومانیست، ویکا، دادارباور و پیرو ادیان بومی آمریکا، آفریقایی آمریکایی و ادیان سنتی آفریقایی هم در ایالات متحده وجود دارند
پروتستان‌ها بزرگ‌ترین گروه مسیحی ایالات متحده را تشکیل می‌دهند، نزدیکی به نیمی از آمریکایی‌ها پیرو این دین هستند. ۱۵٫۴٪ آن‌ها باپتیست هستند، بزرگ‌ترین شاخه پروتستانتیسم؛ کنوانسیون باپتیست جنوبی هم بزرگ‌ترین فرقه پروتستان است. به جز باپتیست‌ها، دیگر پروتستان‌های آمریکا شامل غیرفرقه‌ای‌ها، متدیست‌ها، پنطیکاستیست‌ها، لوتریانیست‌ها، پرسبیترینیست‌ها، کنگره‌گرایان، کالوینیست‌ها، انگلیکان‌ها، کوئیکرها، ادونتیست‌ها، پیروان جنبش مقدس، بنیادگرایان مسیحی، آناباپتیست‌ها، زهدباوران، پروتستان‌هایی که شاخه مذهب خود را مشخص نکرده‌اند و غیره می‌شود.
مانند سایر کشورهای غربی، آمریکا به سوی غیرمذهبی شدن پیش می‌رود. بی‌دینی میان آمریکایی‌های زیر ۳۰ سال به سرعت در حال رشد است. نظرسنجی‌ها نشان می‌دهد که اعتماد آمریکایی‌ها به دین سازماندهی شده از دهه ۱۹۸۰ درحال کاهش است و آمریکایی‌های جوان‌تر با سرعت زیادی بی‌دین می‌شوند. مطابق یک مطالعه مربوط به سال ۲۰۱۲، درصد پروتستان‌ها از جمعیت آمریکا به ۴۸٪ سقوط کرده است؛ نتیجتاً جایگاه خود به عنوان دین اکثریت را برای اولین بار از دست داده است. بی‌دین‌های آمریکایی به‌طور میانگین ۱٫۷ بچه دارند، حال آنکه مسیحی‌های آمریکایی ۲٫۲ فرزند دارند. عدم ازدواج میان بی‌دین‌ها نسبت به مسیحی‌ها بیشتر است، چنان‌که ۳۷٪ بی‌دین‌ها در طول زندگی خود ازدواج می‌کنند، نسبت به ۵۲٪ مسیحی‌ها.
کمربند انجیلی عبارتی غیررسمی برای مناطقی در ایالت‌های جنوبی آمریکا آمریکاست، جایی که پروتستانتیسم انجیلی که از نظر اجتماعی محافظه‌کار است، بخش مهمی از فرهنگ را تشکیل می‌دهد و افرادی که به کلیساها می‌روند در همه فرقه‌ها نسبت به سایر مناطق ایالات متحده بیشترند. نیو انگلند در غرب ایالات متحده آمریکا جایی است که دین کم‌ترین تأثیر خود در ایالات متحده را دارد.

## ساختار خانواده

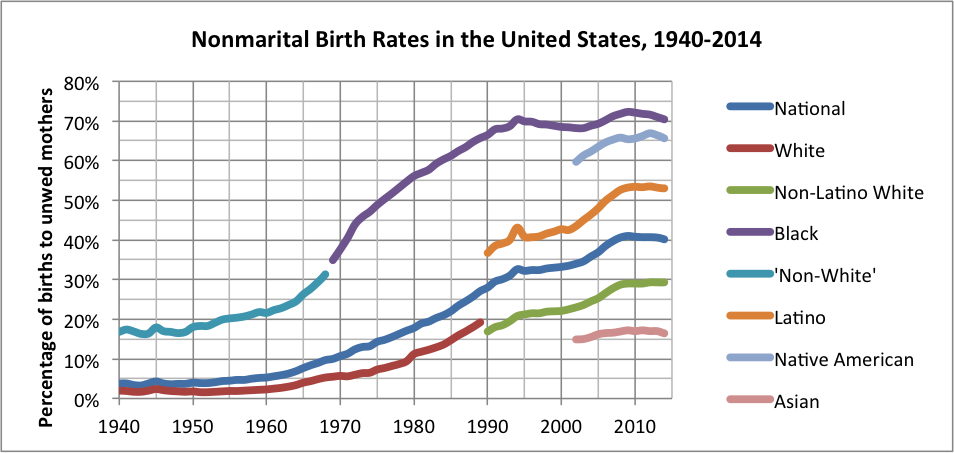
نرخ تولد کودکان خارج از ازدواج برپایه نژاد در ایالات متحده

مطابق آمار سال ۲۰۱۸، در میان آمریکایی‌ها با سن ۱۵ سال یا بیشتر، ۵۲٪ متأهل هستند یا بودند، ۶٪ بیوه هستند، ۱۰٪ طلاق گرفته‌اند و ۳۲٪ هرگز ازدواج نکرده‌اند. امروزه زنان بیشتر در خارج از خانه کار می‌کنند و بیشتر مدارک کارشناسی در آمریکا هم توسط زنان آن کشور کسب می‌شود.
آمار بارداری نوجوان در آمریکا ۲۶٫۵ به ازای هر ۱٬۰۰۰ بوده است. این آمار نسبت به سال ۱۹۹۱ با کاهشی ۵۷٪ روبرو شده است. سقط جنین در سراسر این کشور قانونی است. در حال حاضر نرخ سقط جنین ۲۴۱ به ازای هر ۱٬۰۰۰ تولد بچه است. از هر ۱٬۰۰۰ زن بین ۱۵ تا ۴۴ سال یک نفر سقط جنین داشته است. این اعداد درحال کاهش هستند اما هنوز از بیشتر کشورهای غربی بالاترند. در سال ۲۰۱۳، میانگین سن در زمان تولد اولیه بچه ۲۶ سال بوده است و ۴۱٪ زایمان‌ها توسط زنان مجرد انجام شده است.
نرخ باروری در ایالات متحده در سال ۲۰۱۶، به ازای هر ۱٬۰۰۰ زن، ۱۸۲۰٫۵ کودک بوده است. به فرزندخواندگی گرفتن کودکان در این کشور رایج است و در مقایسه با دیگر کشورهای غربی پروسه قانونی آن نسبتاً ساده است. ازدواج همجنس‌ها در سطح آمریکا قانونی است و قانون به زوج‌های همجنس اجازه می‌دهد که کودکان را به فرزندی بپذیرند. چندهمسری در ایالات متحده غیرقانونی است. آمریکا در سطح جهان بیشترین نرخ کودکانی که تنها با یکی از والدینشان زندگی می‌کنند را داراست.

## فرهنگ

بوفالوی دونده، اثر ادوارد مایبریج در سال ۱۸۸۷ در شهر فیلادلفیا به نمایش درآمد.

در عرصه هنر و معماری هنرمندان آمریکایی از فرانک لوید رایت گرفته تا اندی وارهال آثار بسیار قابل توجهی در سطح جهانی خلق کرده‌اند. هرم لوور، کاخ مجلس ملی بنگلادش، برج خلیفه دوبی، و دروازهٔ اروپا در مادرید اسپانیا، نمونه‌هایی از خلاقیت معماران آمریکایی در سراسر جهان است.
ادوارد مایبریج در سال ۱۸۷۸ برای نخستین بار تصاویر متحرکی را خلق کرد که اسب و بوفالوی وحشی آمریکایی را در حال دویدن نشان می‌داد. نخستین فیلم تجارتی آمریکا فیلمی بود که توسط دستگاه کینتسکوپ ساخت توماس ادیسون در ۱۸۹۴ در نیویورک به نمایش درآمد. از آن زمان تاکنون آمریکا دارای صنعت فیلم‌سازی و سینمایی بسیار بزرگی شده است که مرکز آن امروزه هالیوود در شهر لس آنجلس است. هالیوود امروزه با ۶۳ میلیارد دلار درآمد، ۳۵ درصد کل تولیدات صنعت فیلمسازی جهان را به خود اختصاص داده است. این صنعت با هنر تئاتر در آمریکا رابطهٔ تنگاتنگی دارد، اما برخلاف سینما، مرکز هنر تئاتر همچنان در شهر نیویورک است، جاییکه عمده‌ترین مراکز هنرهای نمایشی در جهان در آن قرار دارند. برادوی از این لحاظ دارای شهرت و سابقهٔ بی‌همتاییست.
ادبیات آمریکا در مدت نسبتاً کوتاه عمر این کشور، از مشهورترین چهره‌های شناخته شده ادبیات بشری را به دنیا ارزانی داشته. از مارک توین و ادگار آلن پو و رالف والدو امرسون گرفته تا ارنست همینگوی و جک لندن و امیلی دیکینسون، ادبیات آمریکا را قطعاً از نقاط درخشان فرهنگ این کشور می‌توان به حساب آورد که بر هنرهای کشورهای دیگر تأثیرات فراوانی داشته است. از دیگر نویسندگان برتر تاریخ آمریکا می‌توان تی. اس. الیوت، ویلیام فاکنر، تنسی ویلیامز، جی دی سالینجر، آیزاک آسیموف، مایکل کرایتون، و ریموند کارور را نام برد که آشنای نزدیک صاحبان قلم ادبیات جهان‌اند.

### موسیقی
یکی از اولین آهنگسازان آمریکایی فردی به نام ویلیام بیلینگز بود که در بوستون زاده شد و در دههٔ ۱۷۷۰ اشعار میهن پرستانه سرود. موسیقی امروزه به شکل تولید و اجرای زنده در آمریکا دارای فعالیت بسیار زیادیست به‌طوری‌که در سال ۲۰۰۸ میلادی بیش از ۱۰ میلیارد دلار درآمد تنها حاصل از صنعت ضبط و فروش موسیقی در آمریکا کسب گردید. از ژانر اصیل موسیقی آمریکایی می‌توان به سبک‌های جاز، بلوز، هیپ هاپ و کانتری اشاره کرد. از ژانر تازه پدید آمده در آمریکا می‌توان به موسیقی هیپ هاپ، سالسا، تکنو و هاوس اشاره کرد.
الویس پریسلی و چاک بری از پیشگامان راک اند رول در اواسط دههٔ ۱۹۵۰ بودند. بندهای راک مانند متالیکا، ایگلز و اروسمیث نامشان در میان پرفروش‌ترین هنرمندان جهان قرار گرفته است. باب دیلن در دههٔ ۱۹۶۰ در حین احیای فولک ظهور کرد و به یکی از مشهورترین ترانه‌سرایان آمریکا بدل شد و جیمز براون توسعهٔ فانک را هدایت کرد.
ستاره‌های پاپ آمریکایی در اواسط سده بیستم مانند بینگ کرازبی، فرانک سیناترا و الویس پریسلی به شهرت جهانی رسیدند. همان‌طور که هنرمندان اواخر سده بیستم مانند مایکل جکسون، پرینس، مدونا و ویتنی هیوستون نیز به شهرت رسیدند. هنرمندان مشهور اواسط دههٔ ۱۹۹۰ تا اواخر دههٔ ۲۰۰۰ شامل ماریا کری، بریتنی اسپیرز، جاستین تیمبرلیک، کریستینا آگیلرا و بیانسه هستند. از خوانندگان مشهور آمریکایی در دههٔ ۲۰۱۰ می‌توان به کیتی پری، برونو مارس، لیدی گاگا، تیلور سوئیفت و آریانا گرانده اشاره کرد.

## بهداشت
شاخص امید به زندگی در آمریکا حدود ۷۹/۱ سال است که در ایالت هاوایی از همه بالاتر گزارش شده.
آمریکا از قطب‌های بزرگ فناوری و علوم پزشکی در جهان است. به‌طور نمونه از سال ۱۹۶۶ تاکنون تعداد برندگان جایزه نوبل پزشکی در آمریکا از مجموع کل دیگر کشورهای جهان بیشتر بوده است و آمریکا به مراتب از سایر کشورها بیشتر بودجه صرف پژوهش و دارو و درمان می‌کند. با این وجود این امکانات لزوماً برای تمام شهروندان آمریکا به‌طور مساوی قابل دسترس نیست: در سال ۲۰۱۷ بیش از ۱۲ درصد جمعیت کل کشور آمریکا فاقد بیمه درمانی بودند.

## غذا و آشپزی
آشپزی آمریکایی همچون سرزمین آمریکا دارای تنوع و گوناگونی فراوانیست و از آشپزی آمریکایی چینی تا آشپزی مستعمرات سیزده‌گانه، غذای آمریکاییان دارای طعم و خواص منحصربه‌فردیست که برخی از این غذاها همانند استیک و باربیکیو و چیزبرگر در دنیا محبوبیت عام دارند و برخی دیگر همانند خوراک مار زنگی، پاستای گولاش آمریکایی، پیتزای نیویورکی و گامبو کمتر در خارج از مرزهای آمریکا شهرت یافته‌اند.

## ورزش
از لحاظ تاریخی در سده نوزدهم بیسبال به‌عنوان ورزش ملی آمریکا شناخته می‌شد؛ و در وهله بعد فوتبال آمریکایی، بسکتبال و هاکی روی یخ ورزش‌های ملی آمریکا قرار گرفتند. اما امروزه این سلیقه‌ها توزیع متفاوت جغرافیایی دارند، می‌توان امروزه از فوتبال آمریکایی به عنوان پرطرفدارترین ورزش در آمریکا نام برد.
این ورزش‌ها در سطوح مختلف نیز برگزار می‌شوند. به‌طور نمونه فوتبال کالجی و بسکتبال کالجی در سطوح ملی و سراسری بسیار پرطرفدارند. بوکس و اسب‌دوانی نیز بسیار پرطرفدارند این ورزش‌ها و دو ورزش گلف و اتومبیل‌رانی (به خصوص مسابقات نسکار) نیز از جمله ورزش‌های پرطرفدار در ایالات متحده هستند.
ایالات متحده آمریکا در بازی‌های المپیک سابقه درخشانی دارد. این کشور تاکنون هشت مرتبه به ترتیب در بازی‌های سال‌های ۱۹۰۴، ۱۹۳۲، ۱۹۳۲، ۱۹۶۰، ۱۹۸۰، ۱۹۸۴، ۱۹۹۶، و ۲۰۰۲ میزبان بازی‌های المپیک بوده است.
در مجموع آمریکا با داشتن ۲٬۵۲۰ مدال که تاکنون در بازی‌های المپیک تابستانی کسب کرده موفق‌ترین کشور دنیا در المپیک محسوب می‌شود، و با داشتن ۳۰۵ مدال در بازی‌های المپیک زمستانی در ردهٔ دوم جای گرفته است.
| رتبه در جهان |                                                                     | تعداد طلا | تعداد نقره | تعداد برنز | در مجموع |
| ۱            | سابقه آمریکا در مجموع دوره‌های بازی‌های المپیک تابستانی (تا سال ۲۰۱۶) | ۱۰۲۲      | ۷۹۵        | ۷۰۶        | ۲۵۲۰     |
| ۲            | سابقه آمریکا در مجموع دوره‌های بازی‌های المپیک زمستانی (تا سال ۲۰۱۸)  | ۱۰۵       | ۱۱۰        | ۹۰         | ۳۰۵      |

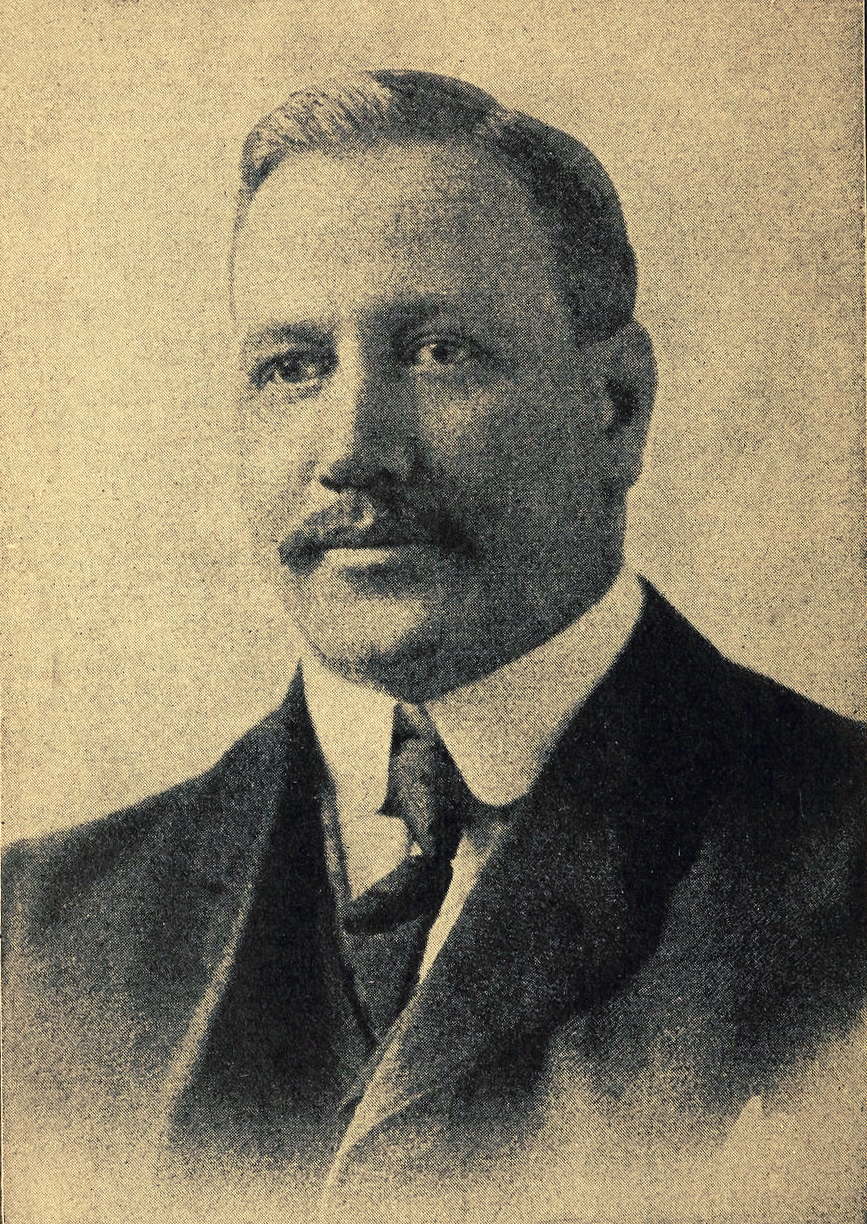
مخترع ورزش والیبال، ویلیام جی. مورگان
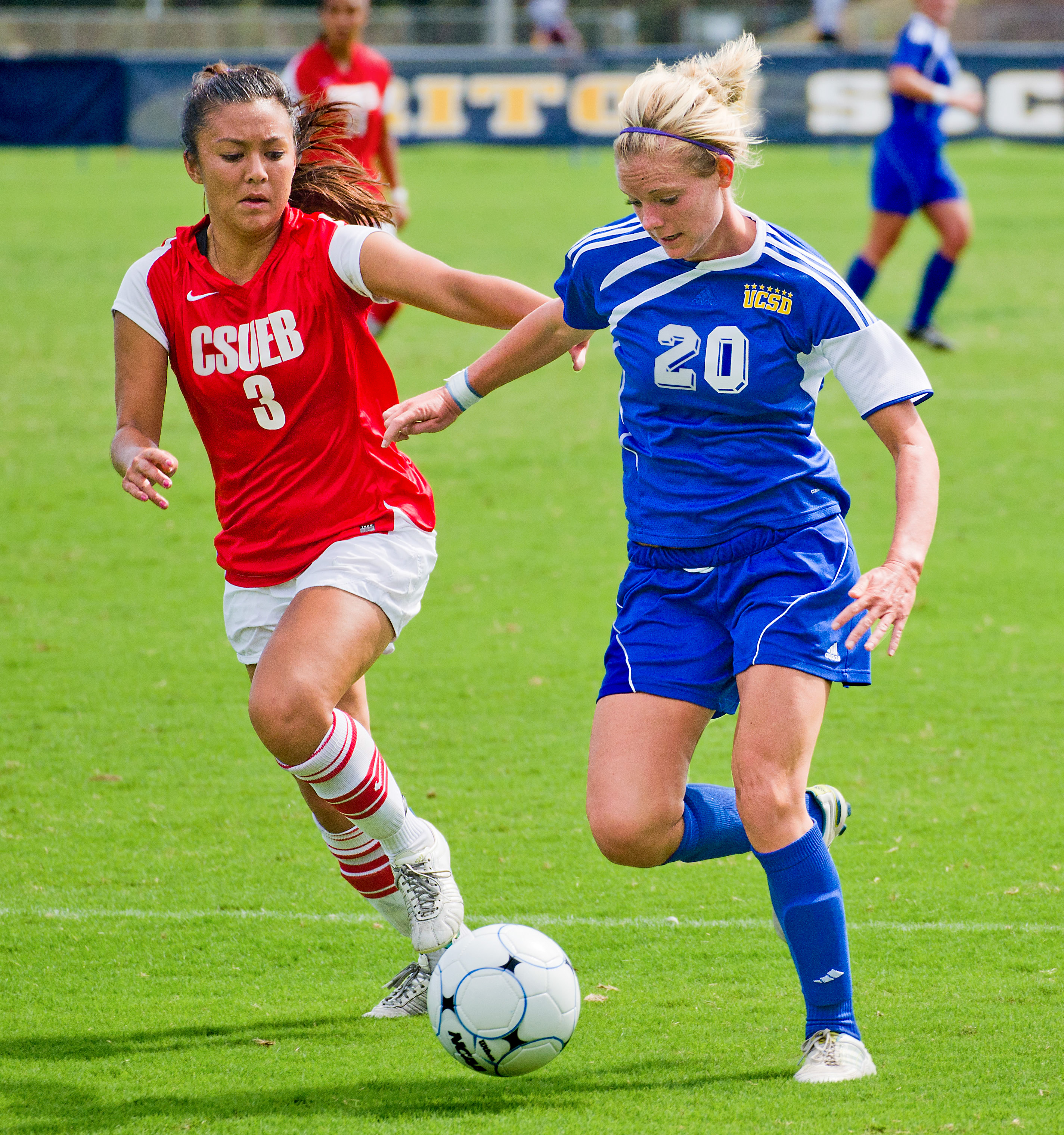
فوتبال در میان زنان آمریکا بسیار ورزش محبوبی‌ست. تیم ملی فوتبال زنان ایالات متحده آمریکا در جام جهانی فوتبال زنان تاکنون ۴ مرتبه قهرمان و نیز ۴ بار قهرمان المپیک شده است.
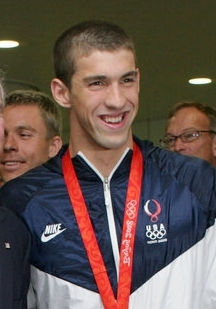
مایکل فلپس شناگر امریکایی صاحب ۲۸ مدال المپیک (بیشترین مدال در تاریخ المپیک)، از جمله ۲۳ طلا و ۴ رکورد جهانی در این ورزش
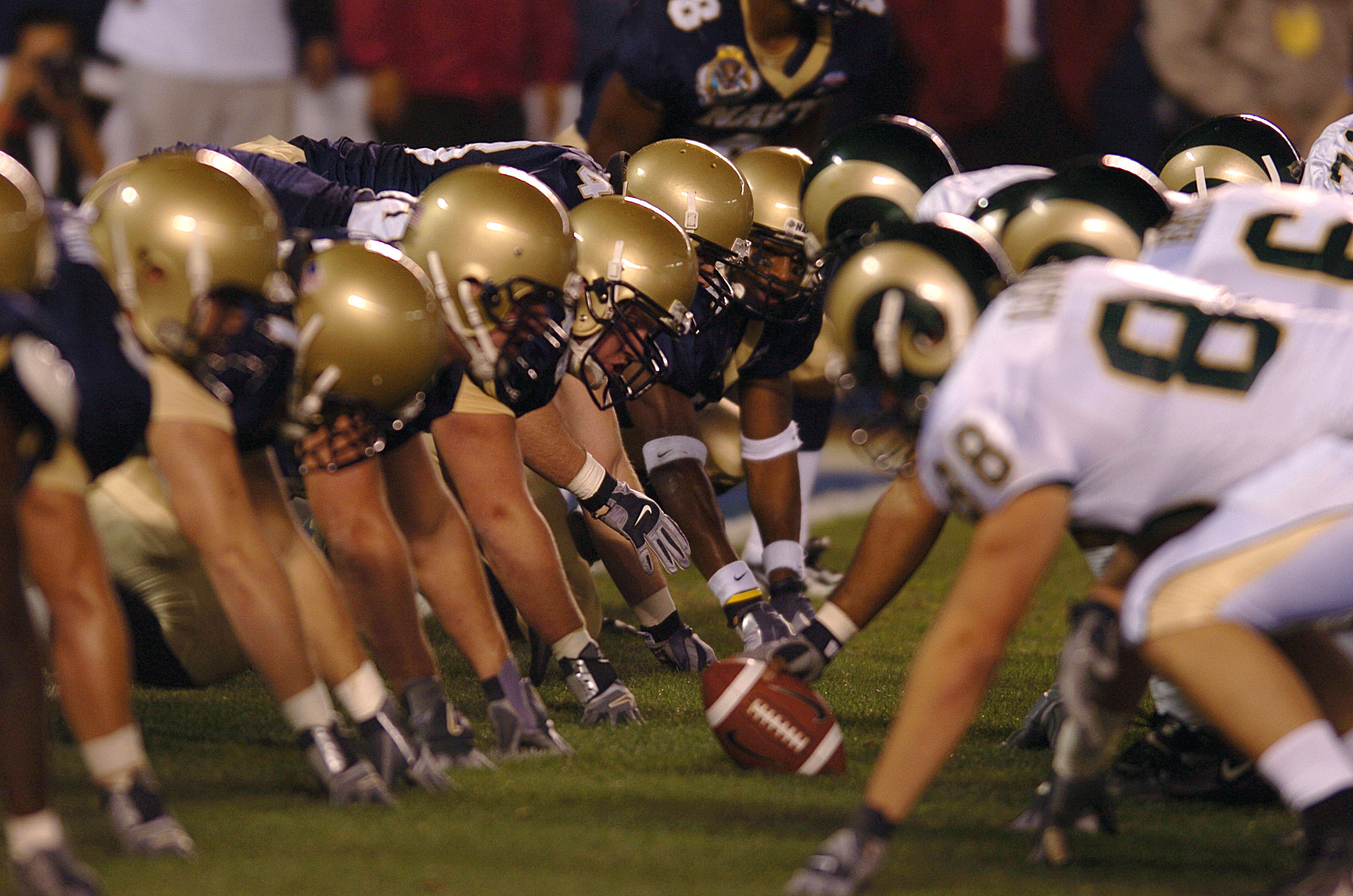
در حال حاضر فوتبال آمریکایی پرطرفدارترین ورزش ایالات متحده است.
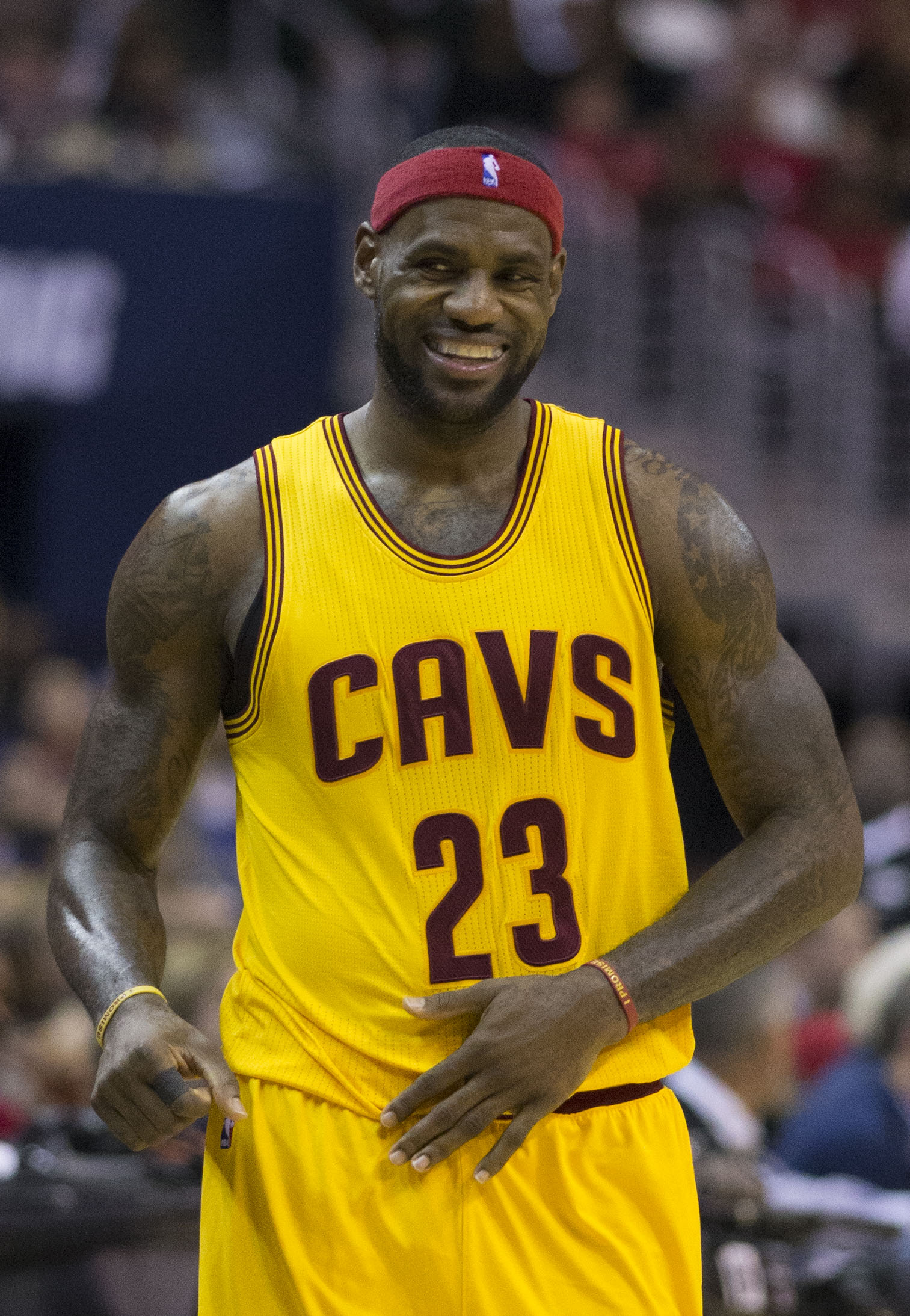
لبران جیمز و دیگر ستارگان لیگ NBA طرفداران بیشماری دارند.

## نیروهای مسلح

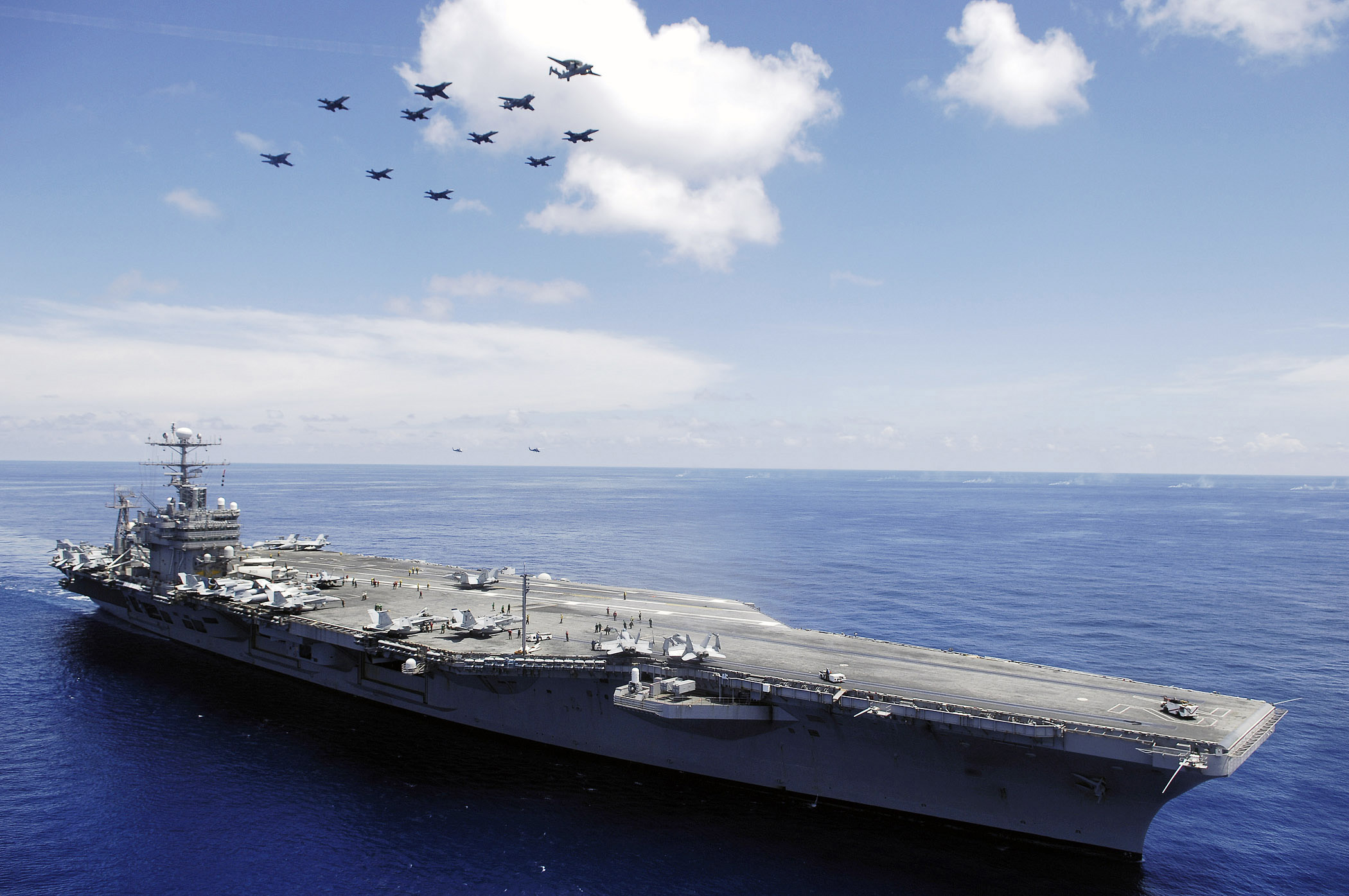
ناو هواپیمابر آبراهام لینکلن. آمریکا با دارا بودن دوازده ناو هواپیمابر بزرگ‌ترین نیروی دریایی دنیا را داراست.

رئیس‌جمهور آمریکا فرمانده کل قوای نیروهای مسلح این کشور است و رهبران نظامی، وزیر دفاع و اعضای ستاد مشترک ارتش را منصوب می‌کند. وزارت دفاع ایالات متحده آمریکا مسئول مدیریت نیروهای مسلح، شامل نیروی زمینی، سپاه تفنگداران دریایی، نیروی دریایی، نیروی هوایی و نیروی فضایی است. گارد ساحلی ایالات متحده آمریکا در زمان صلح تحت نظر وزارت امنیت داخلی و در زمان جنگ تحت نظر وزارت نیروی دریایی اداره می‌شود. در سال ۲۰۰۸، نیروهای مسلح این کشور ۱٫۴ میلیون عضو درحال انجام وظیفه داشت که با اضافه کردن نیروهای ذخیره و گارد ملی عدد کلی به ۲٫۳ میلیون نفر می‌رسد. ضمناً وزارت دفاع ۷۰۰ هزار نیروی غیرنظامی هم در استخدام خود دارد که این رقم شامل پیمانکاران نمی‌شود.
خدمت نظامی در ایالات متحده آمریکا اختیاری است اما در زمان جنگ ممکن است خدمت وظیفه اجباری اعلام شود و افراد مذکر بین ۱۸ تا ۲۶ سال به خدمت گرفته شوند. نیروهای مسلح آمریکایی می‌توانند به سرعت با استفاده از هواپیماهای نیروی هوایی، ۱۱ ناو هواپیمابر نیروی دریایی و واحدهای اعزامی تفنگداران دریایی در دریا با ناوگان‌های اقیانوس آرام و اطلس به منطقه مورد نظر اعزام شوند. ایالات متحده ۸۶۵ پایگاه در خارج از کشور دارد و در ۲۵ کشور خارجی حداقل ۱۰۰ نیروی نظامی درحال خدمت دارد.

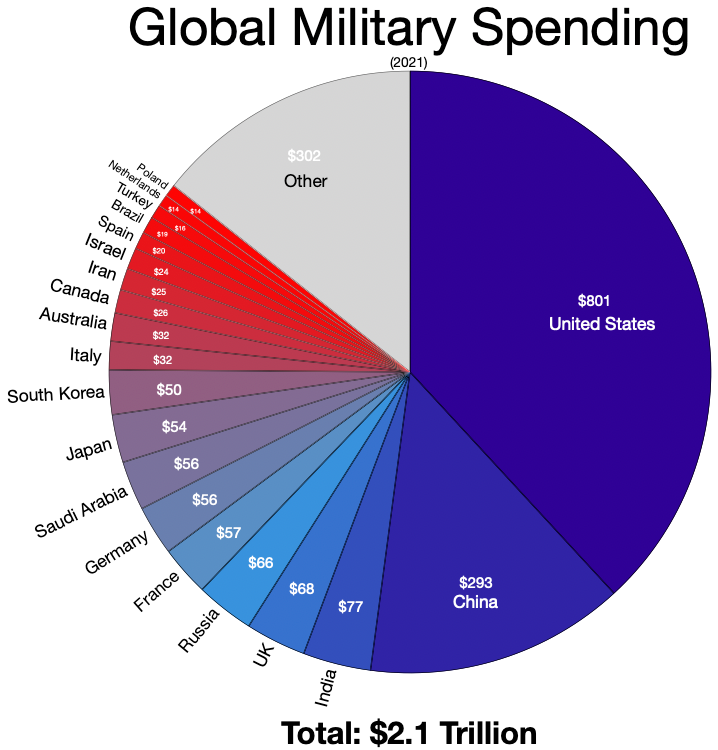
ایالات متحده نخستین کشور جهان بر پایه هزینه‌های نظامی با بیش از ۸۰۰ میلیارد دلار در سال (آمار سال ۲۰۲۱)

بودجه نظامی آمریکا در سال ۲۰۱۱ بیشتر از ۷۰۰ میلیارد دلار بود که ۴۱٪ از هزینه‌های نظامی جهان را شامل می‌شود. این کشور ۴٫۷٪ از تولید ناخالص داخلی خود را به هزینه‌های نظامی اختصاص داده که در میان ۱۵ کشوری که بیشترین بودجه نظامی را دارند، بعد از عربستان سعودی دوم است. هزینه‌های دفاعی آمریکا نقش مهمی در سرمایه‌گذاری در علم و تکنولوژی بازی می‌کند، چنان‌که حداقل نیمی از هزینه‌های دولتی در این زمینه توسط وزارت دفاع پرداخت می‌شود. سهم مخارج نظامی از کل اقتصاد آمریکا در دهه‌های اخیر افت پیدا کرده است؛ چنان‌که از ۱۴٫۲٪ از تولید ناخالص داخلی در ۱۹۵۳ و ۶۹٫۵٪ از هزینه‌های دولت فدرال به سال ۱۹۵۴ در زمان جنگ سرد به ۴٫۷٪ تولید ناخالص داخلی و ۱۸٫۸٪ هزینه‌های دولت فدرال در ۲۰۱۱ کاهش داشته است.
آمریکا یکی از پنج دارنده به رسمیت شناخته شده سلاح هسته‌ای جهان است و دومین زرادخانه هسته‌ای بزرگ جهان را مالک است. در کل بالغ بر ۹۰٪ از ۱۴٬۰۰۰ سلاح هسته‌ای موجود در جهان به یکی از دو کشور ایالات متحده و روسیه تعلق دارد.

### امنیت و قوای نظمیه
نظم و امنیت در سطح شهر و ایالت را کلانتر و پلیس‌های محلی و ایالتی بر عهده دارند. در برخی موارد و در مواقع مشخص و معینی، ارگان‌های فدرال همانند اف‌بی‌آی و مارشال‌ها وارد عمل می‌شوند. سیستم قضایی نیز به همین گونه (و از سطوح محلی به سمت سطوح فدرال) بنا نهاده شده است. آمریکا در میان کشورهای پیشرفته دارای آمار جرم و جنایت بالاتری بوده است، به‌خصوص در موارد مربوط به سلاح‌های گرم. در سال ۲۰۰۹ به ازای هر یکصد هزار نفر تعداد ۵ قتل در آمریکا رخ داد. نقش متمم دوم قانون اساسی ایالات متحده آمریکا (در اعطای آزادی حمل سلاح گرم به شهروندان) همواره مورد توجه بحث‌های فراوانی بوده است. آمریکا همچنین دارای تعداد نسبی بیشتری جمعیت زندانی می‌باشد. و این کشور از معدود کشورهای پیشرفته است که هنوز مجرمان را (در ۳۴ ایالت و برخی موارد فدرال) اعدام می‌کند. از سال ۱۹۷۶ تاکنون، تعداد یک هزار اعدام صورت گرفته. در سال ۲۰۱۰ پس از کشورهای چین، ایران، کره شمالی، و یمن، آمریکا از این لحاظ در جهان در رتبه پنجم بود. با اینحال این قانون از ایالت به ایالت فرق می‌کند. به‌طور مثال حکم اعدام در ایالات نیوجرسی، نیومکزیکو و ایلینوی ممنوع است.

## رسانه‌ها

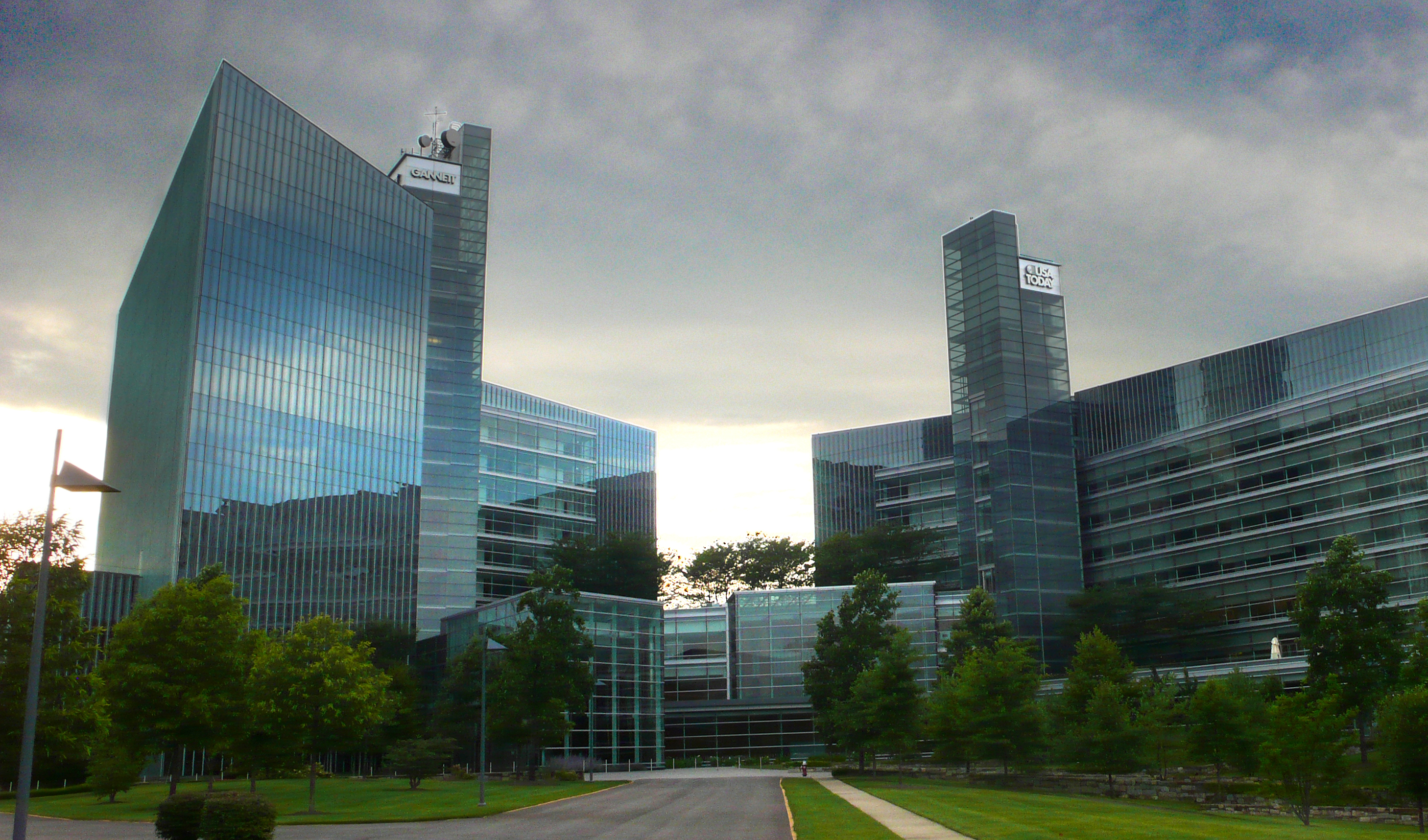
دفتر مرکزی روزنامه یو اس ای تودی در ویرجینیا قرار دارد که در صدر پرتیراژترین روزنامه‌های آمریکا می‌باشد.

به غیر از ارگان‌هایی همانند گروه فرارسی شماره‌ای، صدای آمریکا، یا هیئت رئیسه سخن‌پراکنی|هیئت کارفرمایان پخش که توسط ارگان‌های دولتی برای مخاطبان خارج از آمریکا تنظیم می‌شوند، اکثر رسانه‌های درون آمریکا یا همانند شبکه‌هایی نظیر فاکس، اچ‌بی‌او، ام‌تی‌وی، و سی‌ان‌ان به‌طور کاملاً خصوصی و با درآمد حاصل از تبلیغات و آگهی‌های تجارتی اداره می‌گردند، یا همانند ان‌پی‌آر و پی‌بی‌اس توسط موسسات و بنیادهای خیریه تأمین مالی می‌گردند.
از ۱۲۰۰ شبکهٔ تلویریونی آمریکا، از بزرگ‌ترین و نامدارترین آنان در تاریخ رسانه‌های آمریکا می‌توان به ۳ شبکهٔ ای‌بی‌سی، ان‌بی‌سی، و سی‌بی‌اس اشاره نمود.
قدیمی‌ترین روزنامهٔ آمریکا با تیراژ ثابت و برنامهٔ چاپ روزانه در ۳۰ مهٔ سال ۱۷۸۳ شروع به کار کرد، و فیلادلفیا ایونینگ پست نام داشت. در سال ۲۰۰۸، ۶۲۵۳ هفته‌نامه و ۱۴۲۲ روزنامه در آمریکا در حال فعالیت بود.